# Viện bảo tàng Mỹ thuật Metropolitan
Metropolitan Museum of Art của Thành phố New York (viết tắt là the Met) là bảo tàng nghệ thuật lớn nhất ở Tây bán cầu. Bộ sưu tập vĩnh viễn của bảo tàng chứa hơn hai triệu tác phẩm, được chia thành 17 bộ phận giám tuyển. Tòa nhà chính ở số 1000 Fifth Avenue, dọc theo Museum Mile ở rìa phía đông của Central Park trên Upper East Side của Manhattan, là một trong những bảo tàng nghệ thuật lớn nhất theo khu vực. Vị trí thứ hai nhỏ hơn nhiều, The Cloisters tại Fort Tryon Park ở Upper Manhattan, chứa một bộ sưu tập phong phú về nghệ thuật, kiến trúc và hiện vật từ Châu Âu thời Trung cổ.
Viện bảo tàng Mỹ thuật Metropolitan được thành lập vào năm 1870, nhằm mang lại nghệ thuật và giáo dục nghệ thuật cho người dân Hoa Kỳ. Bộ sưu tập cố định của bảo tàng bao gồm các tác phẩm nghệ thuật từ thời cổ điển và Ai Cập cổ đại, hội họa và các tác phẩm điêu khắc từ gần như tất cả Châu Âu bậc thầy, và một bộ sưu tập phong phú về Hoa Kỳ và nghệ thuật hiện đại. Met duy trì lượng lớn châu Phi, châu Á, châu Đại dương, Byzantine và nghệ thuật Hồi giáo. Bảo tàng là nơi trưng bày các bộ sưu tập bách khoa về nhạc cụ, trang phục và phụ kiện, cũng như vũ khí và áo giáp cổ từ khắp nơi trên thế giới. Một số nội thất đáng chú ý, từ thế kỷ 1 Rome đến thiết kế hiện đại của Mỹ, được lắp đặt trong các phòng trưng bày của nó.
Tòa nhà Fifth Avenue mở cửa vào ngày 20 tháng 2 năm 1872, tại số 681 Fifth Avenue. Năm 2021, bất chấp đại dịch, bảo tàng đã thu hút 1.958.000 du khách, đứng thứ tư trong danh sách bảo tàng nghệ thuật được viếng thăm nhiều nhất trên thế giới
Trong số các kiệt tác mỹ thuật thế giới được trưng bày tại viện bảo tàng phải kể đến Đức mẹ với Chúa hài đồng và cây đàn của Raphael, Thần Vệ nữ và cây đàn của Titian, Phong cảnh Toledo của El Greco...

## Lịch sử

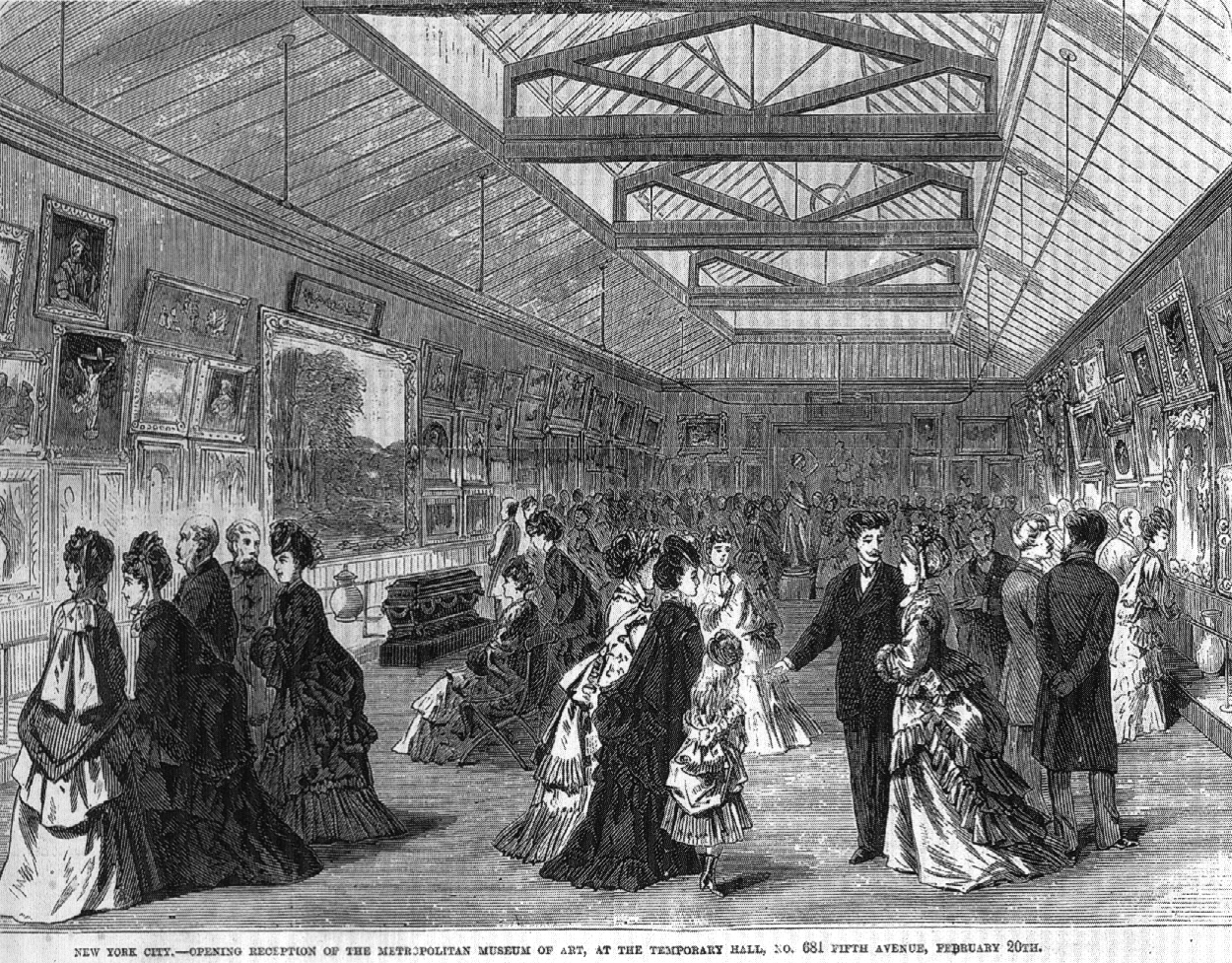
Khai mạc buổi tiếp tân trong phòng trưng bày tranh tại 681 Fifth Avenue, ngày 20 tháng 2 năm 1872; bản khắc gỗ trong Frank Leslie's Weekly, ngày 9 tháng 3 năm 1872

### Thế kỷ XIX
Cơ quan lập pháp nhà nước New York đã cấp cho Bảo tàng Nghệ thuật Metropolitan một Đạo luật thành lập vào ngày 13 tháng 4 năm 1870, "với mục đích thiết lập và duy trì ở Thành phố này một Bảo tàng và Thư viện Nghệ thuật; khuyến khích và phát triển việc nghiên cứu mỹ thuật, và ứng dụng nghệ thuật vào sản xuất và cuộc sống tự nhiên; nâng cao kiến thức chung về các môn học liên quan; và vì các mục tiêu trên, cung cấp các hoạt động giải trí và giáo dục mang tính phổ thông." Đạo luật này sau đó được bổ sung trong Đạo luật năm 1893, Chương 476, trong đó yêu cầu các bộ sưu tập của nó "phải công khai và công chúng có thể truy cập miễn phí suốt năm." Những người sáng lập bao gồm các doanh nhân và nhà tài chính, trong số đó có Theodore Roosevelt Sr., cha của Theodore Roosevelt, tổng thống thứ 26 của Hoa Kỳ, cũng như các nghệ sĩ và nhà tư tưởng hàng đầu thời nay, người muốn mở một viện bảo tàng để mang nghệ thuật và giáo dục nghệ thuật cho người dân Mỹ.

### Thế kỷ XX

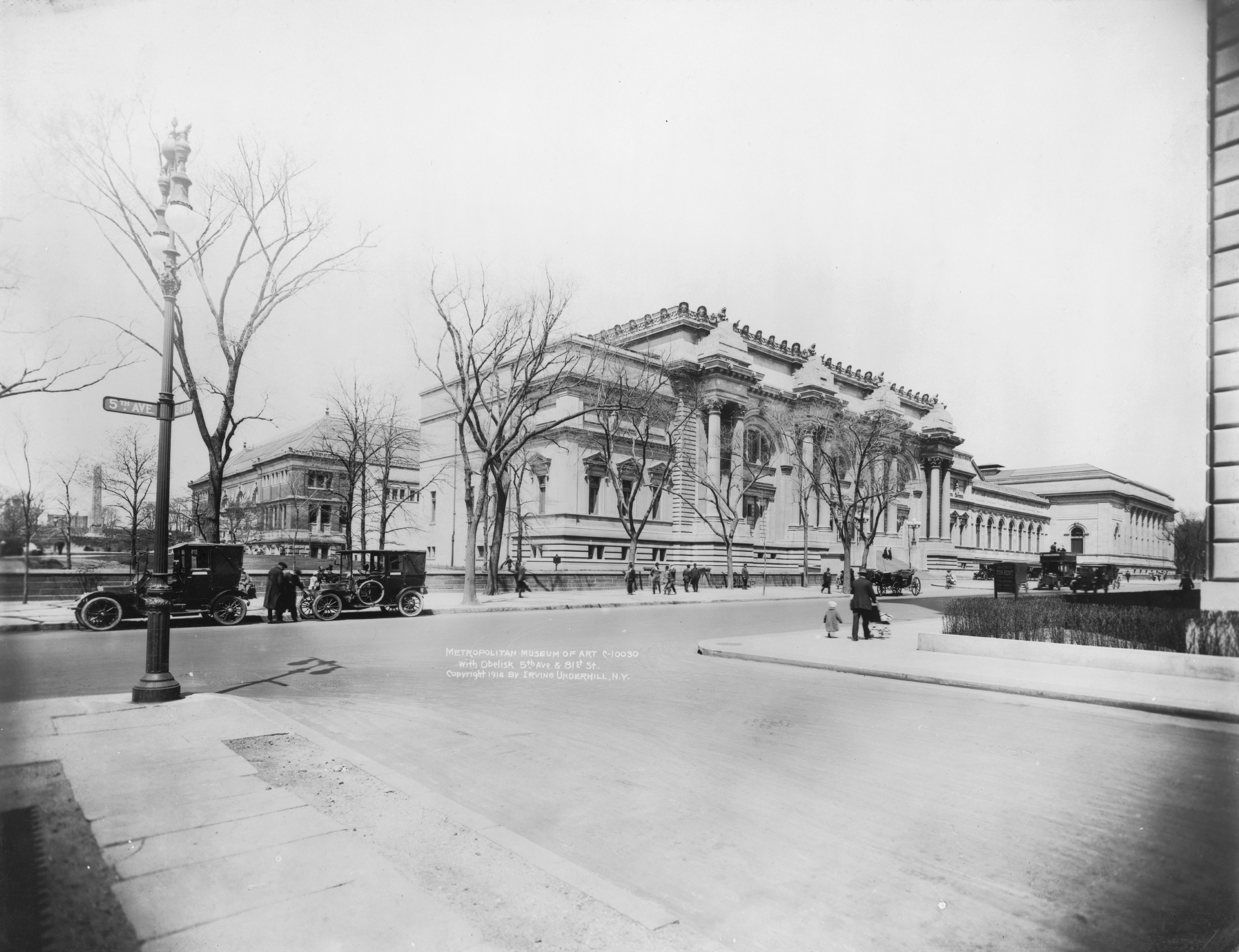
Bảo tàng năm 1914

Vào năm 1954, để đánh dấu việc khai trương phòng hòa nhạc Grace Rainey Rogers, bảo tàng đã khánh thành một loạt các buổi hòa nhạc, bổ sung thêm các bài giảng nghệ thuật vào năm 1956. "Chương trình Hòa nhạc & Bài giảng" này đã phát triển qua các năm thành 200 sự kiện mỗi mùa. Chương trình đã giới thiệu những nghệ sĩ biểu diễn như Marian Anderson, Cecilia Bartoli, Judy Collins, Marilyn Horne, Burl Ives, Juilliard String Quartet, Yo-Yo Ma, Itzhak Perlman, Artur Rubinstein, András Schiff, Nina Simone, Joan Sutherland và André Watts, cũng như các bài giảng về lịch sử nghệ thuật, âm nhạc, khiêu vũ, sân khấu và lịch sử xã hội. Từ khi thành lập đến năm 1968, đạo diễn của chương trình là William Kolodney, và từ 1969 đến 2010 là Hilde Limondjian.

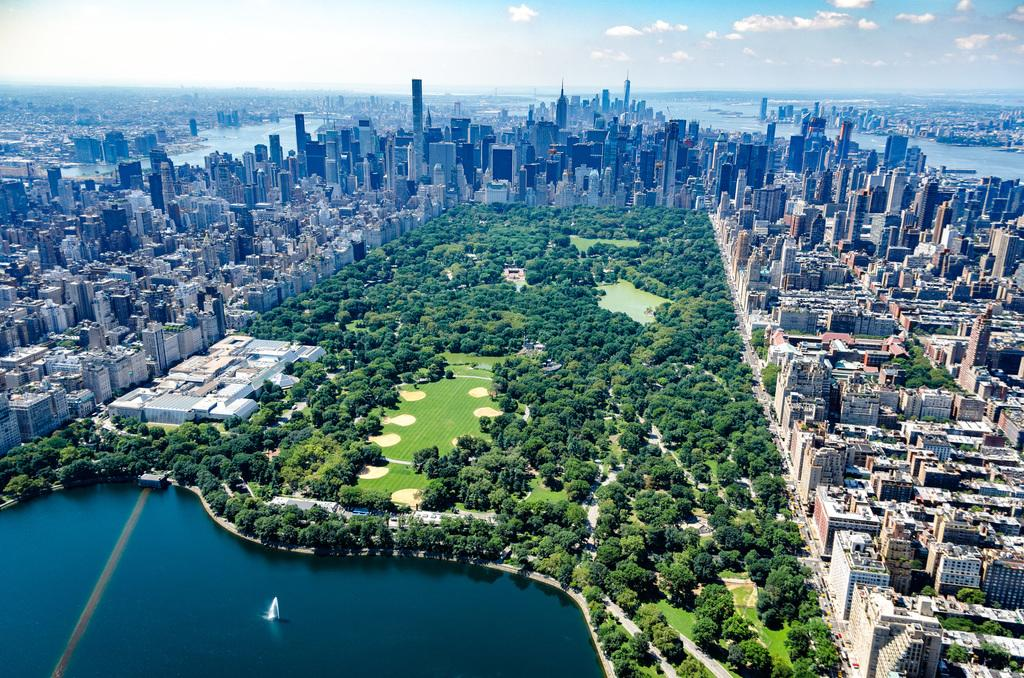
Bảo tàng (tiền cảnh bên trái) nằm ở Công viên Trung tâm.

### Thế kỷ XXI
Tháng 9 năm 2020, bảo tàng đã bổ nhiệm Patricia Marroquin Norby (gốc Purépecha/Nde) làm Phó Giám đốc Nghệ thuật Bản địa Mỹ đầu tiên của bảo tàng. Tháng 5 năm 2021, bảo tàng đã lắp đặt một tấm bảng trên mặt tiền Fifth Avenue để công nhận các cộng đồng bản địa và thực tế là bảo tàng nằm trong khu vực lịch sử Lenapehoking.
Tháng 11 năm đó, Met đã nhận được khoản tài trợ 125 triệu đô la từ Oscar L. Tang và Agnes Hsu-Tang, món quà lớn nhất trong lịch sử của bảo tàng. Đổi lại, Met đặt tên các phòng trưng bày nghệ thuật hiện đại và đương đại của mình theo tên của nhà Đường. Tháng 2 năm sau, Met thuê Moody Nolan để cải tạo các phòng trưng bày Cổ Cận Đông và Síp. Kiến trúc sư người Mexico Frida Escobedo được thuê vào tháng 3 năm 2022 để cải tạo nhà Tang.

### Thiết kế địa điểm
Tòa nhà chính của bảo tàng đã được Ủy ban Bảo tồn Địa danh Thành phố New York chỉ định là một địa danh thành phố vào năm 1967, và nội thất của nó đã được Ủy ban Bảo tồn Địa danh công nhận riêng vào năm 1977. Tòa nhà chính của Met được chỉ định là Địa danh lịch sử quốc gia vào năm 1986, công nhận cả kiến trúc đồ sộ và tầm quan trọng của nó như một tổ chức văn hóa.

## Hiện vật

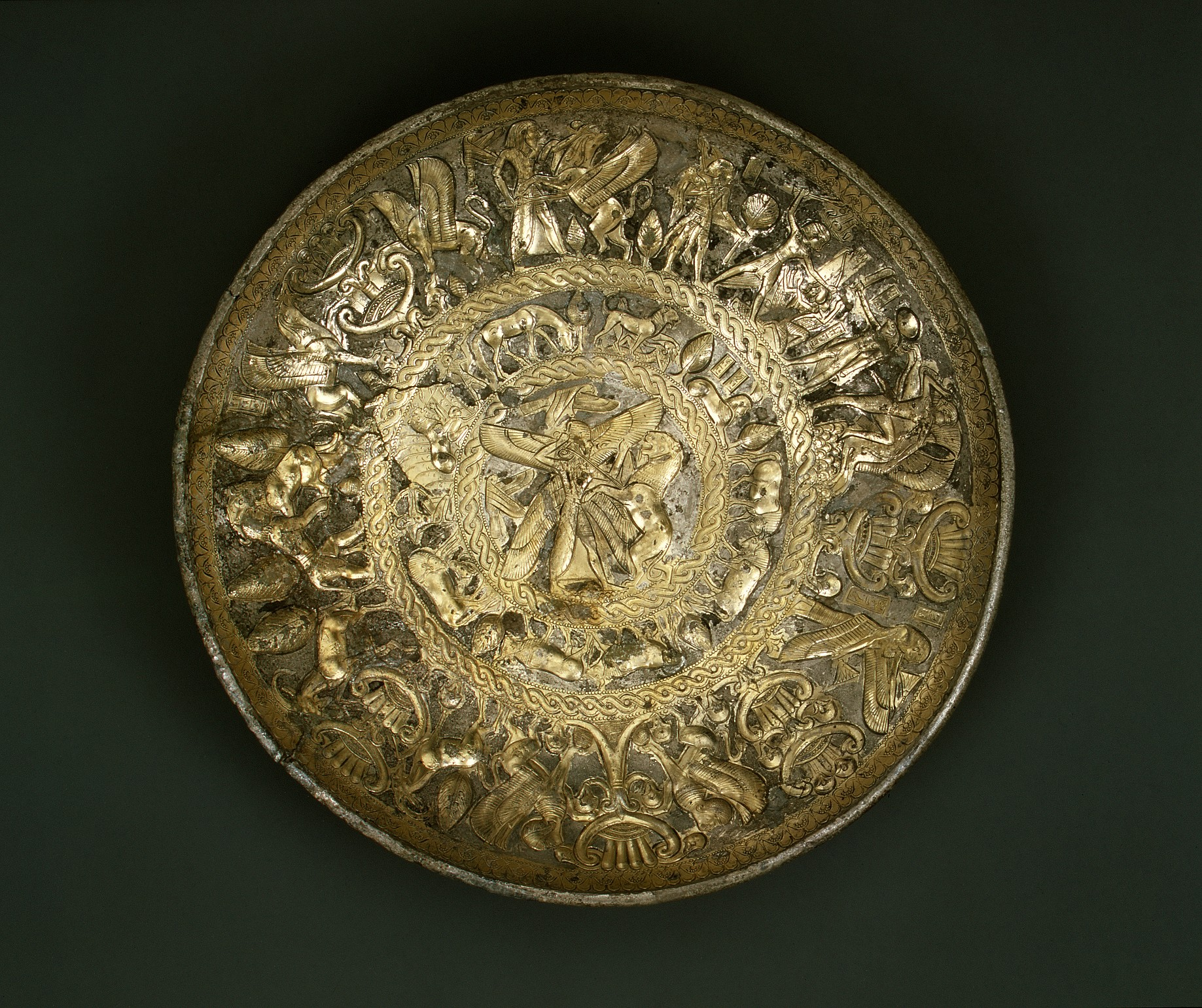
Bát kim loại phoenicia từ năm 725–675 trước công nguyên
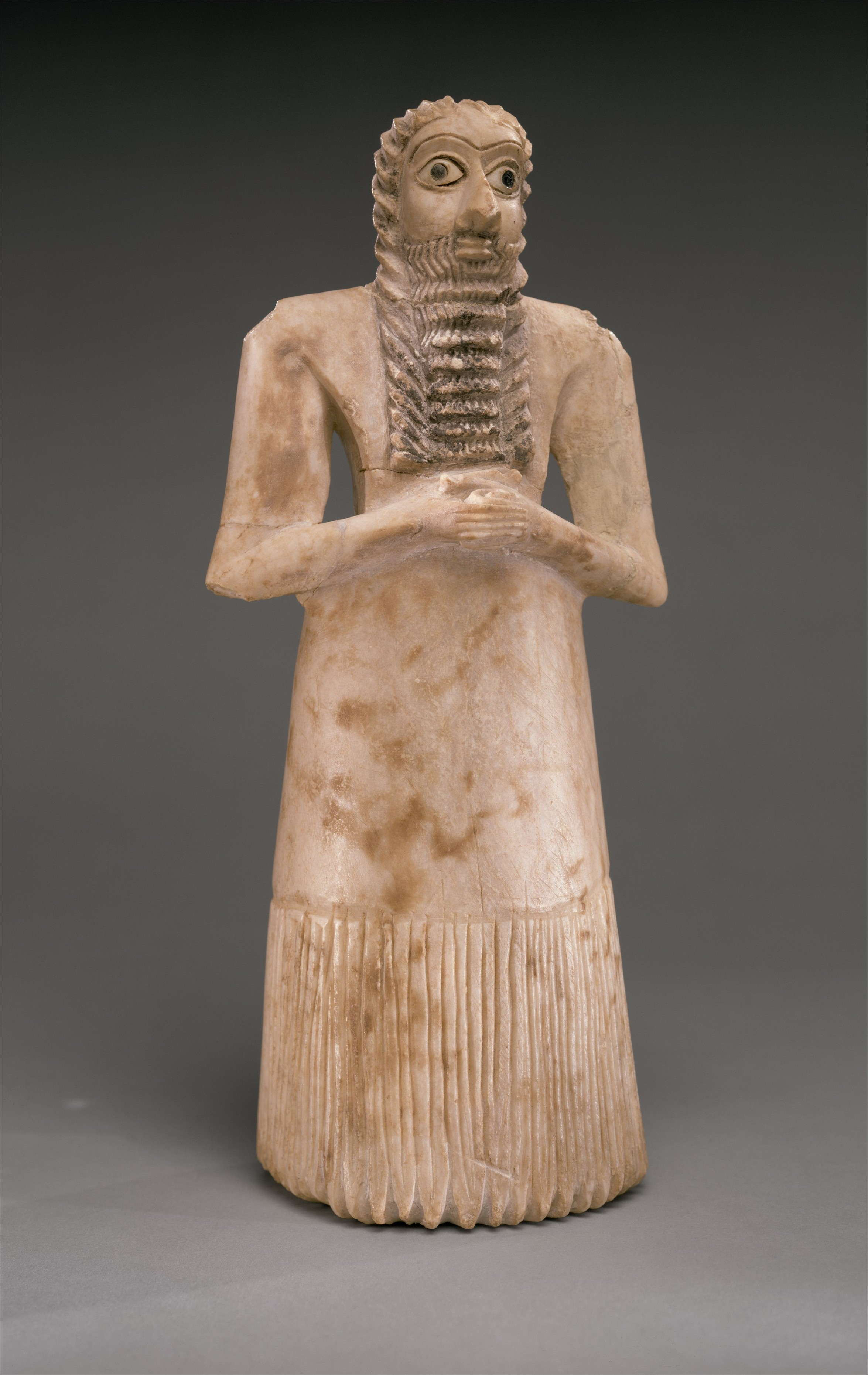
Nam giới đứng thờ cúng, Lưỡng Hà, (?)
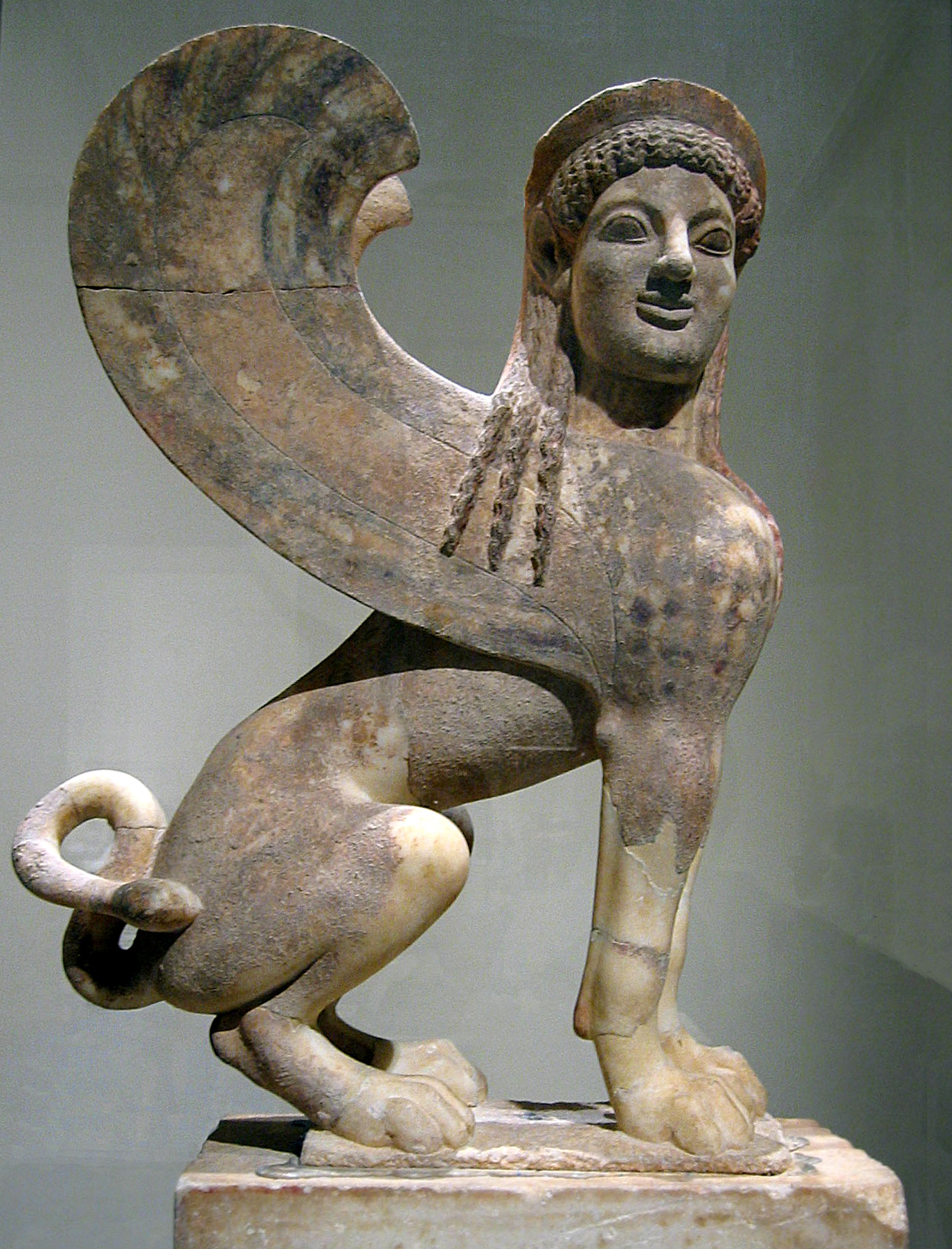
Nhân sư, c.
Busto de Anicia Iuliana, La Mã
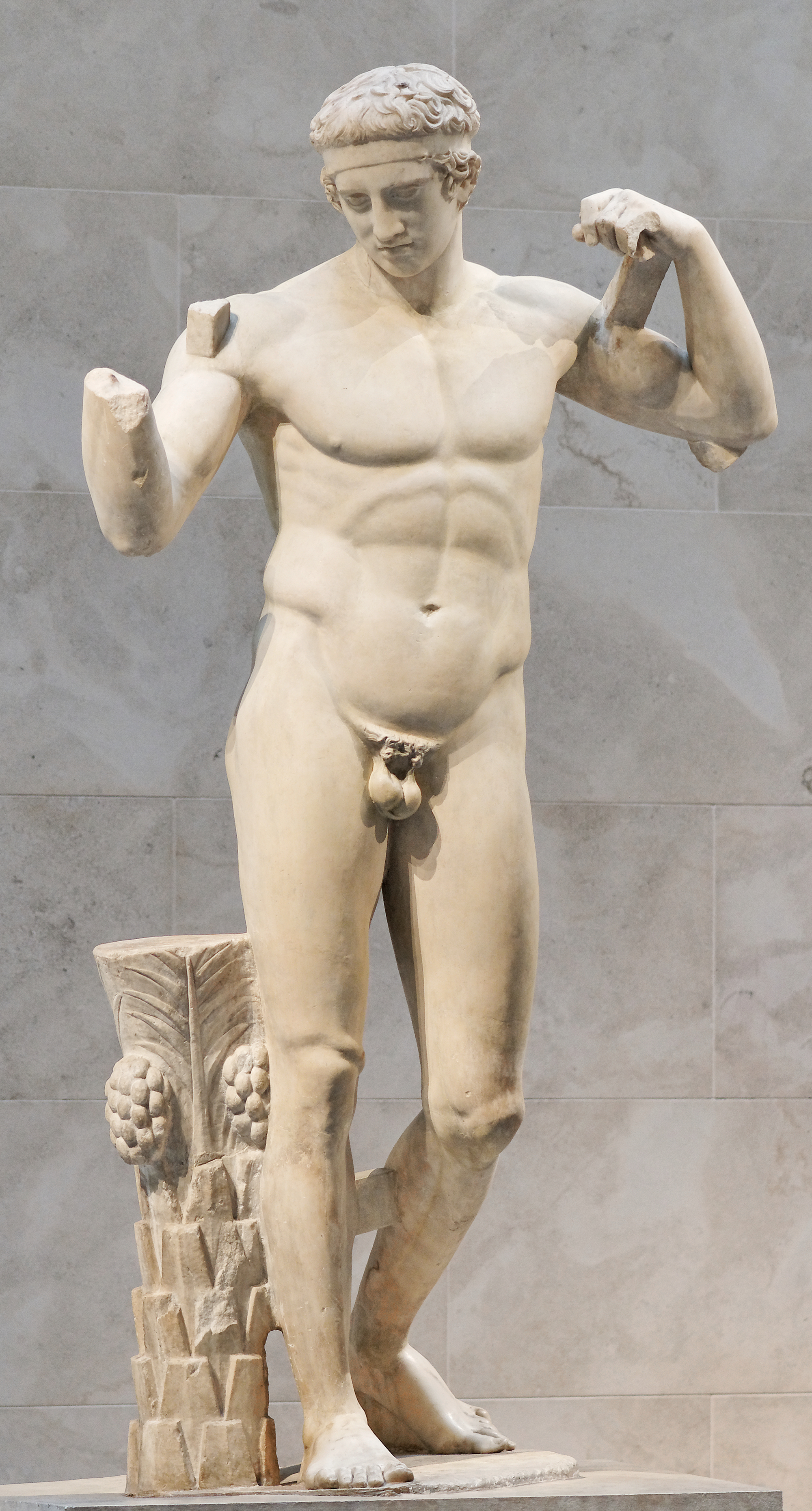
Roman c. 430
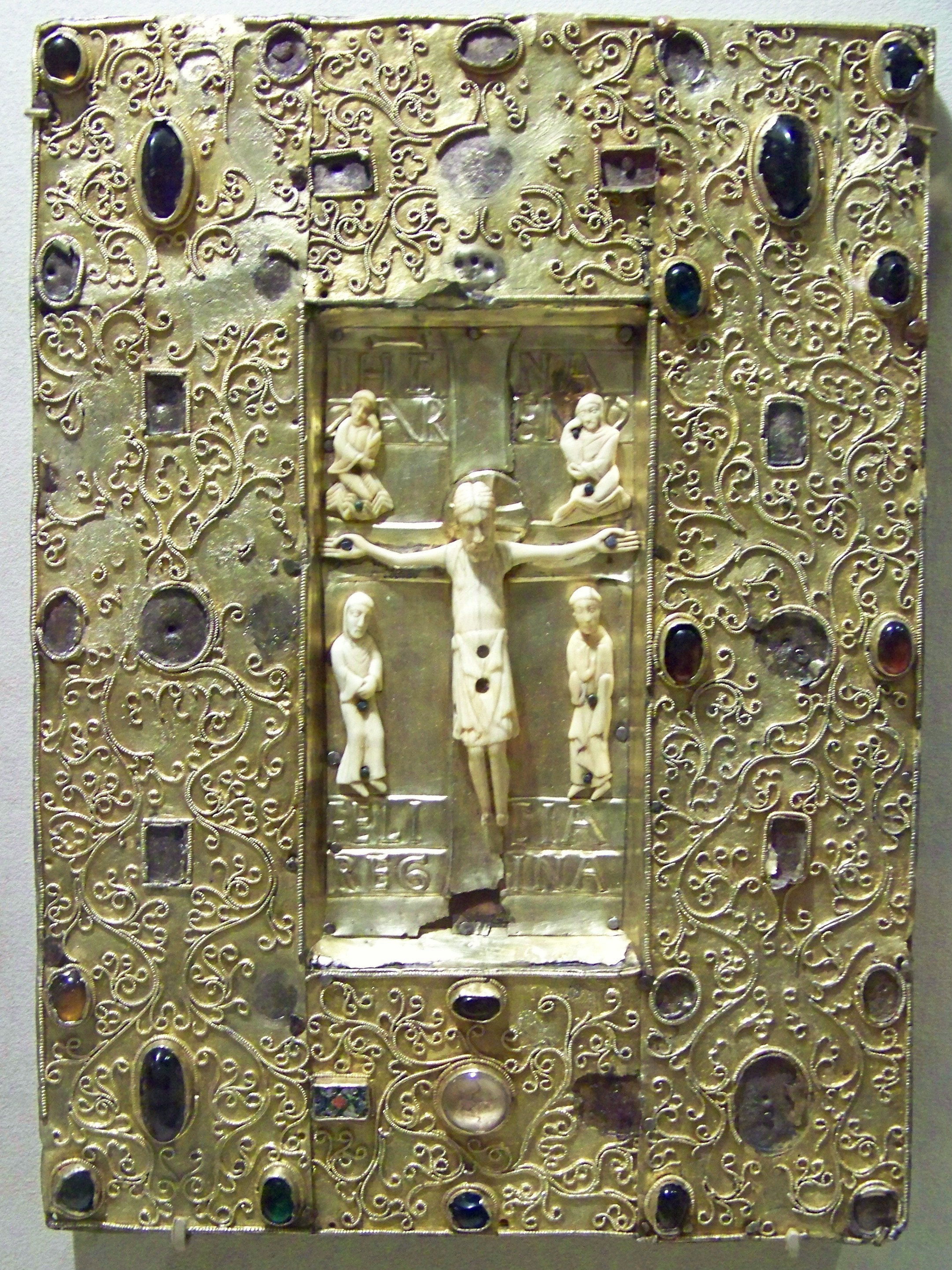
Bìa sách có biểu tượng Byzantine về sự đóng đinh, trước năm 1085
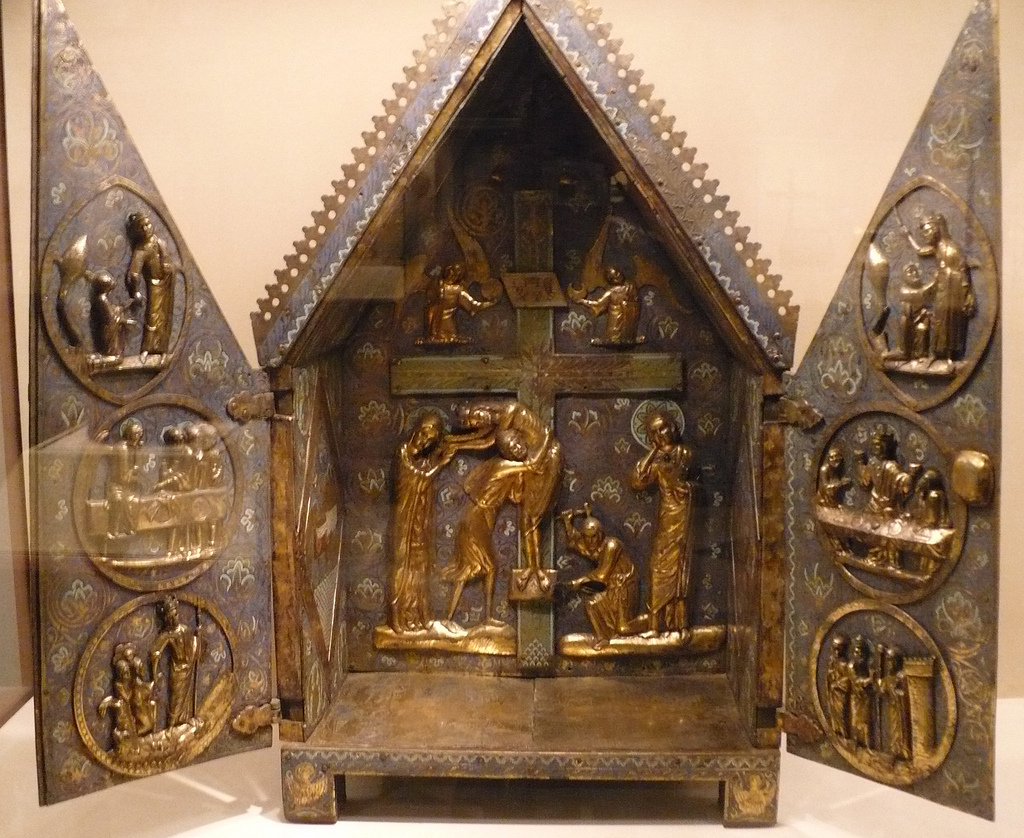
Tabernacle of Cherves, c. 1220–30
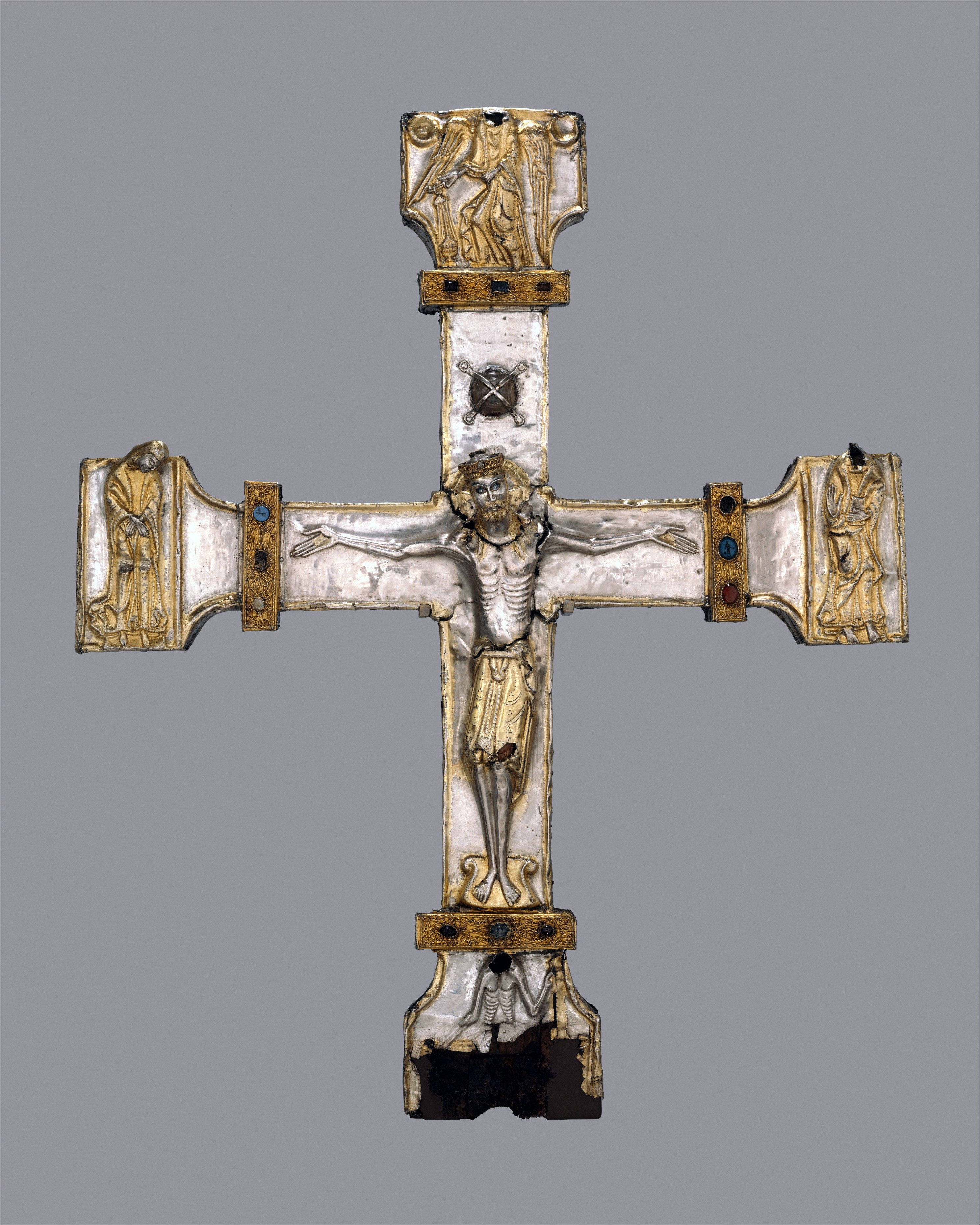
Cross of San Salvador de Fuentes,cuối thế kỷ 11 - đầu thế kỷ 12, Asturias
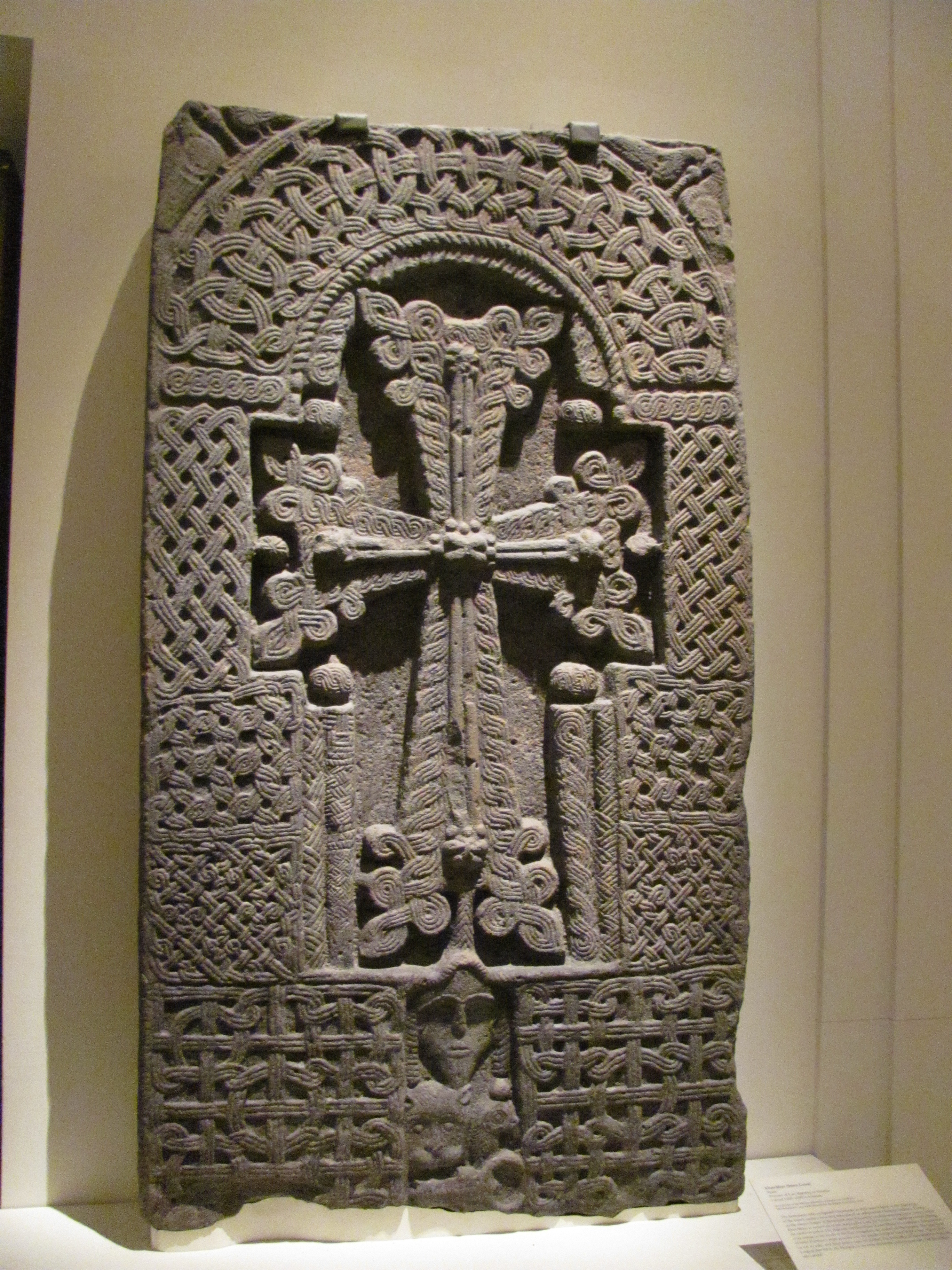
Khatchkar. Basalt
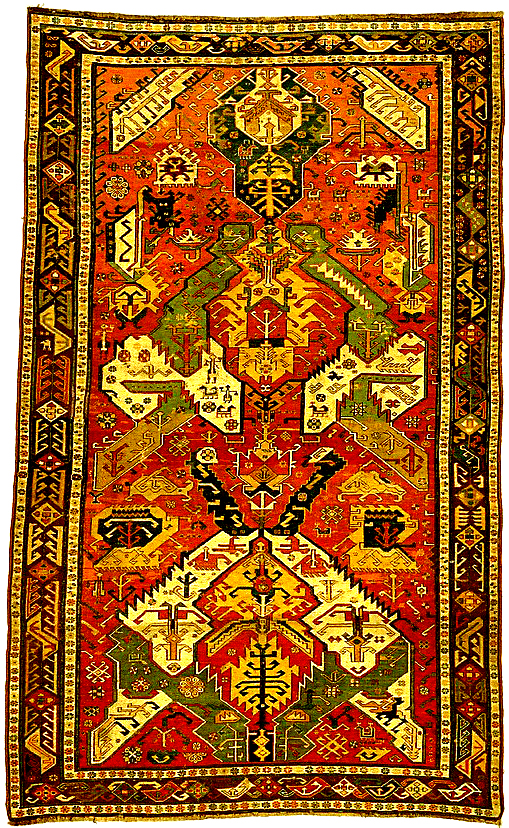
Alpan carpet, thập niên 1800
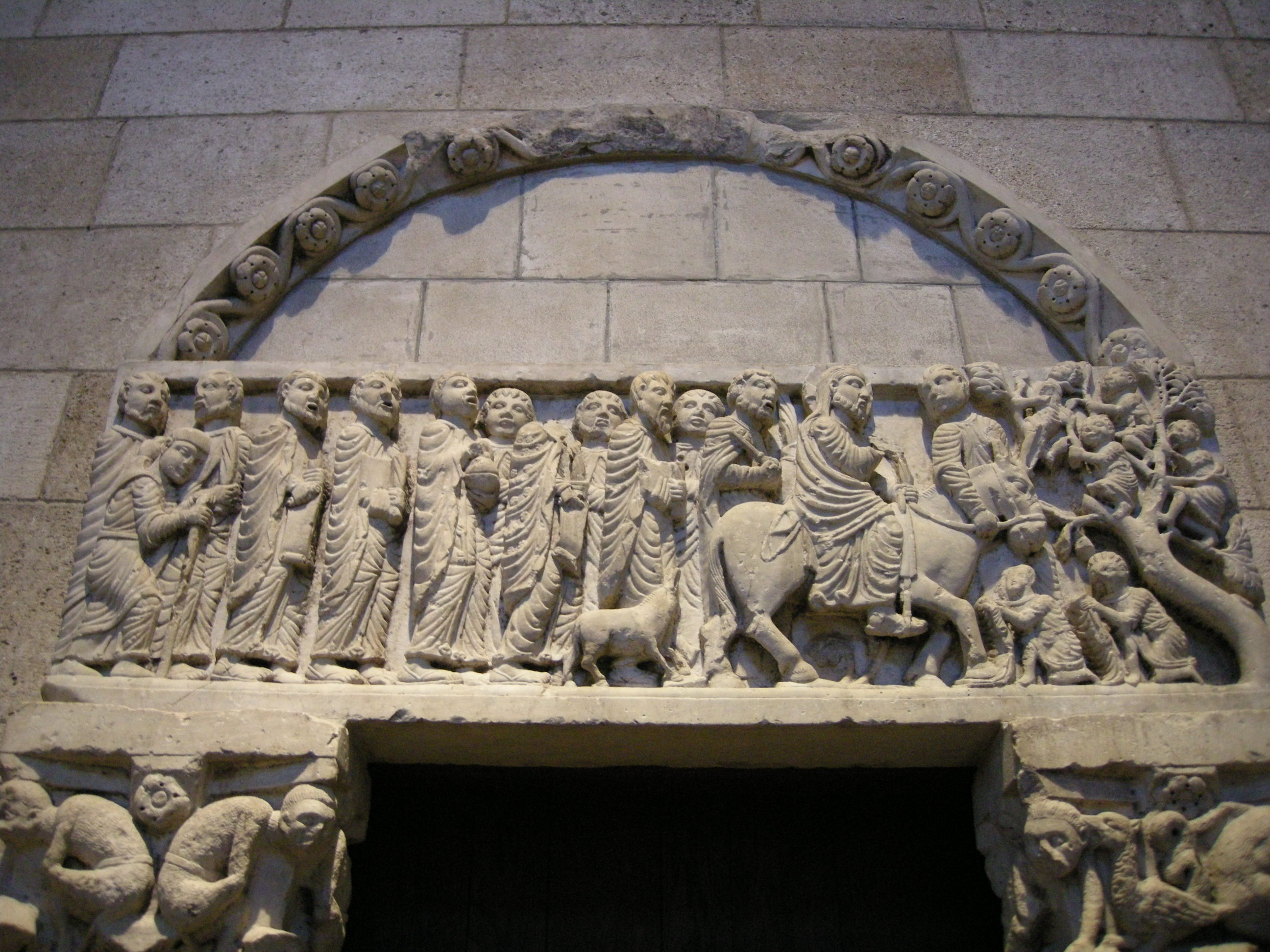
Scuola di biduino, portale da san leonardo al frigido, vicino massa carrara, Biduino, c. 1170–80
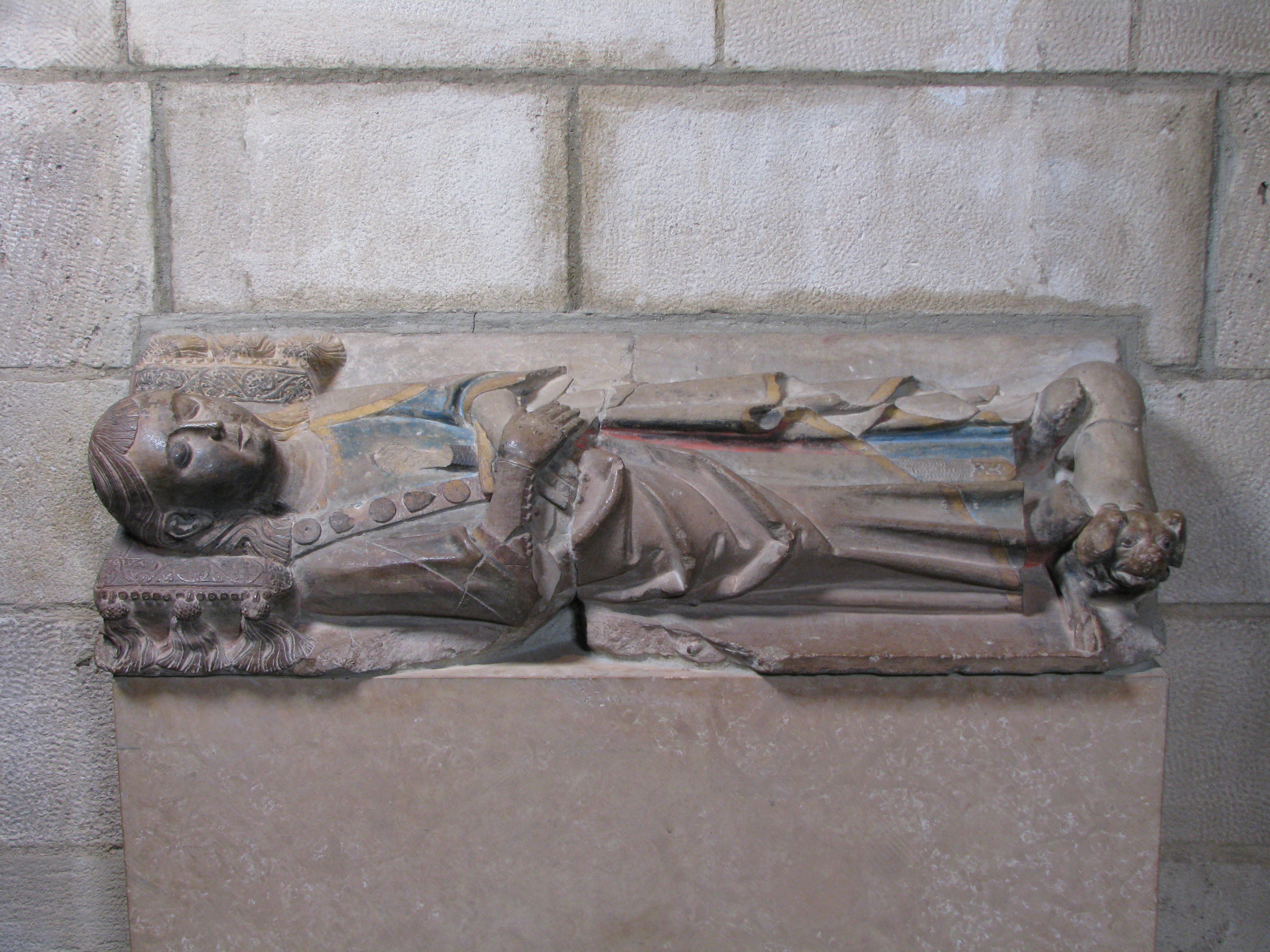
Lăng mộ Ermengol IX của Urgell (mất năm 1243)
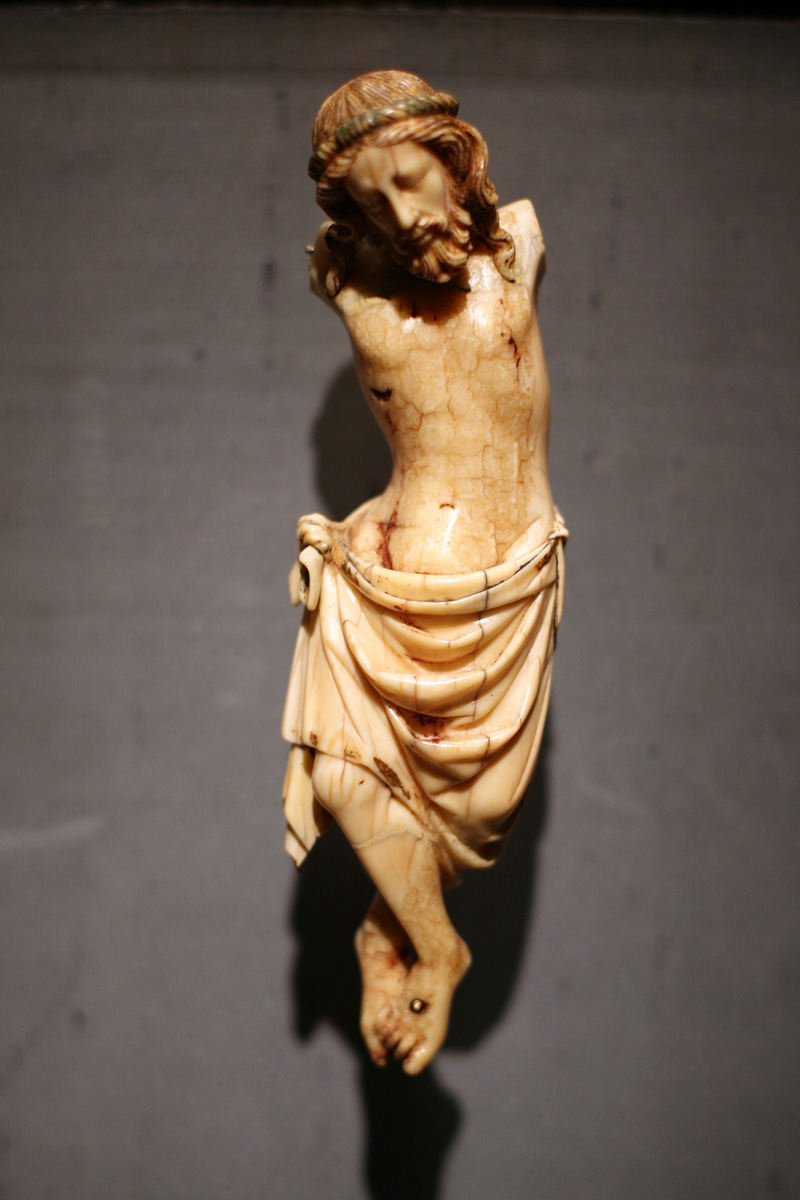
The Crucified Christ, c. 1300, Bắc Âu
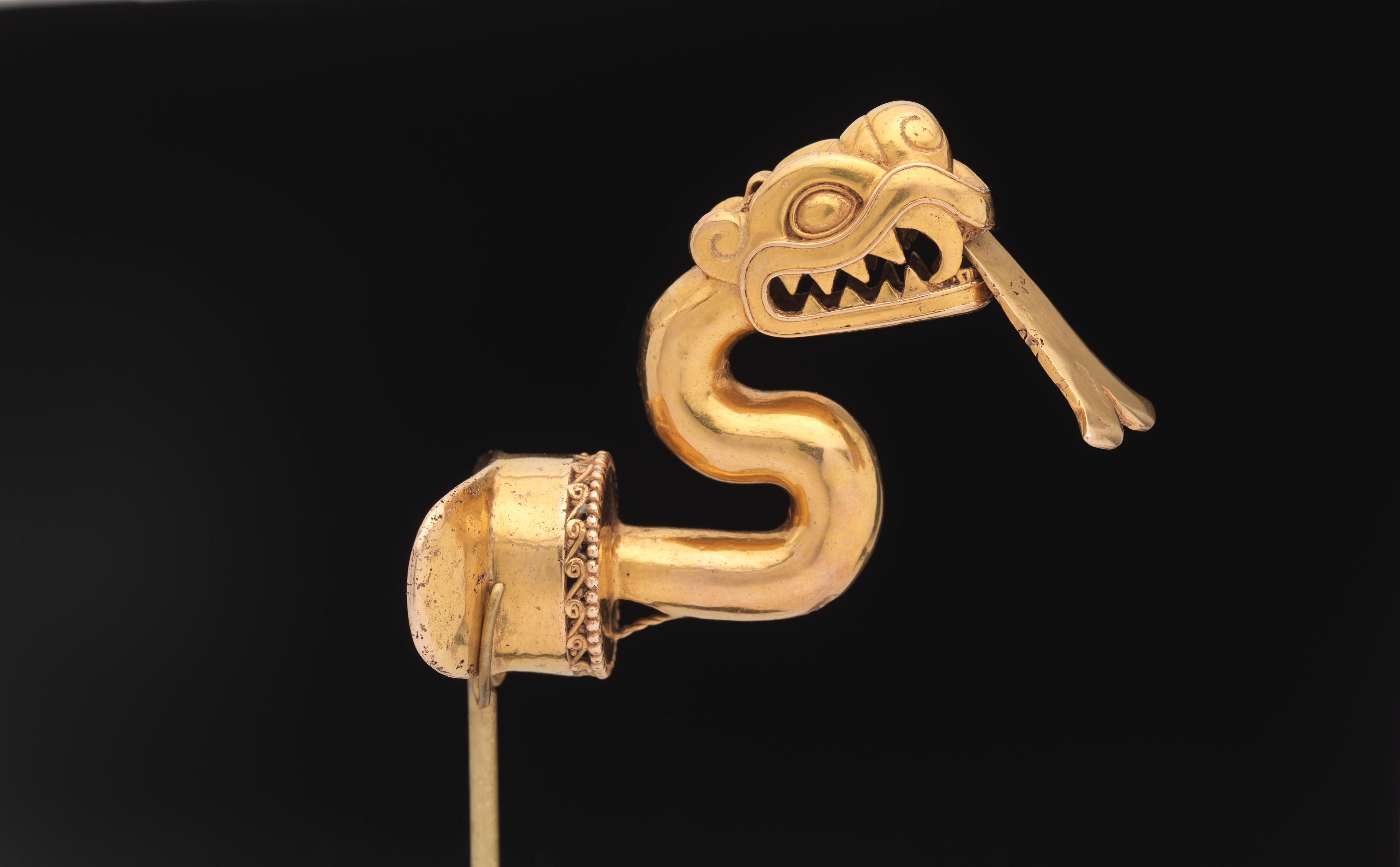
Serpent labret with articulated tongue, c. 1300–1521, Aztec
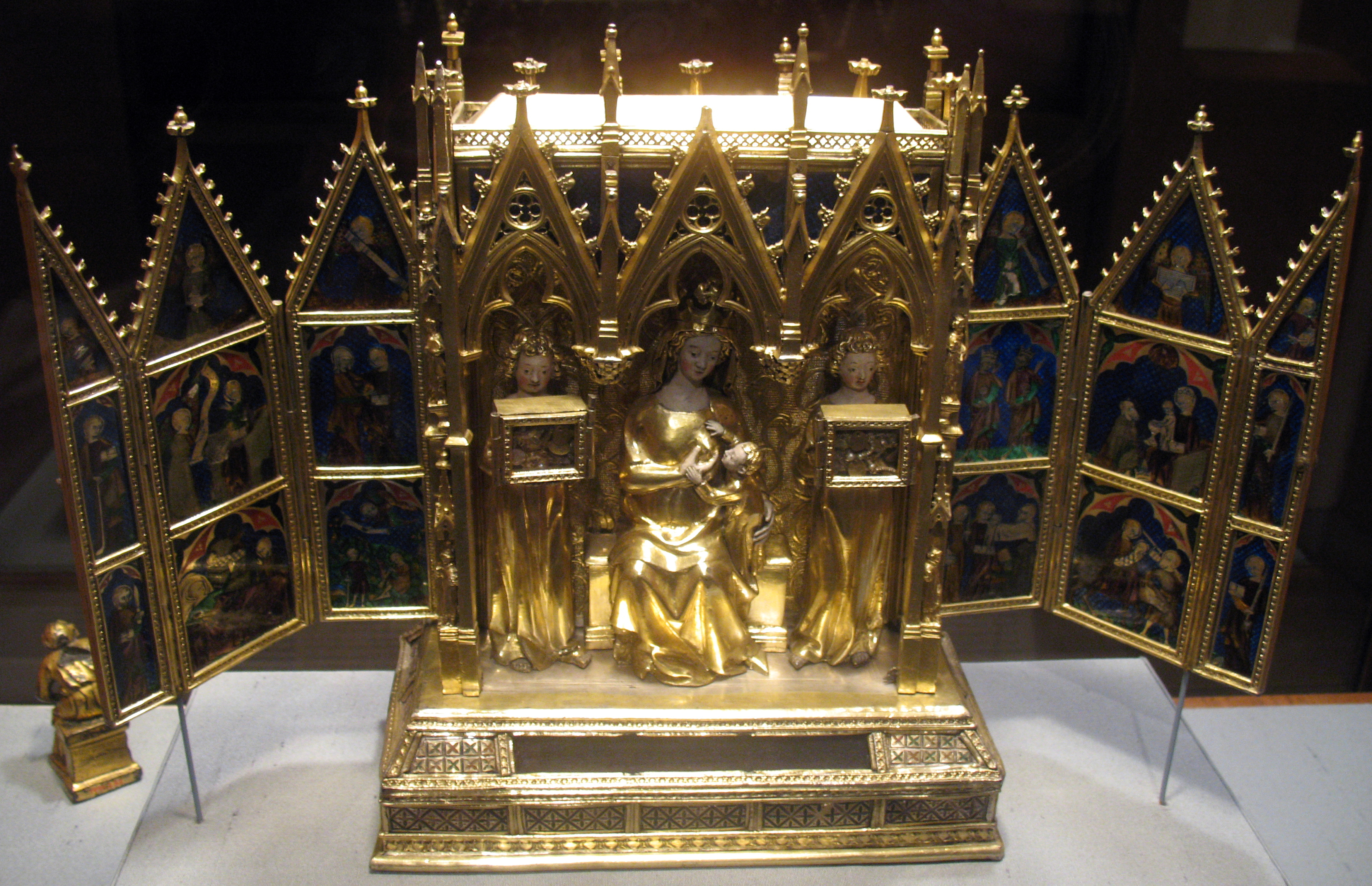
Ghi công cho Jean de Touyl (Người Pháp, mất năm1349), Đền thờ Beliequary từ tu viện của những người nghèo khổ ở Buda
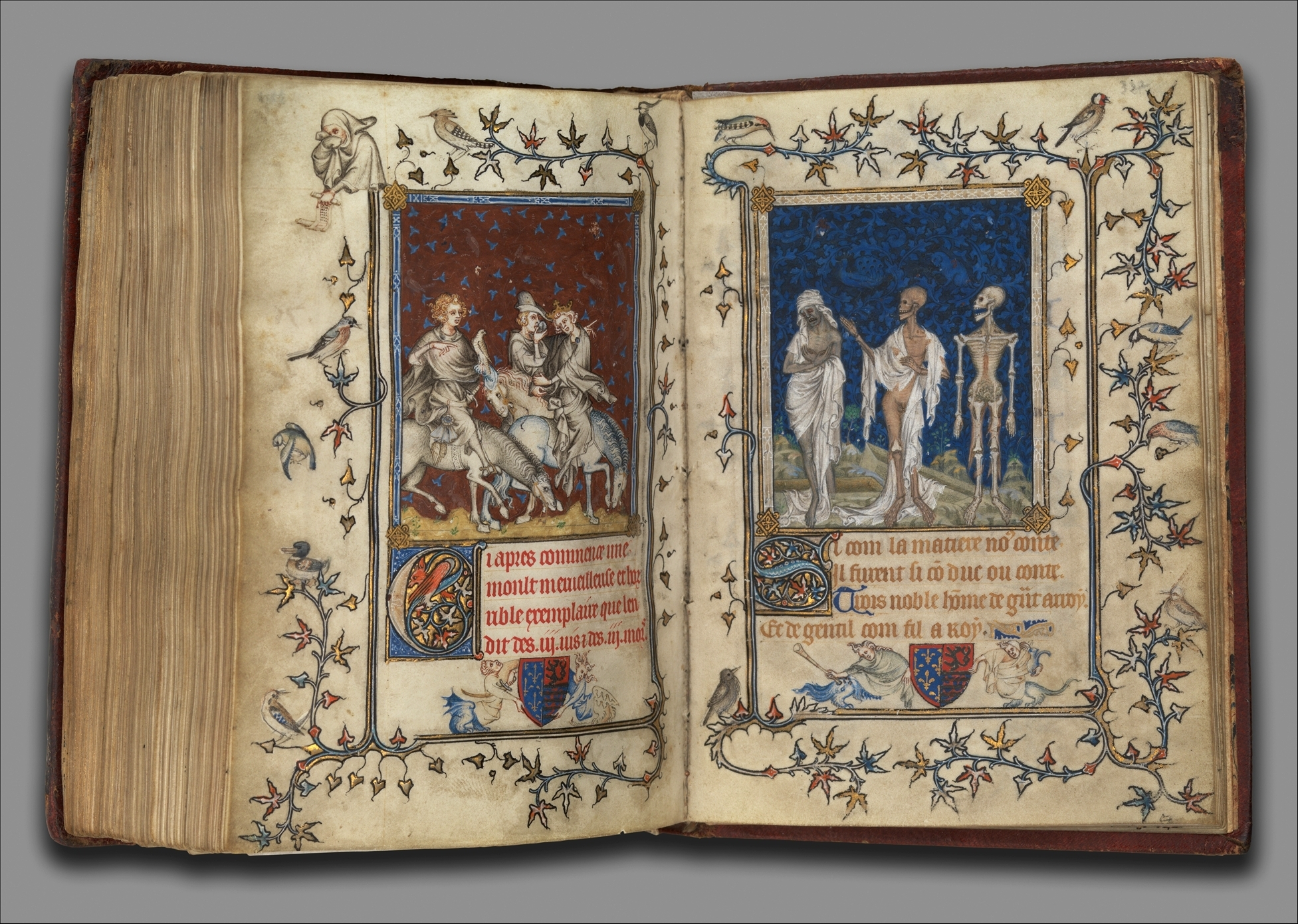
Ghi công cho ⋅Jean Le Noir, Psalter of Bonne de Luxembourg, thế kỷ 14. bản thảo được chiếu sáng
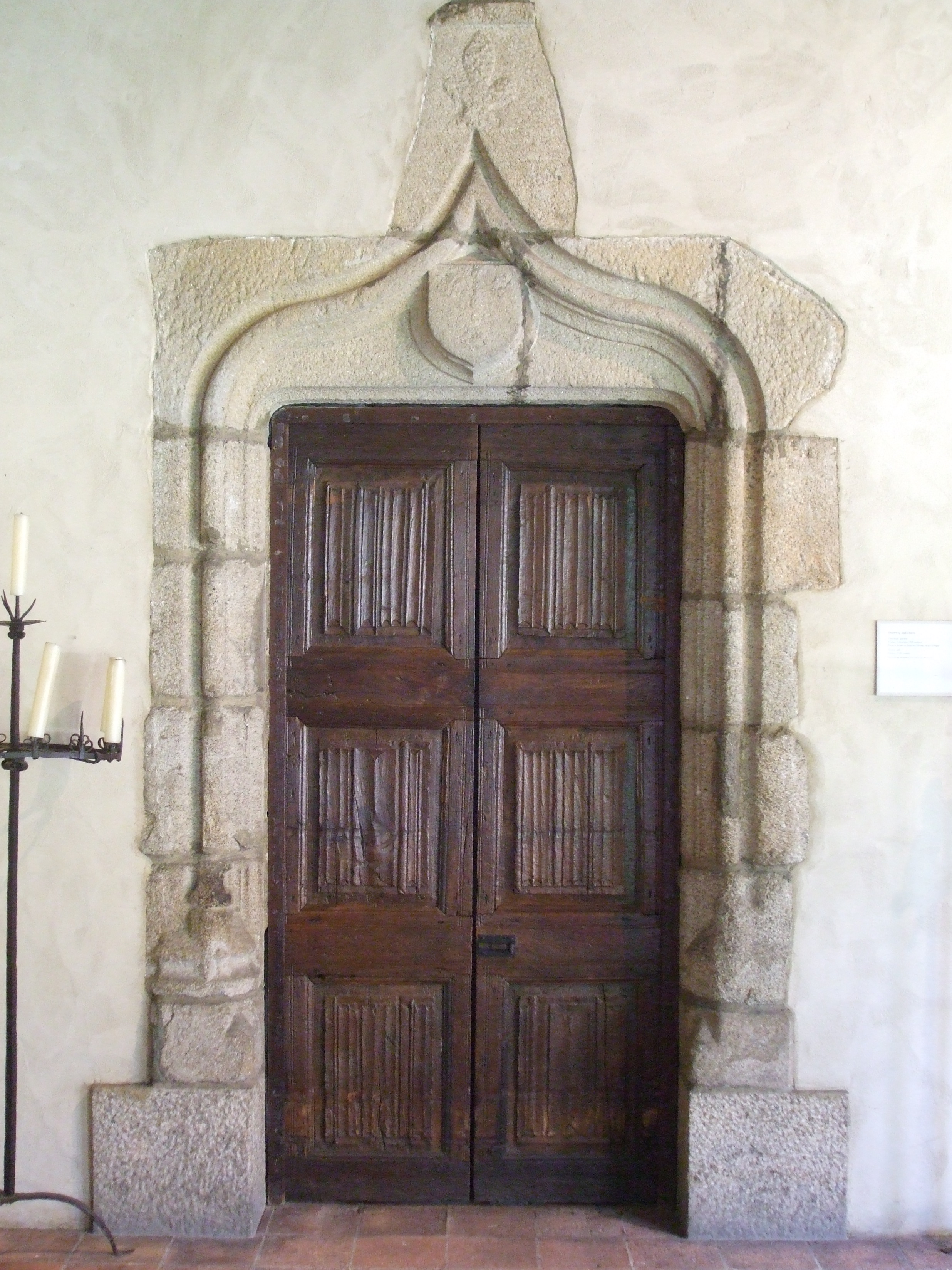
Ô cửa bằng đá granit, phía trong là gỗ sồi, Pháp, Limousin, 15 c, Aixe sur Vienne
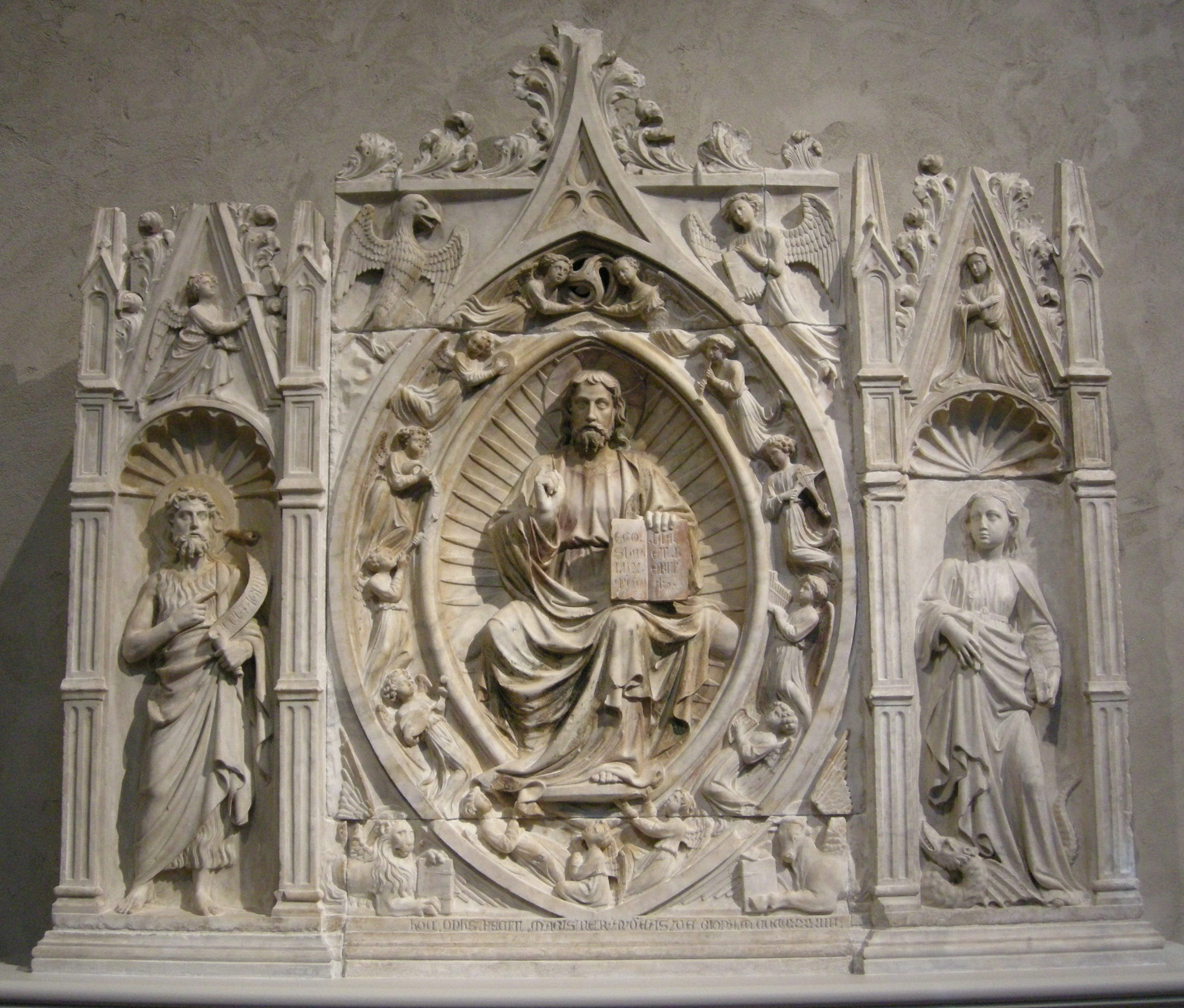
Andrea da Giona, Altarpiece with Christ in Majesty, c. 1434
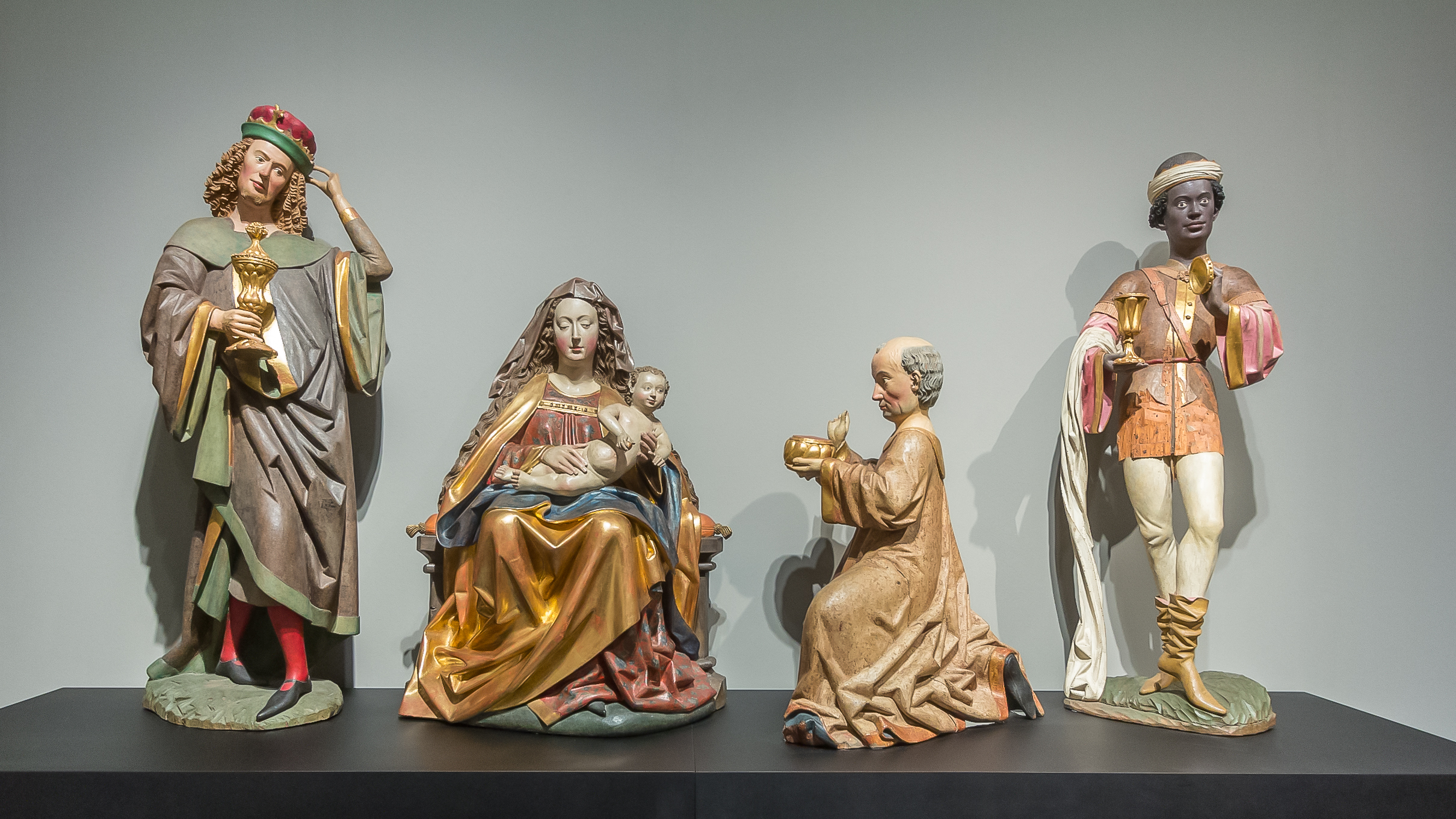
Schwaben, c. 1489
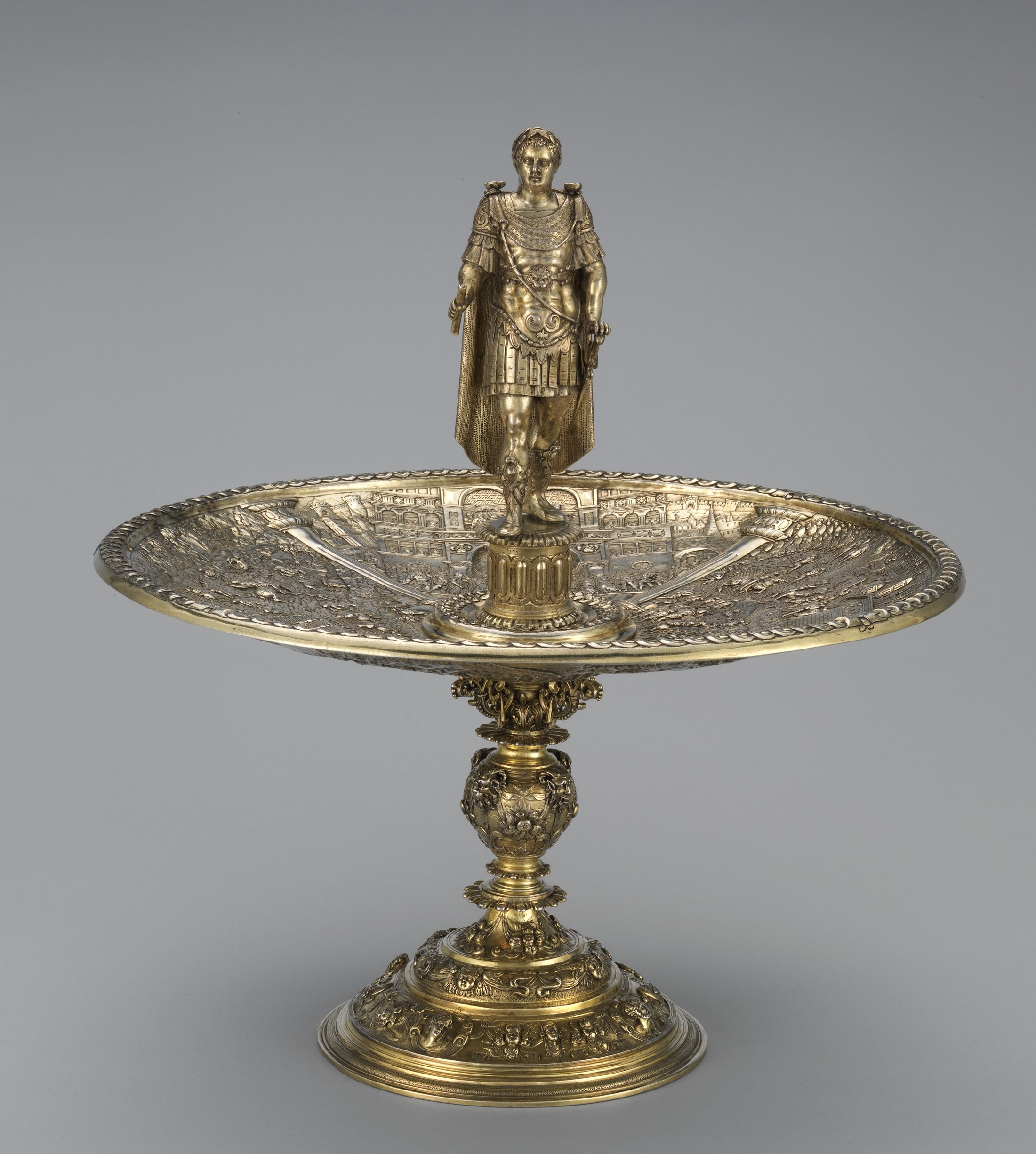
Aldobrandini Tazza của hoàng đế La Mã Vitellius, c. 1590s
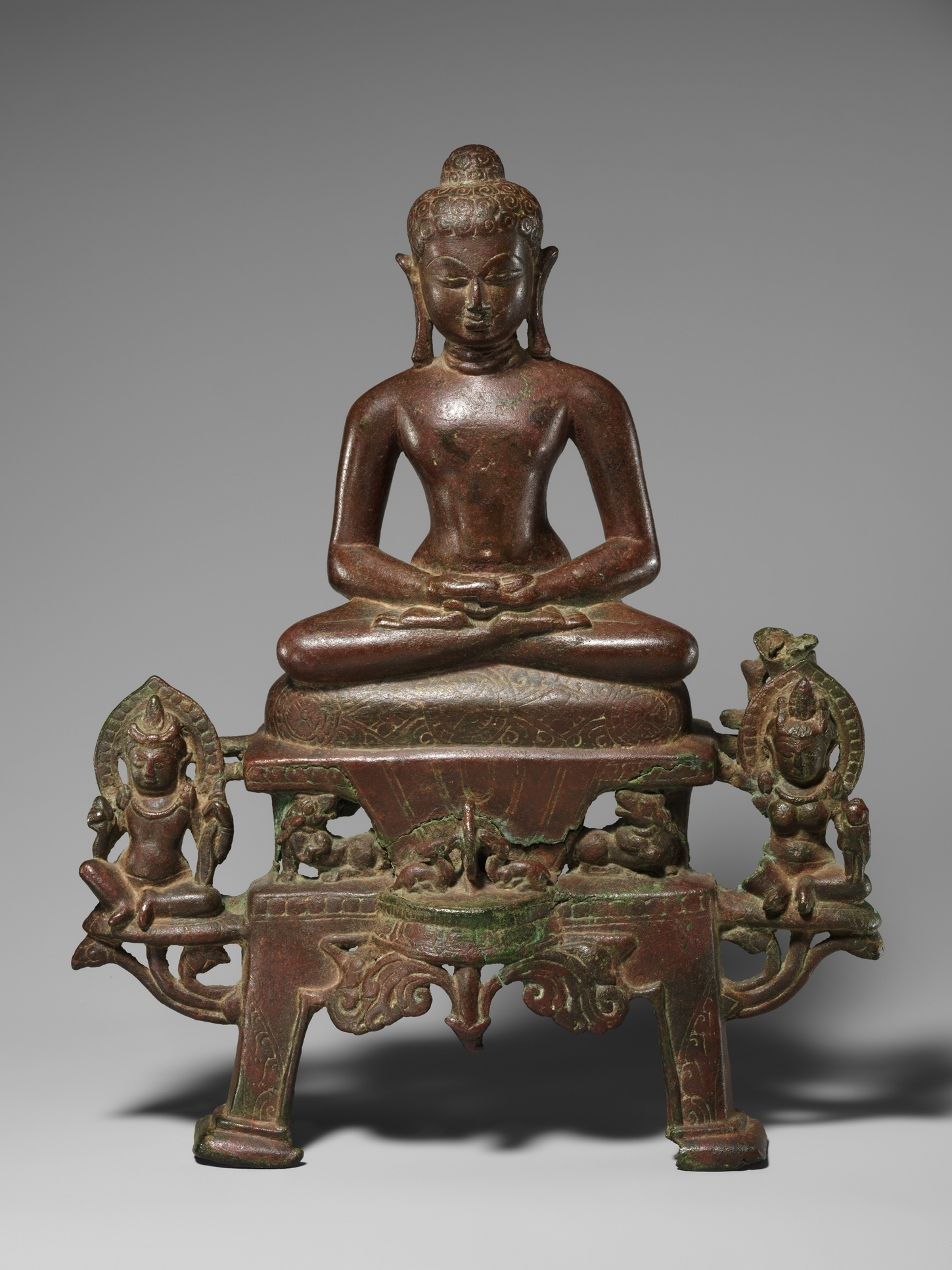
Neminatha, Akota Bronzes (Thế kỷ thứ 7 sau công nguyên)
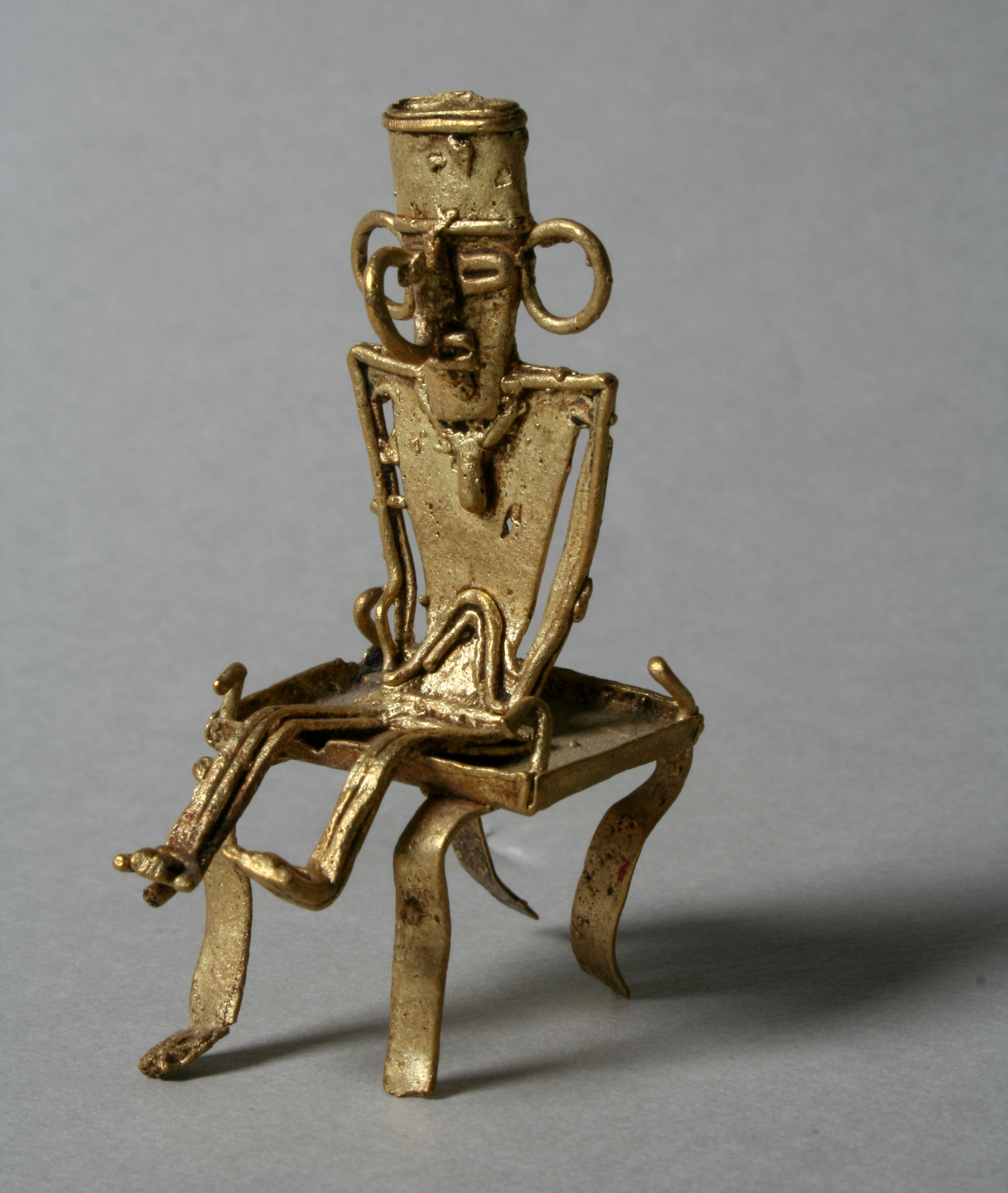
Muisca tunjo trên ghế đẩu, c. Thế kỷ 10 - 16, khu vực Lake Guatavita, Altiplano Cundiboyacense
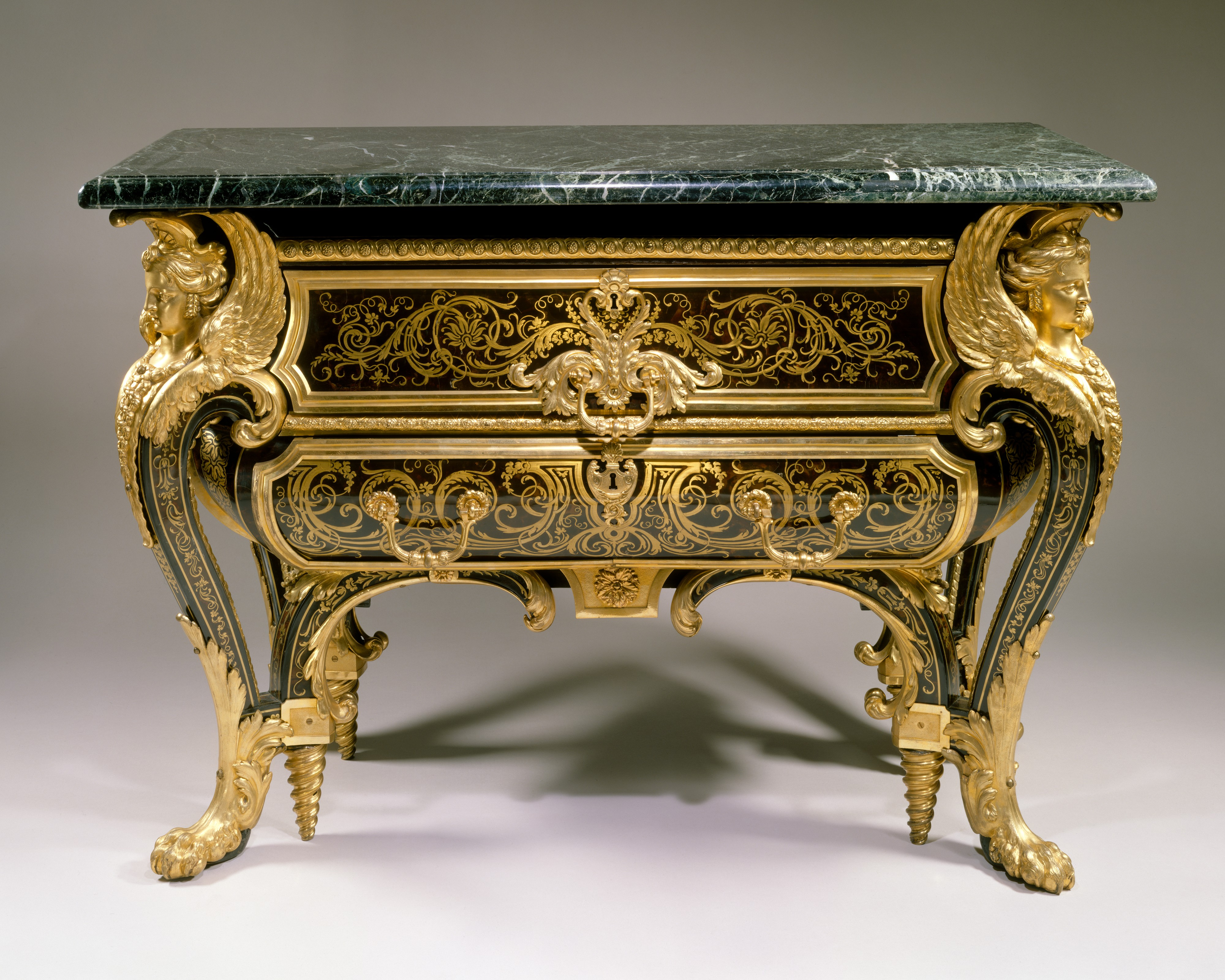
Andre-Charles Boulle (1642–1732) – Commode
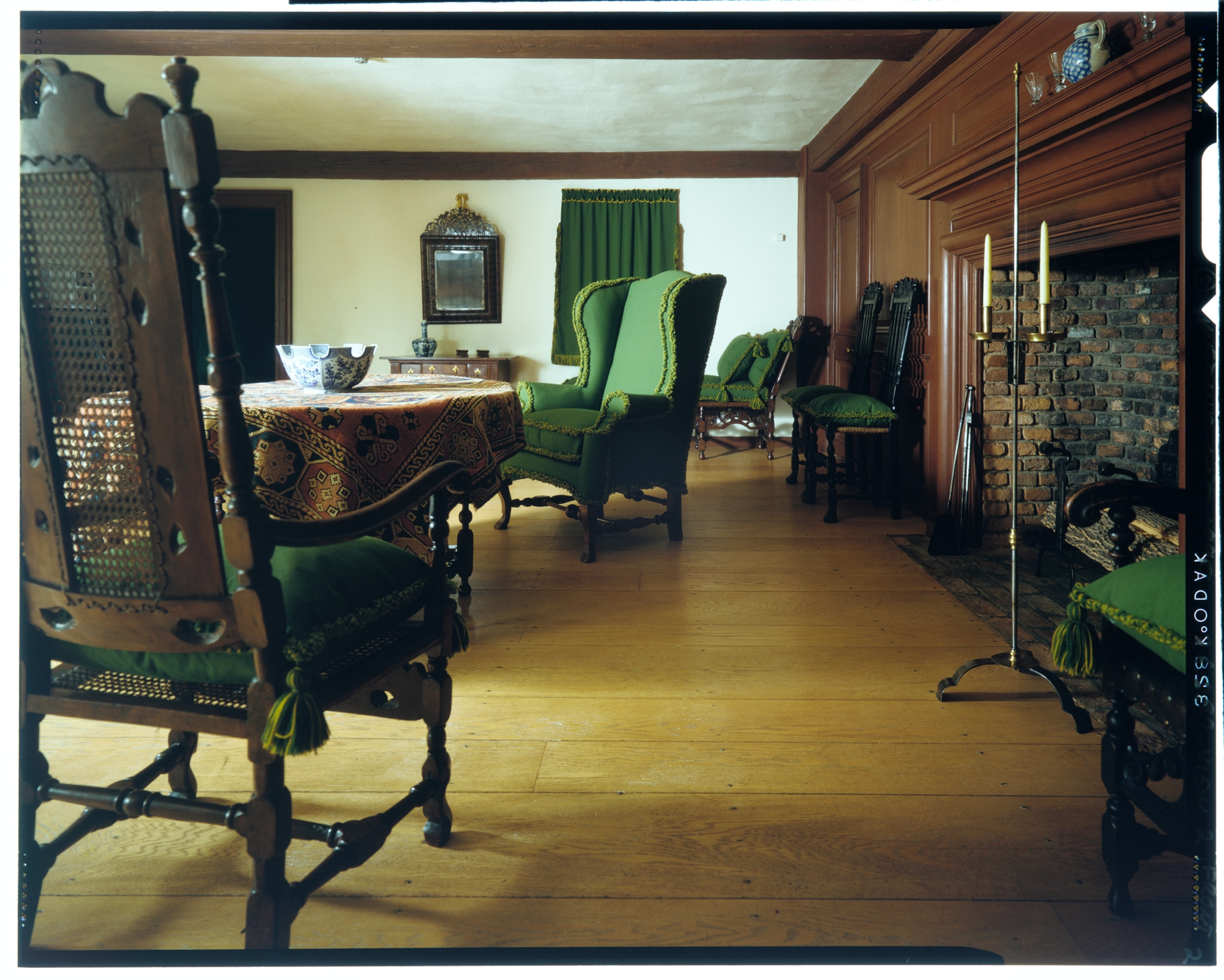
Nội thất ngôi nhà thuộc địa ban đầu của John Wentworth, trung úy thống đốc của New Hampshire

## Các bức họa kinh điển

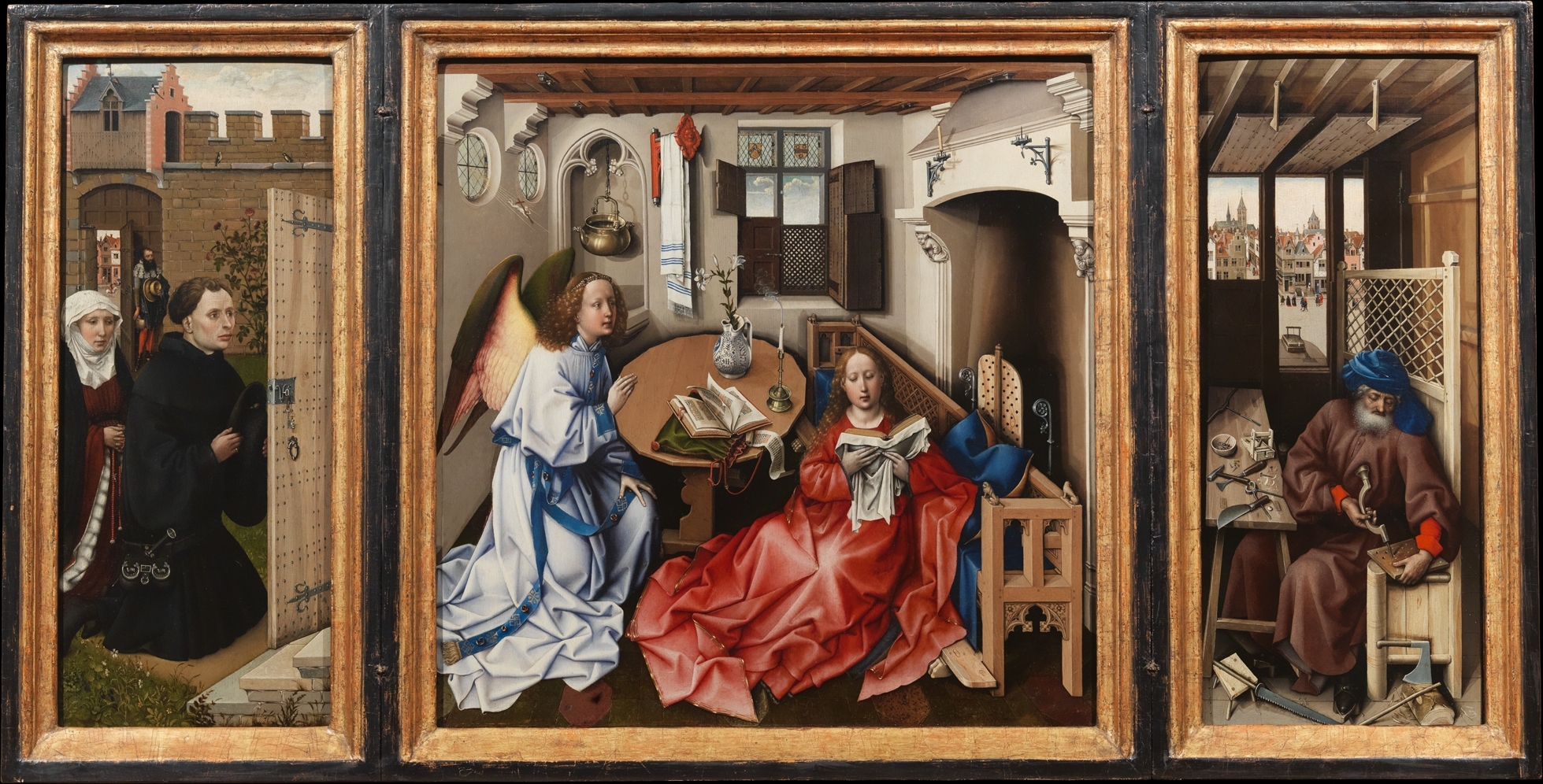
Robert Campin, Mérode Altarpiece, c. 1425–1428
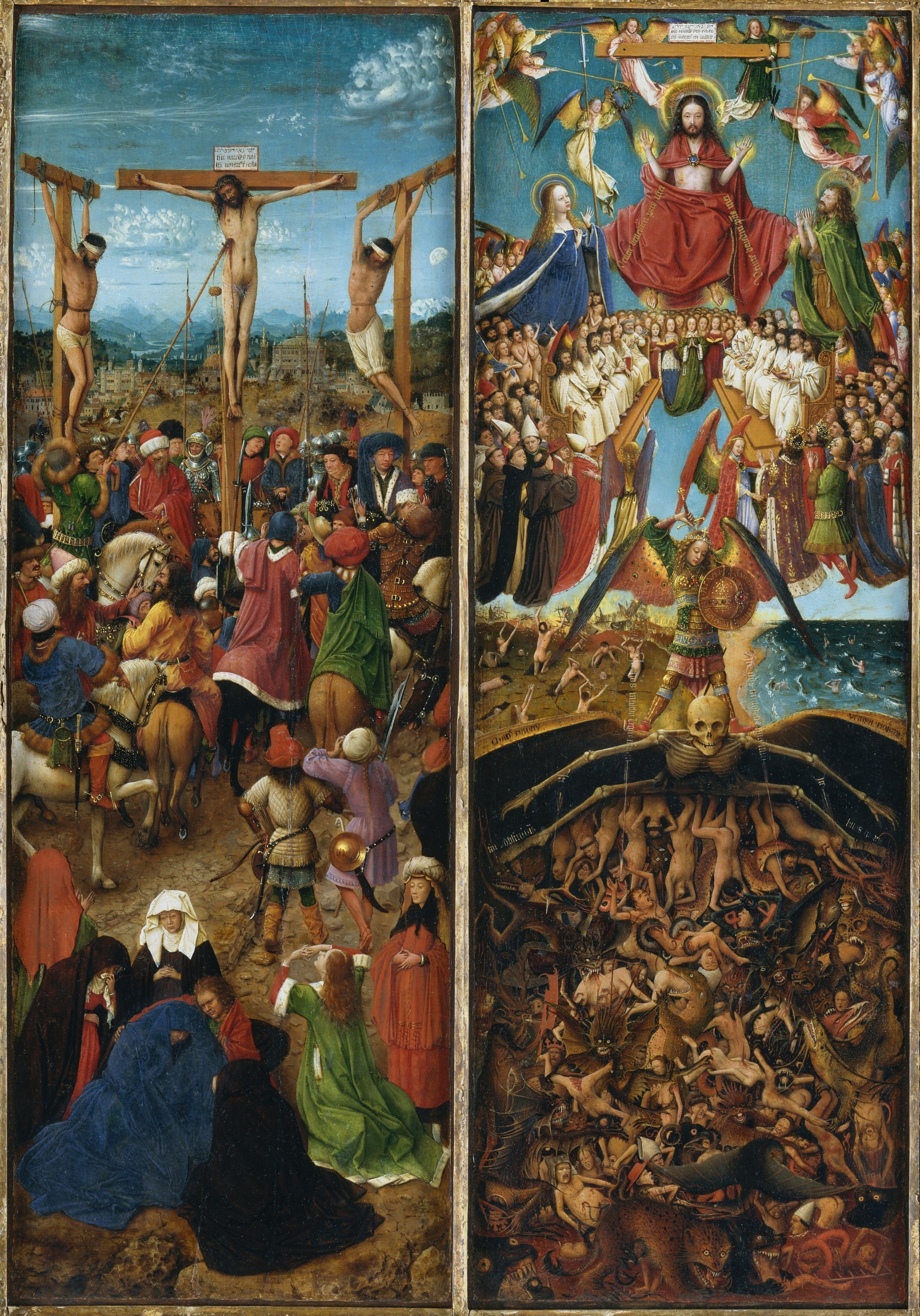
Jan van Eyck, Crucifixion and Last Judgement diptych, c. 1430–1440
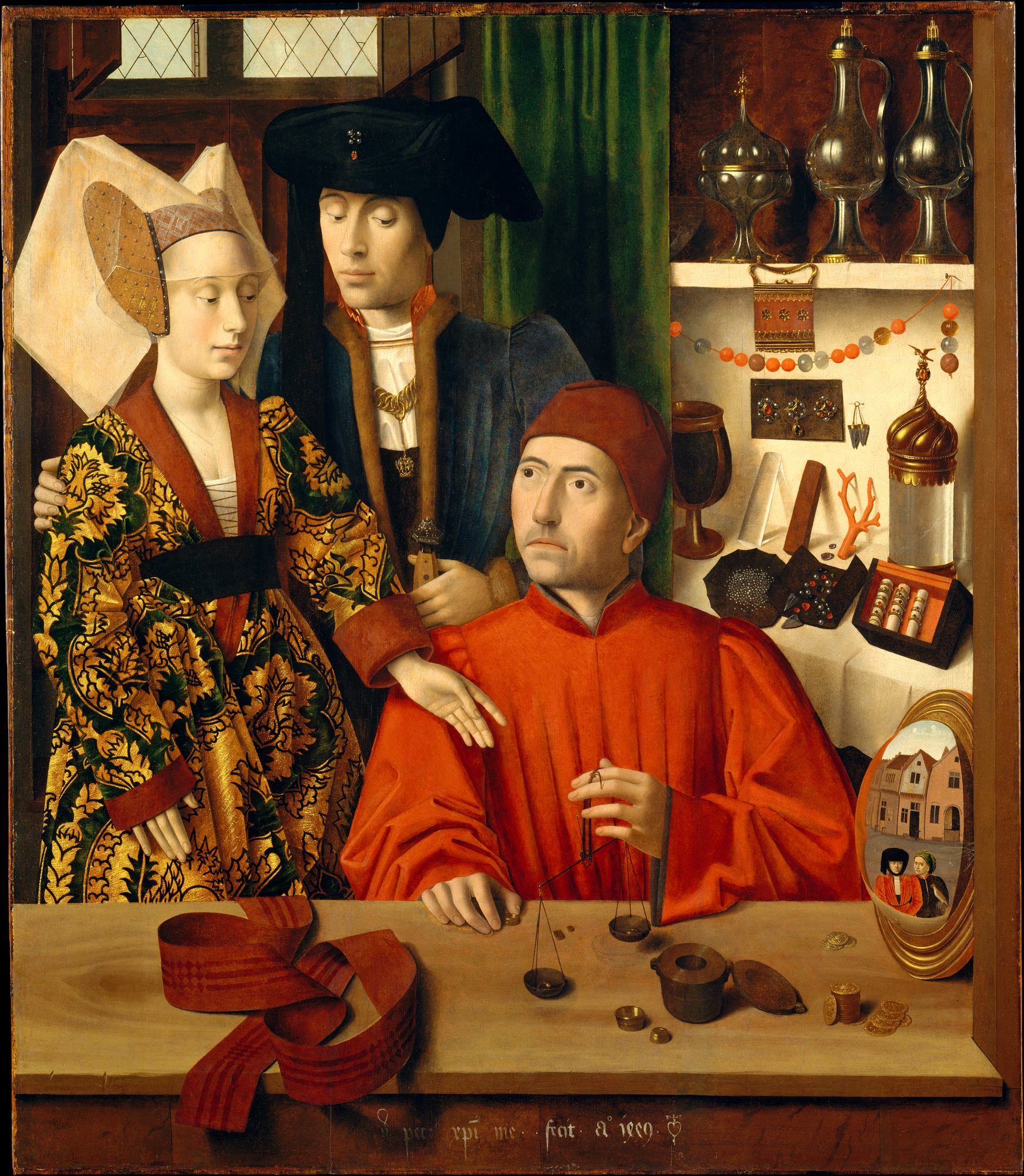
Petrus Christus, A Goldsmith in His Shop, Possibly Saint Eligius, 1449
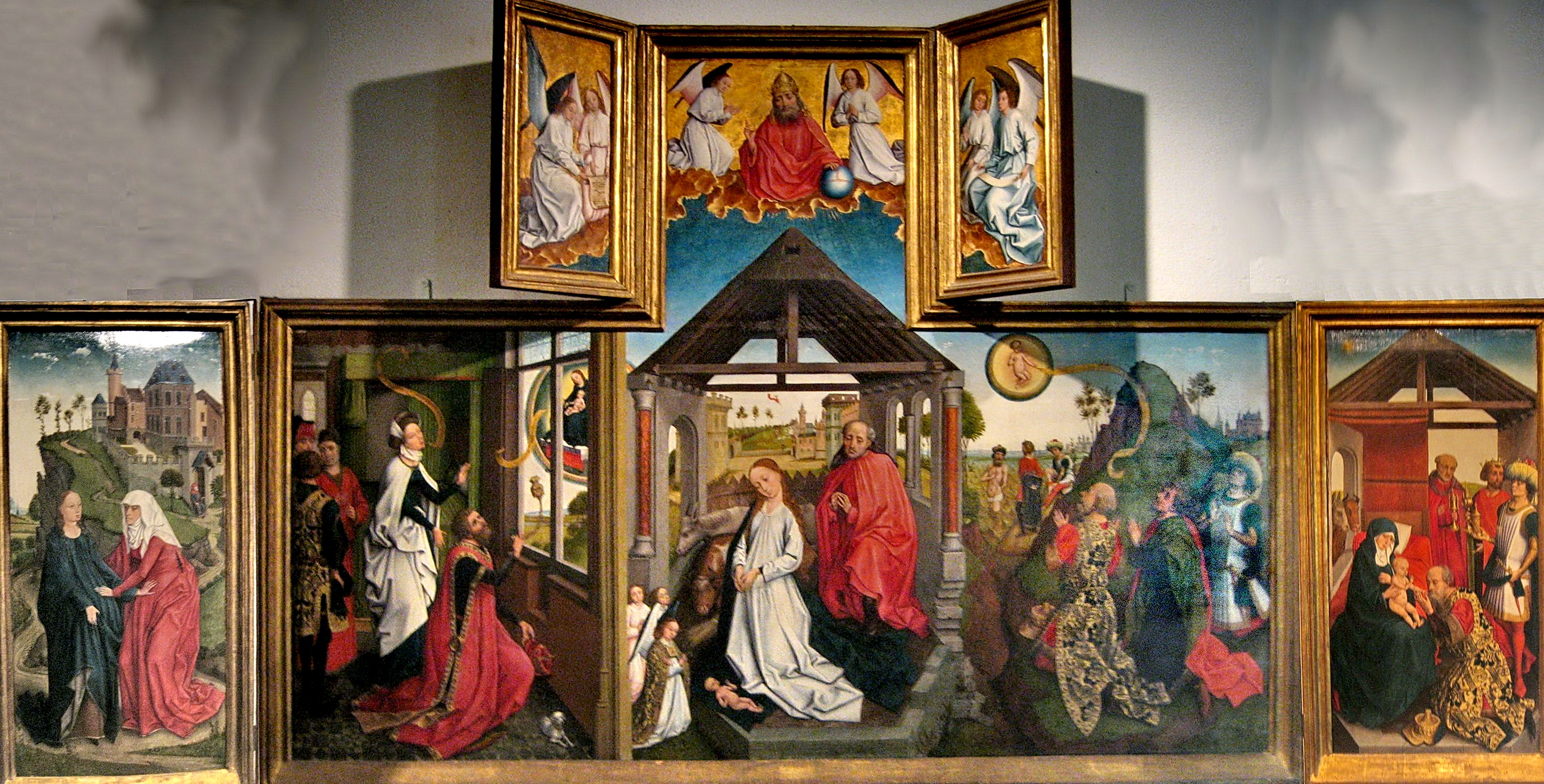
Rogier van der Weyden, Polyptych with the Nativity, c. 1450
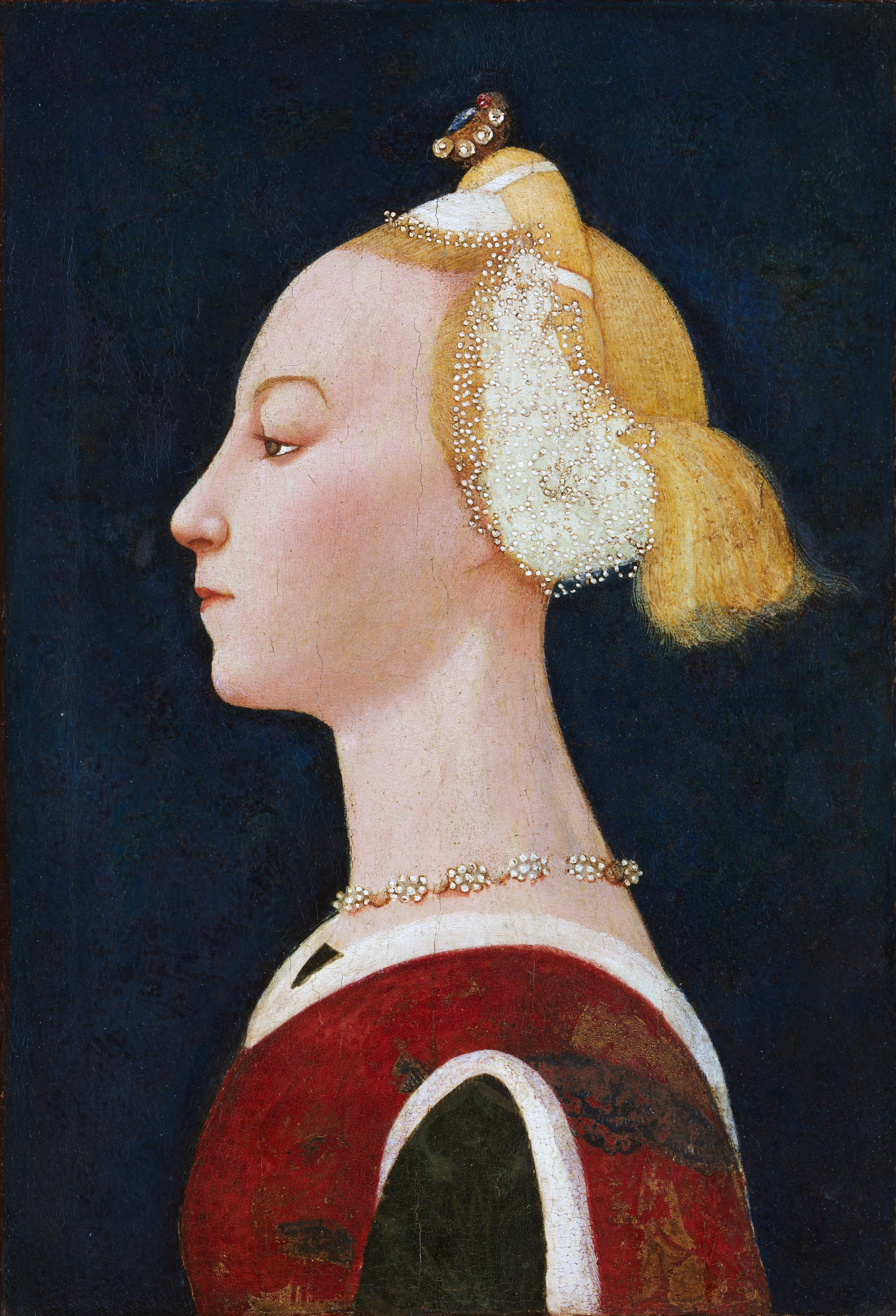
Paolo Uccello, Portrait of a Lady, c. 1450, Florence
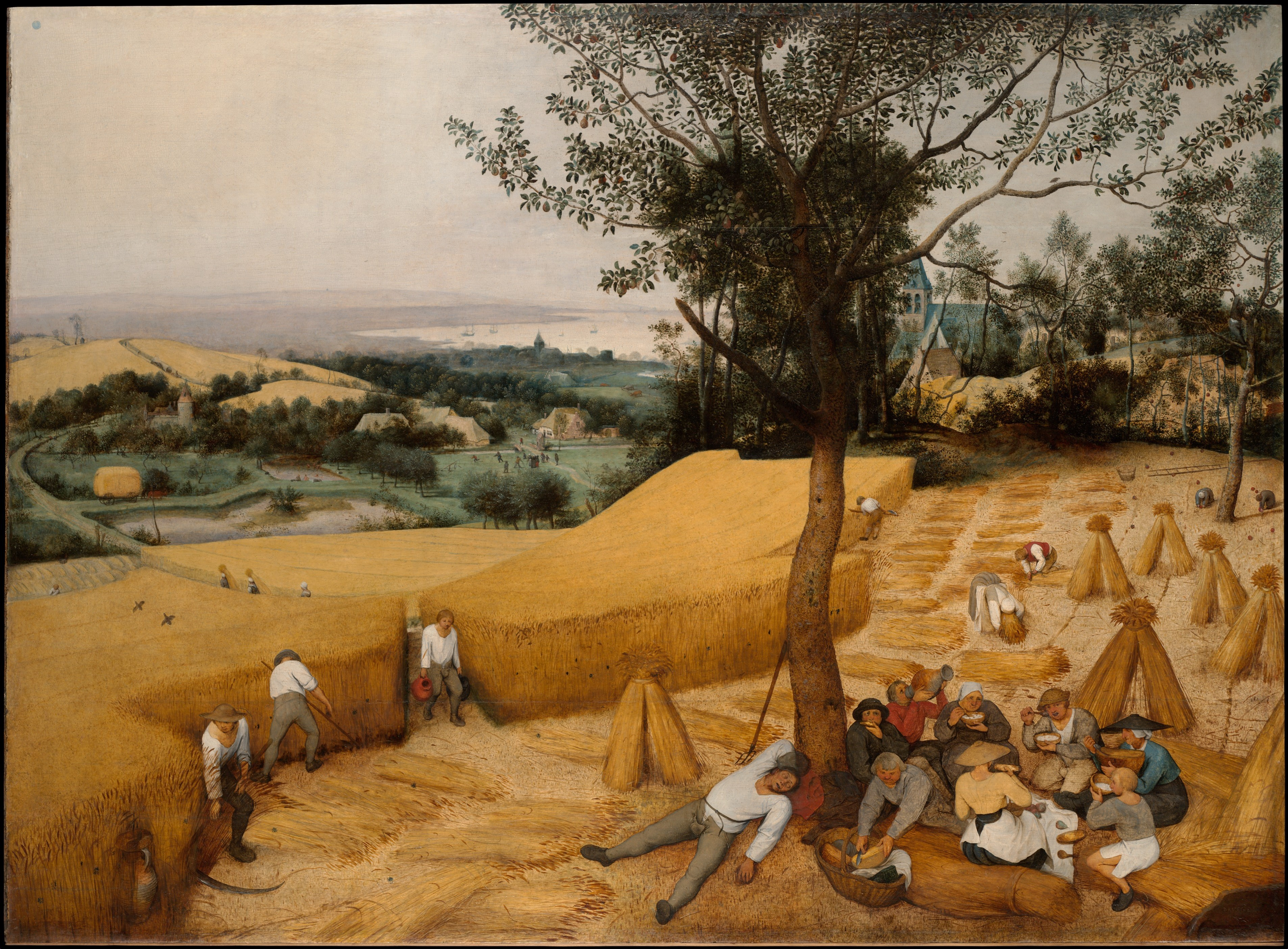
Pieter Bruegel the Elder, The Harvesters, 1565
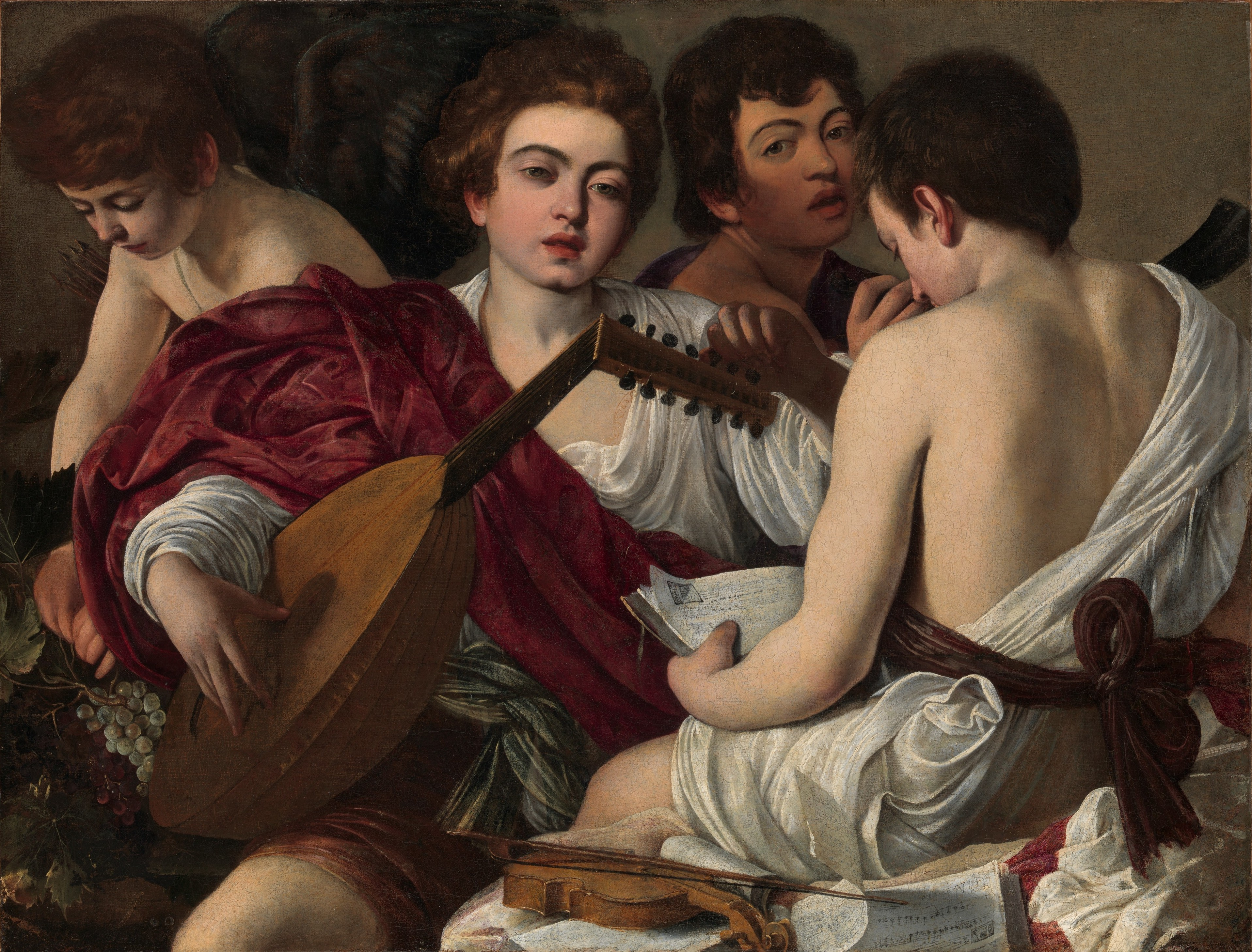
Caravaggio, The Musicians, 1595
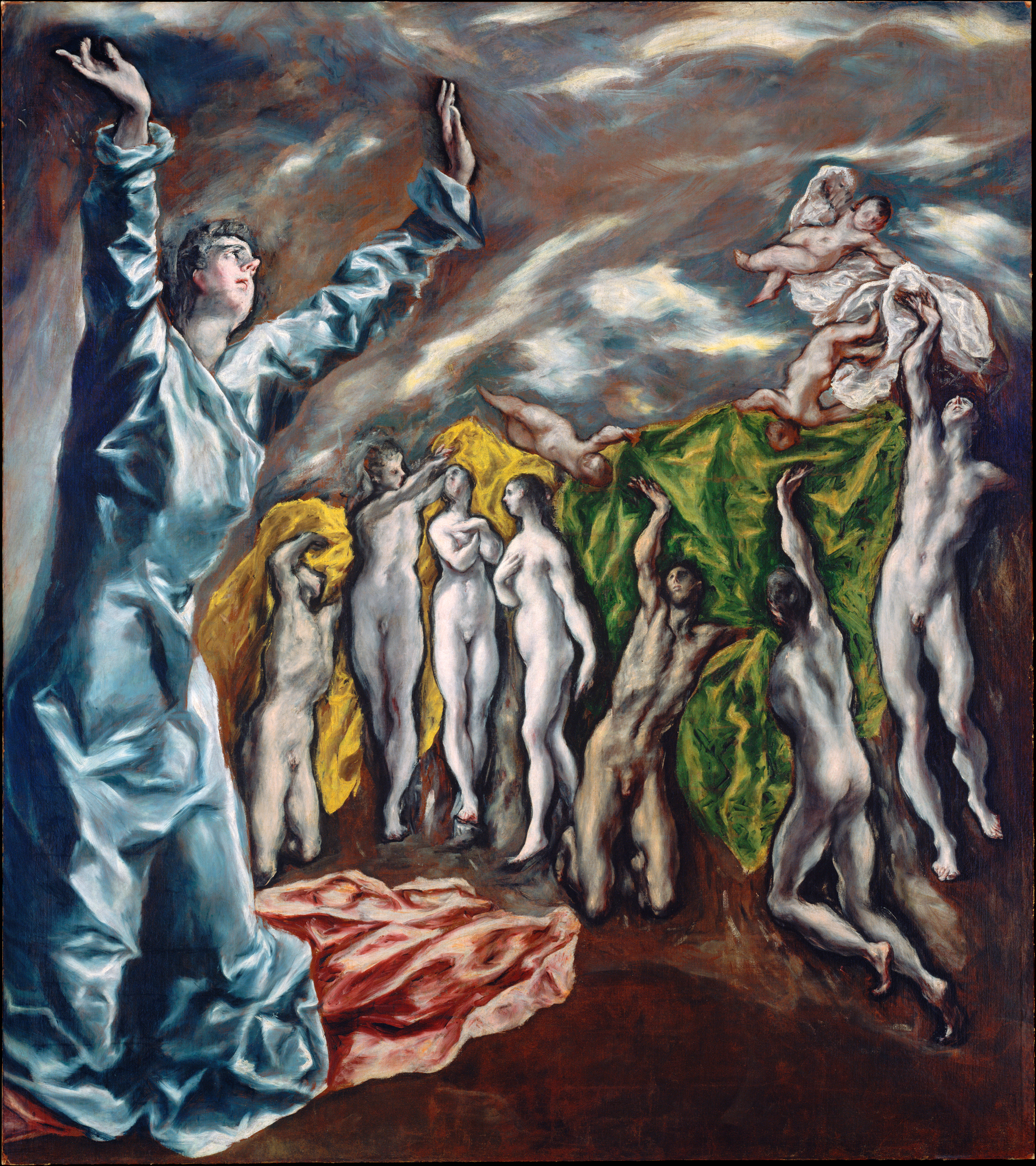
El Greco, Opening of the Fifth Seal 1608–1614
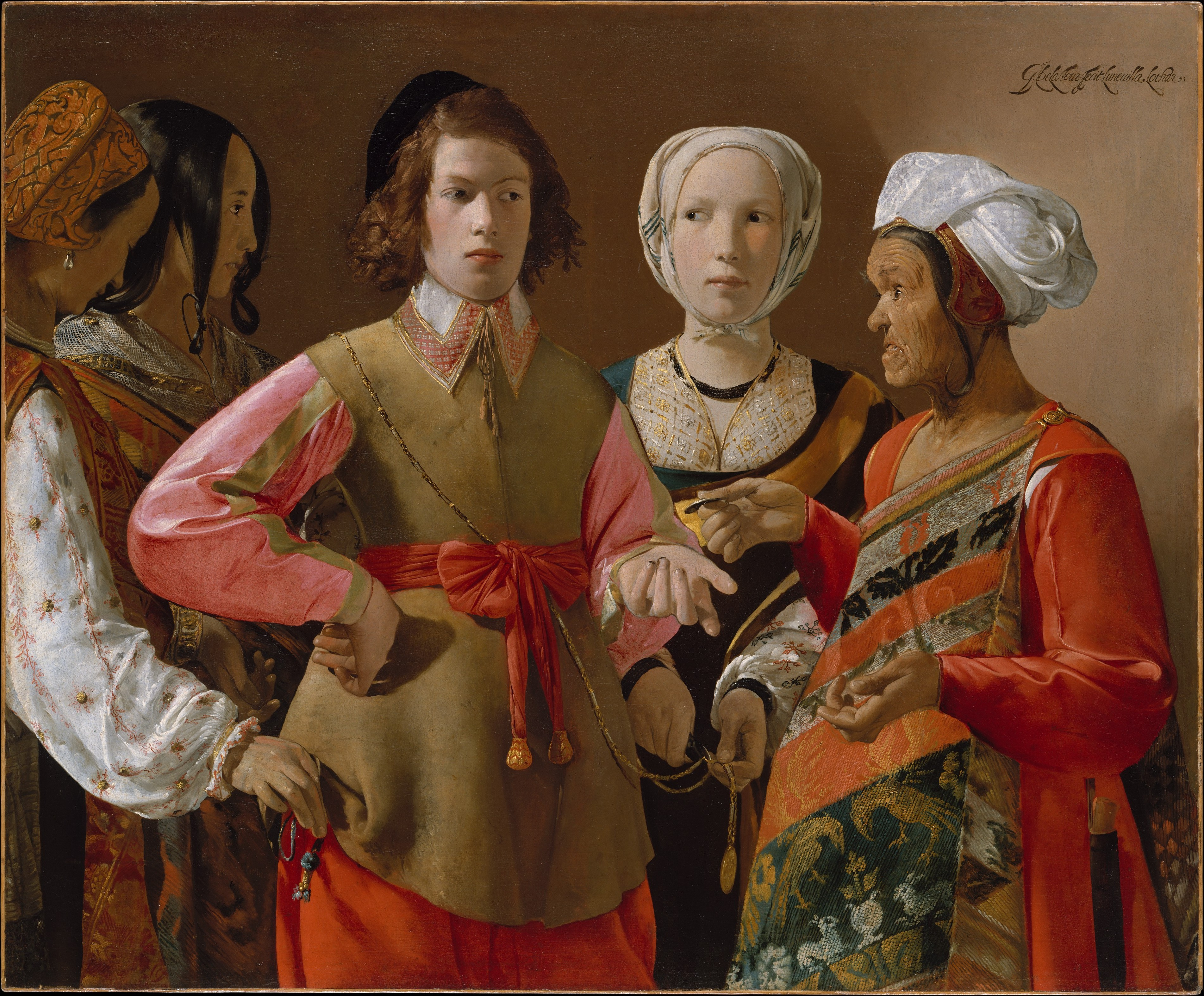
Georges de La Tour, The Fortune Teller, c. 1630
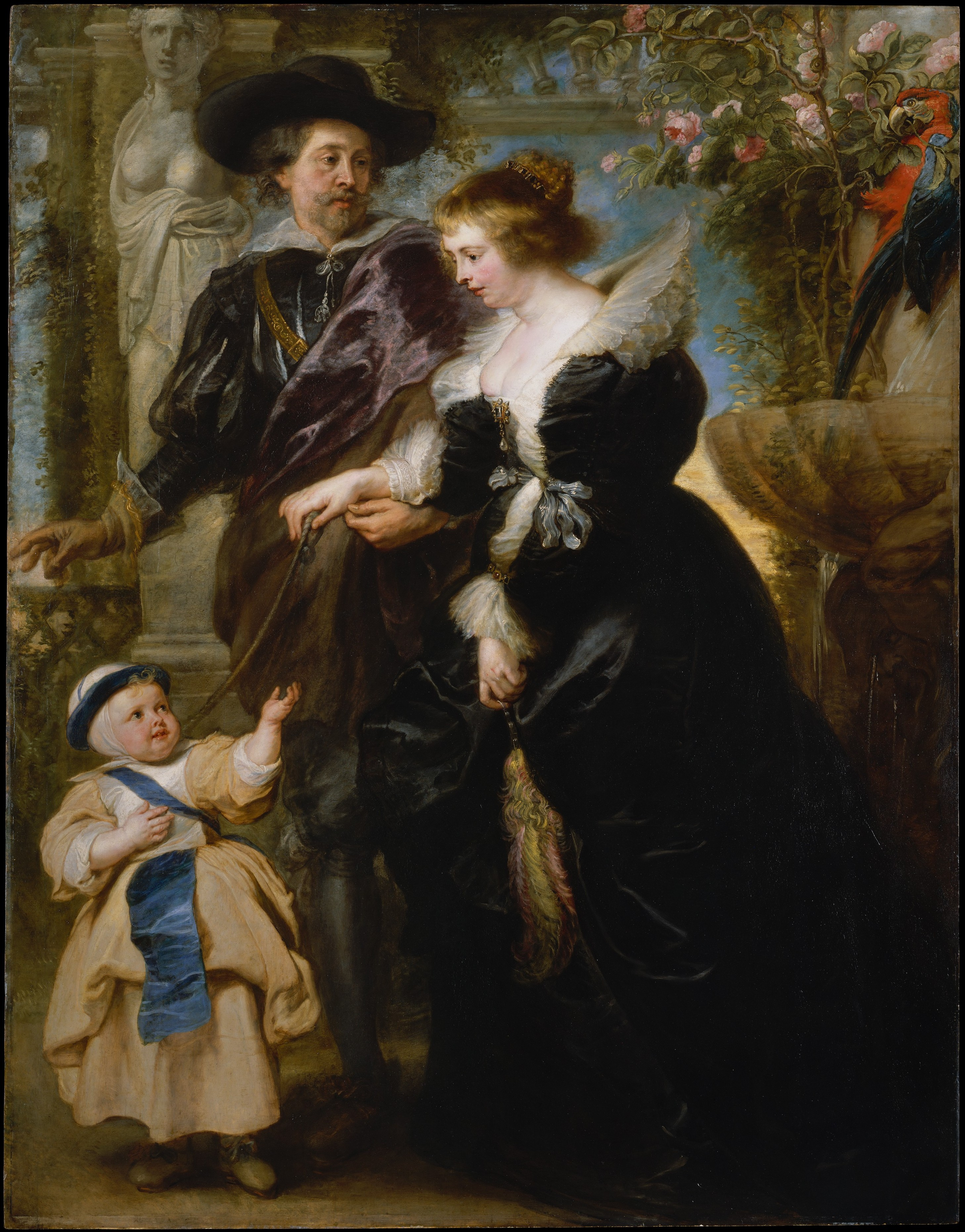
Peter Paul Rubens, Rubens, Helena Fourment, and Their Son Frans, ca. 1635
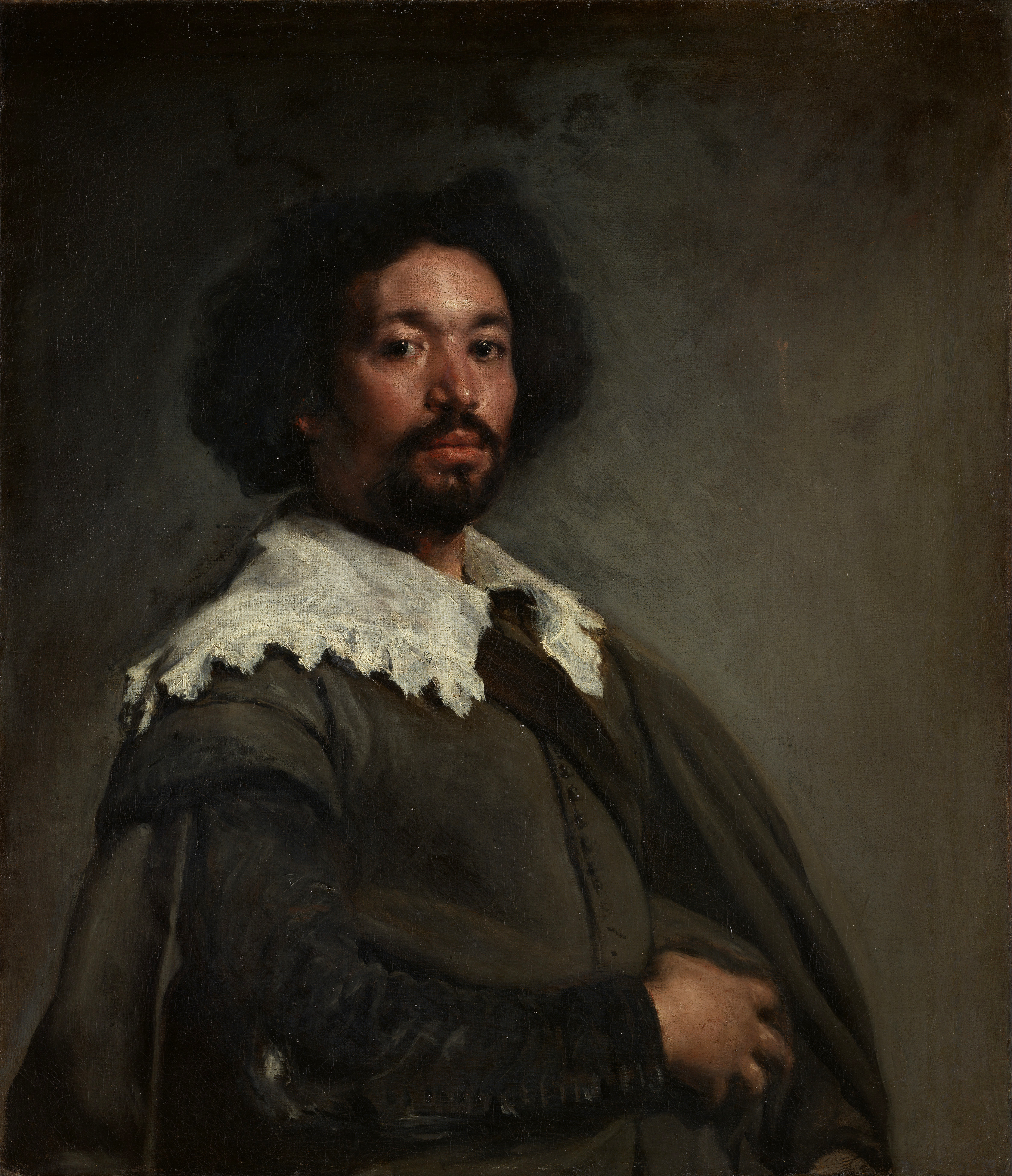
Diego Velázquez, Portrait of Juan de Pareja, 1650
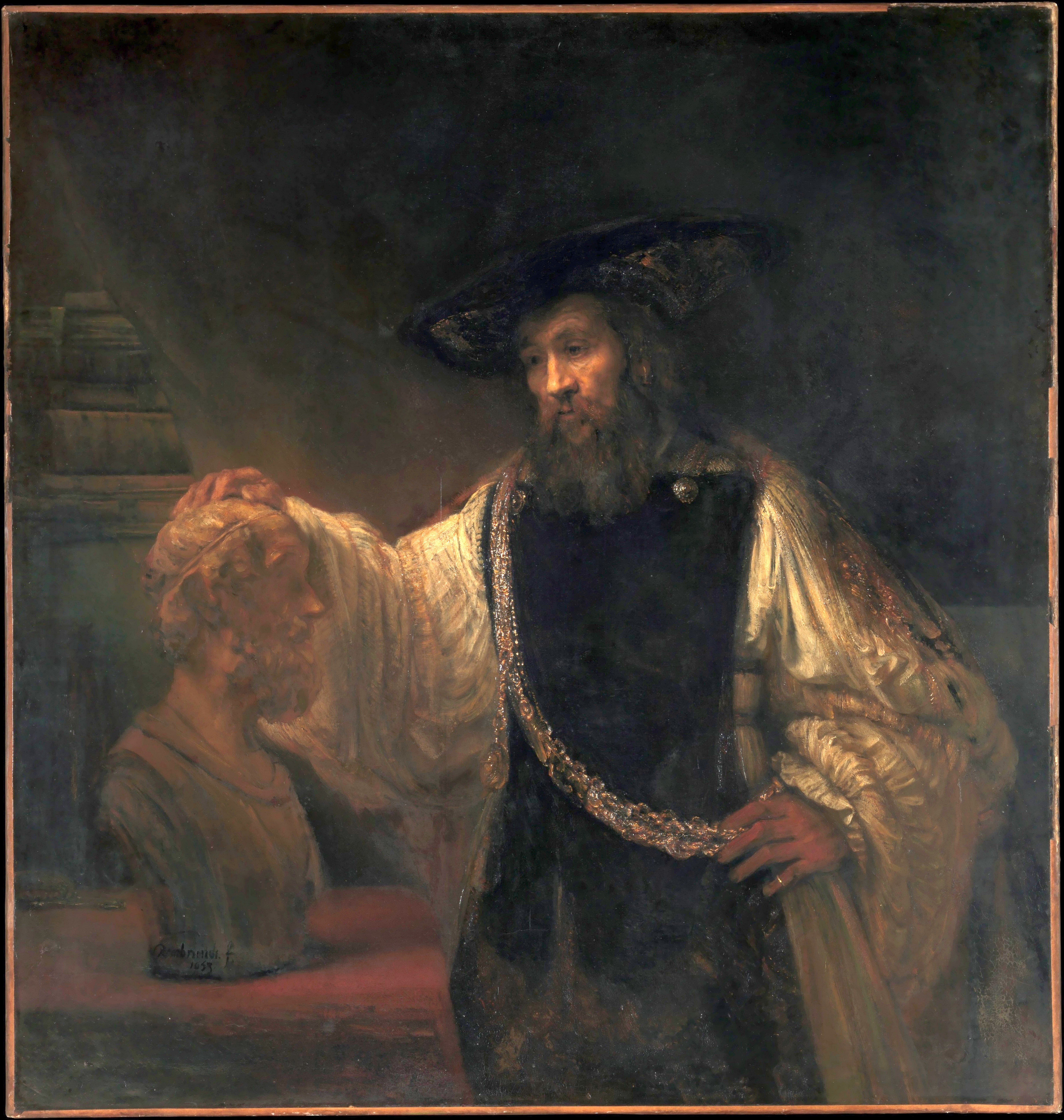
Rembrandt, Aristotle Contemplating the Bust of Homer, 1653
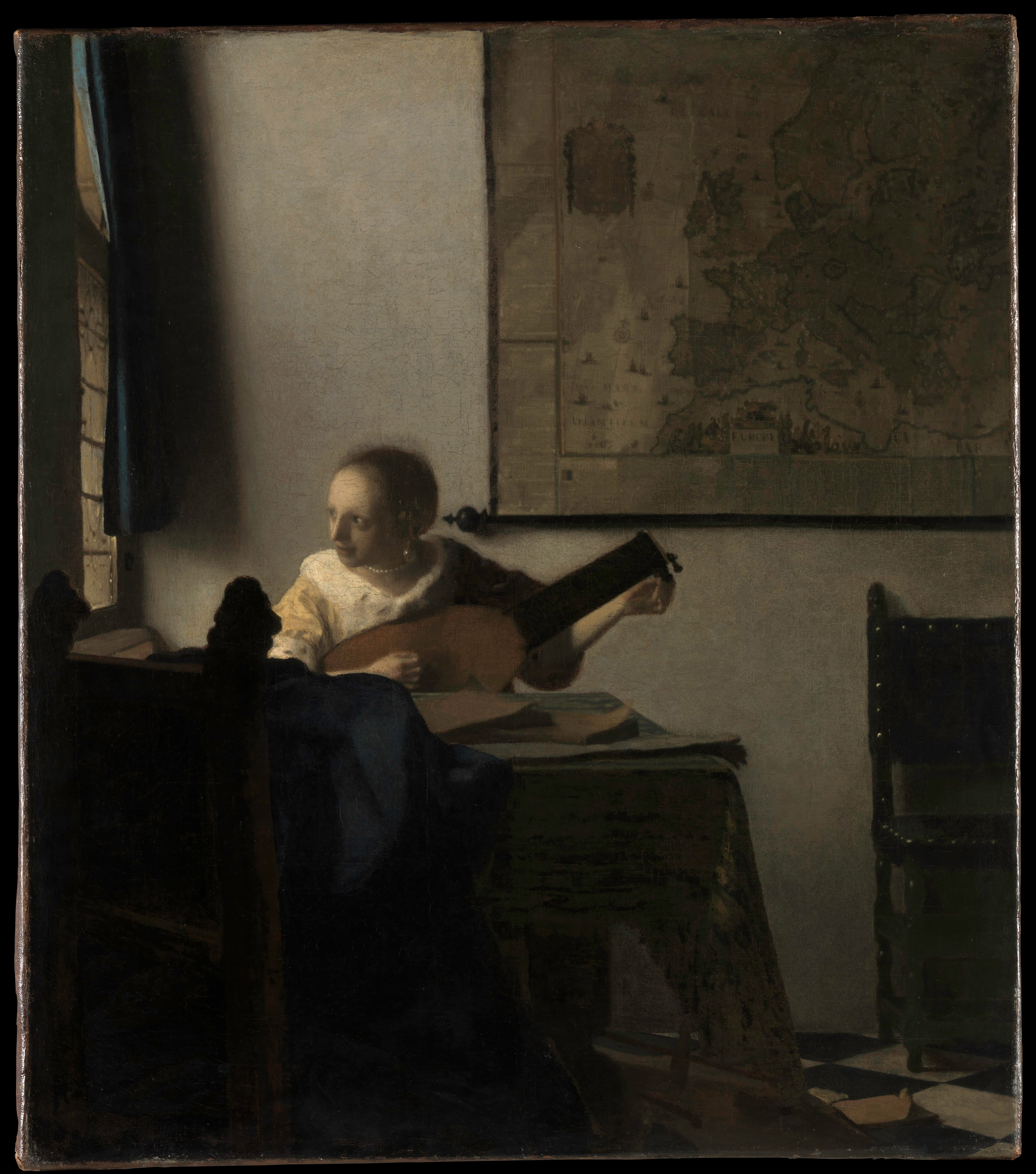
Johannes Vermeer, Woman with a Lute, 1662
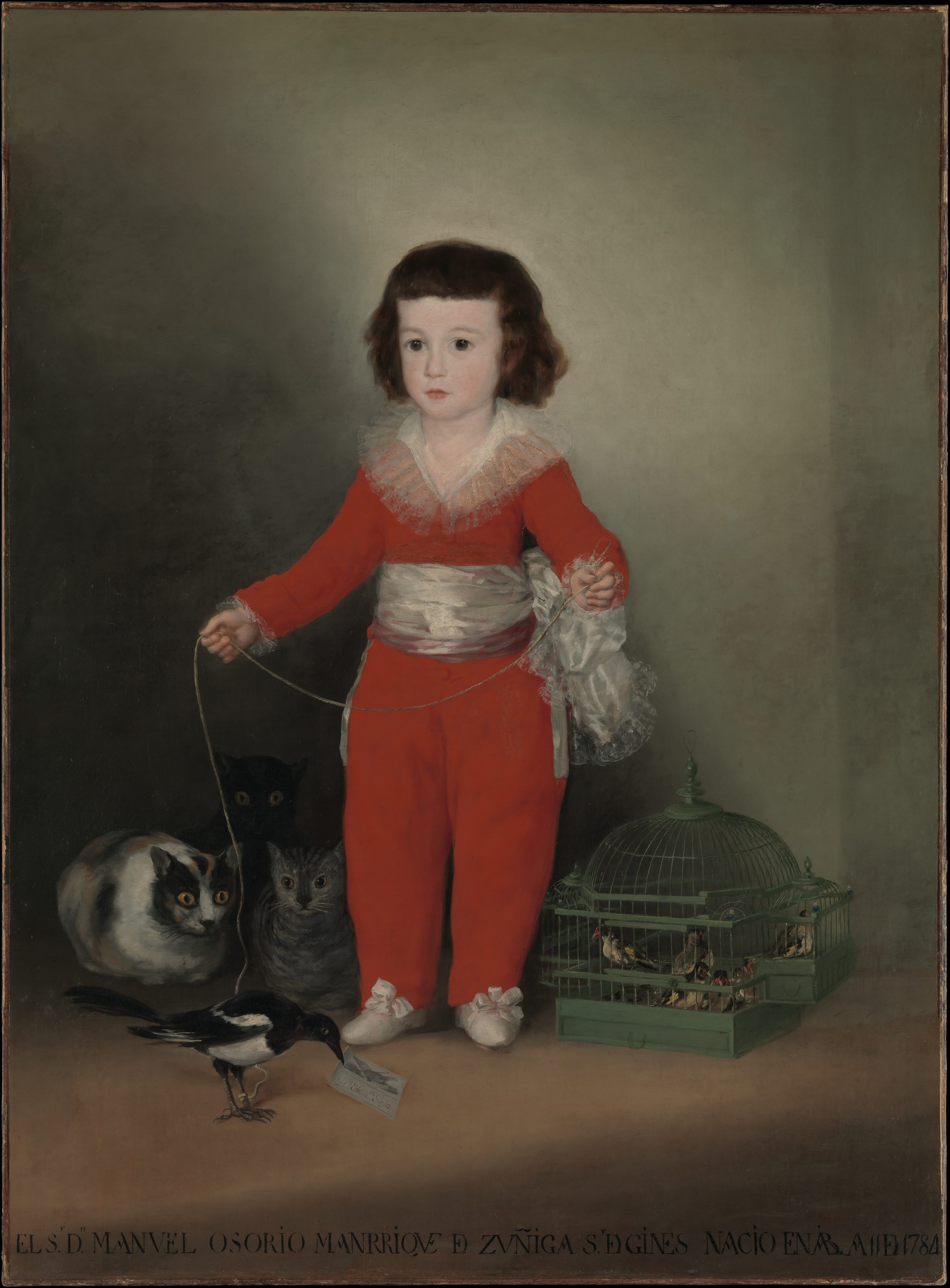
Francisco Goya, Manuel Osorio Manrique de Zúñiga, 1777–1778
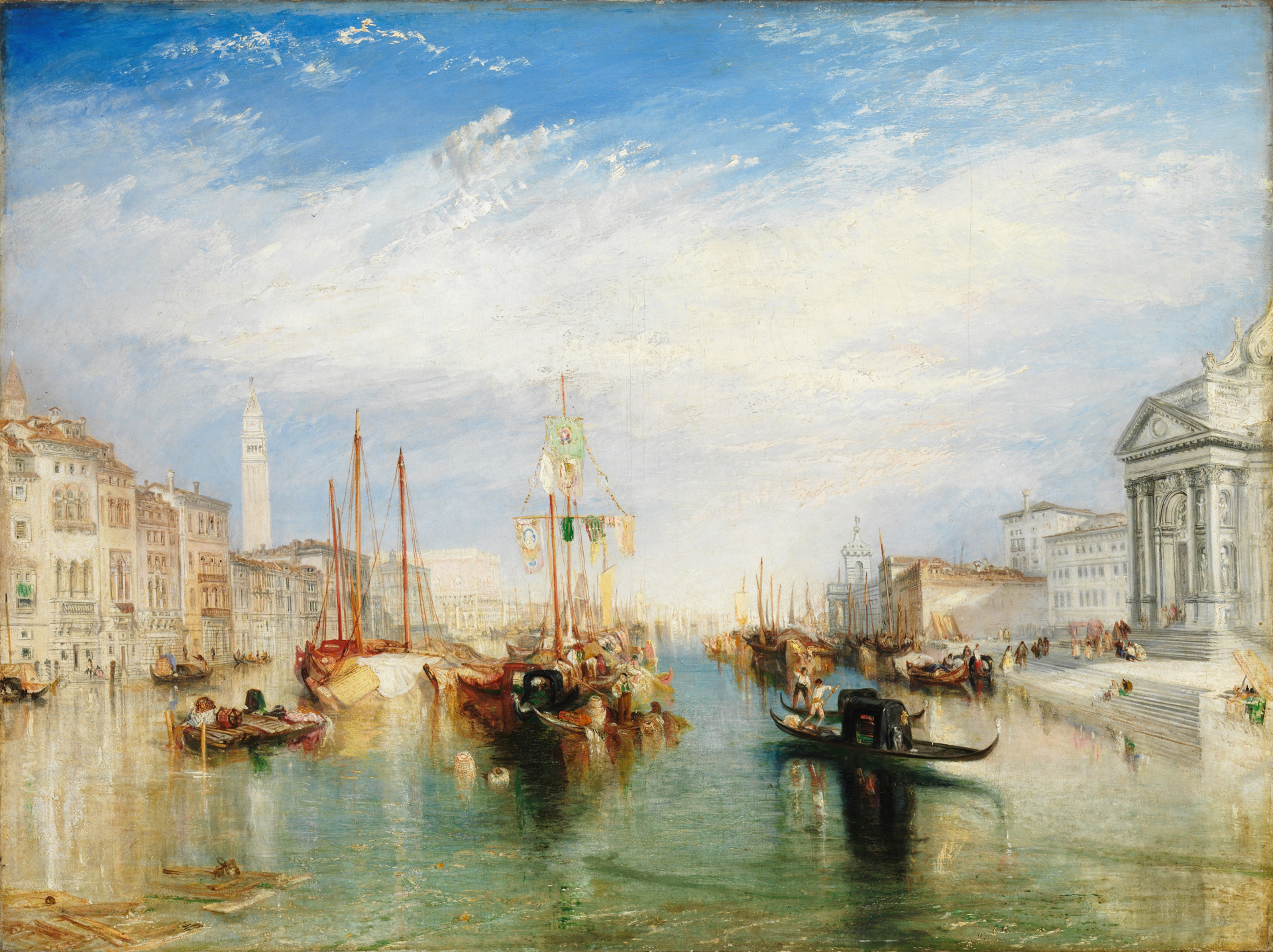
J.M.W. Turner, The Grand Canal, 1835
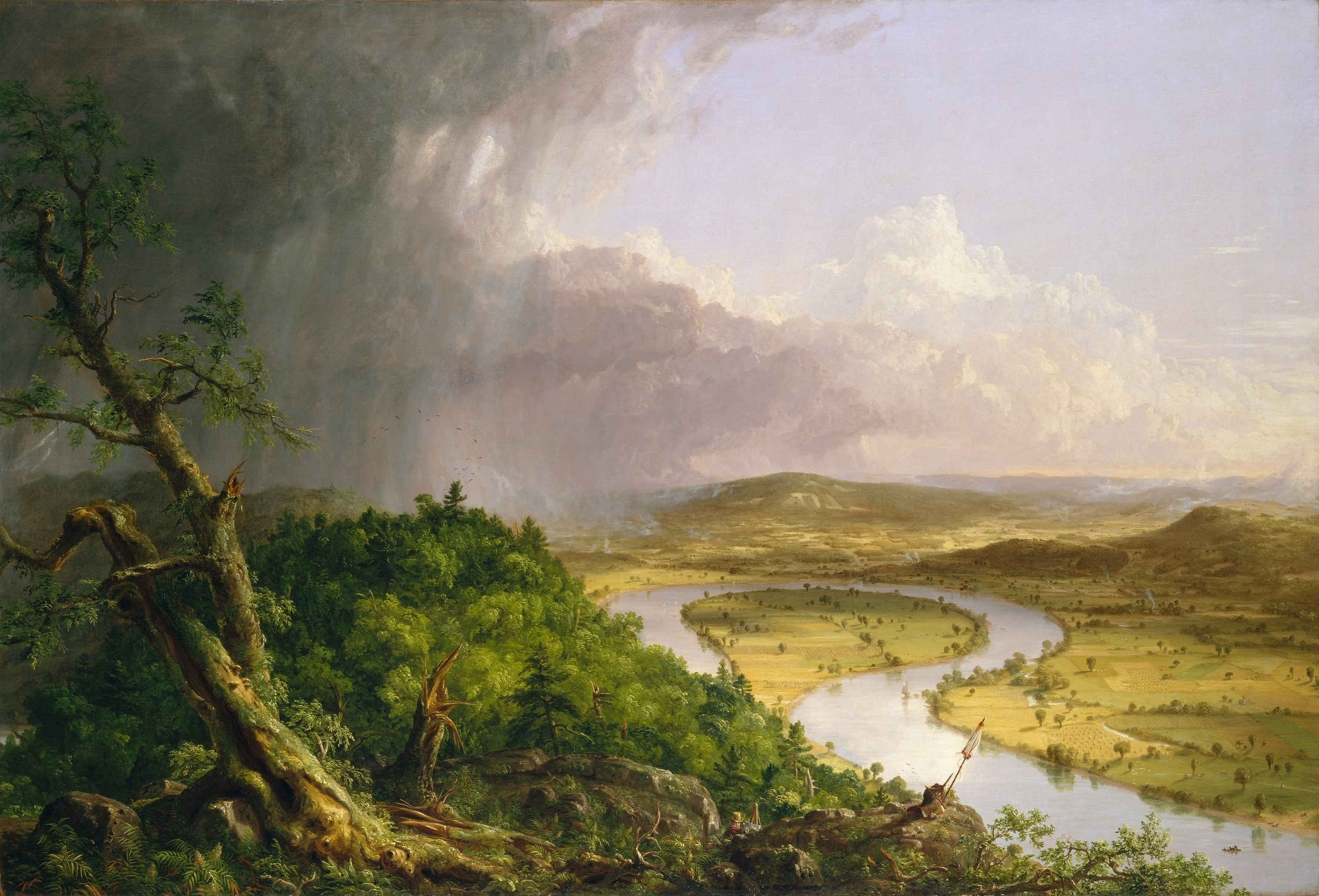
Thomas Cole, The Oxbow, 1836
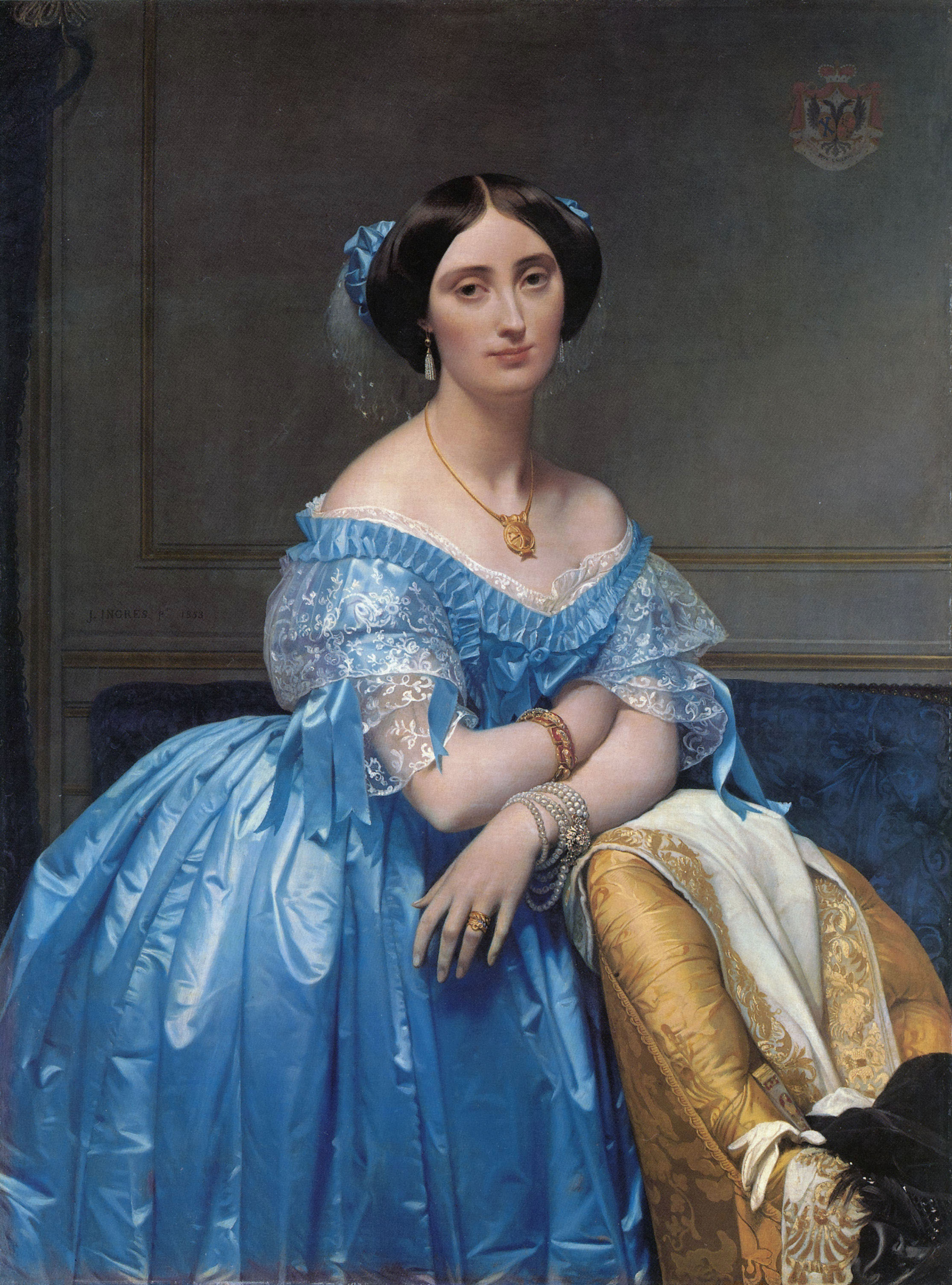
Jean-Auguste-Dominique Ingres, The Princesse de Broglie, 1851-1853
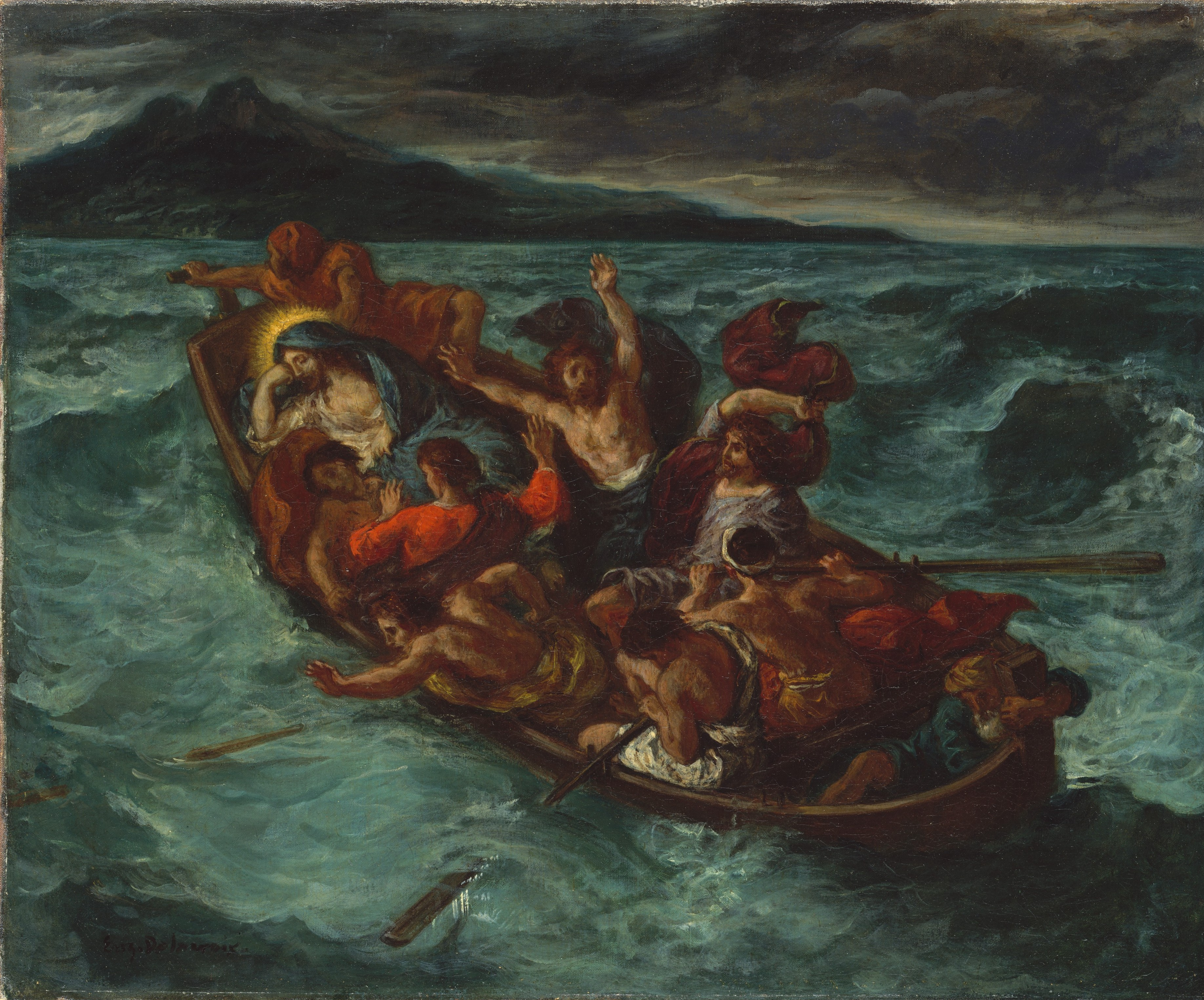
Eugène Delacroix, Christ Asleep during the Tempest, 1853
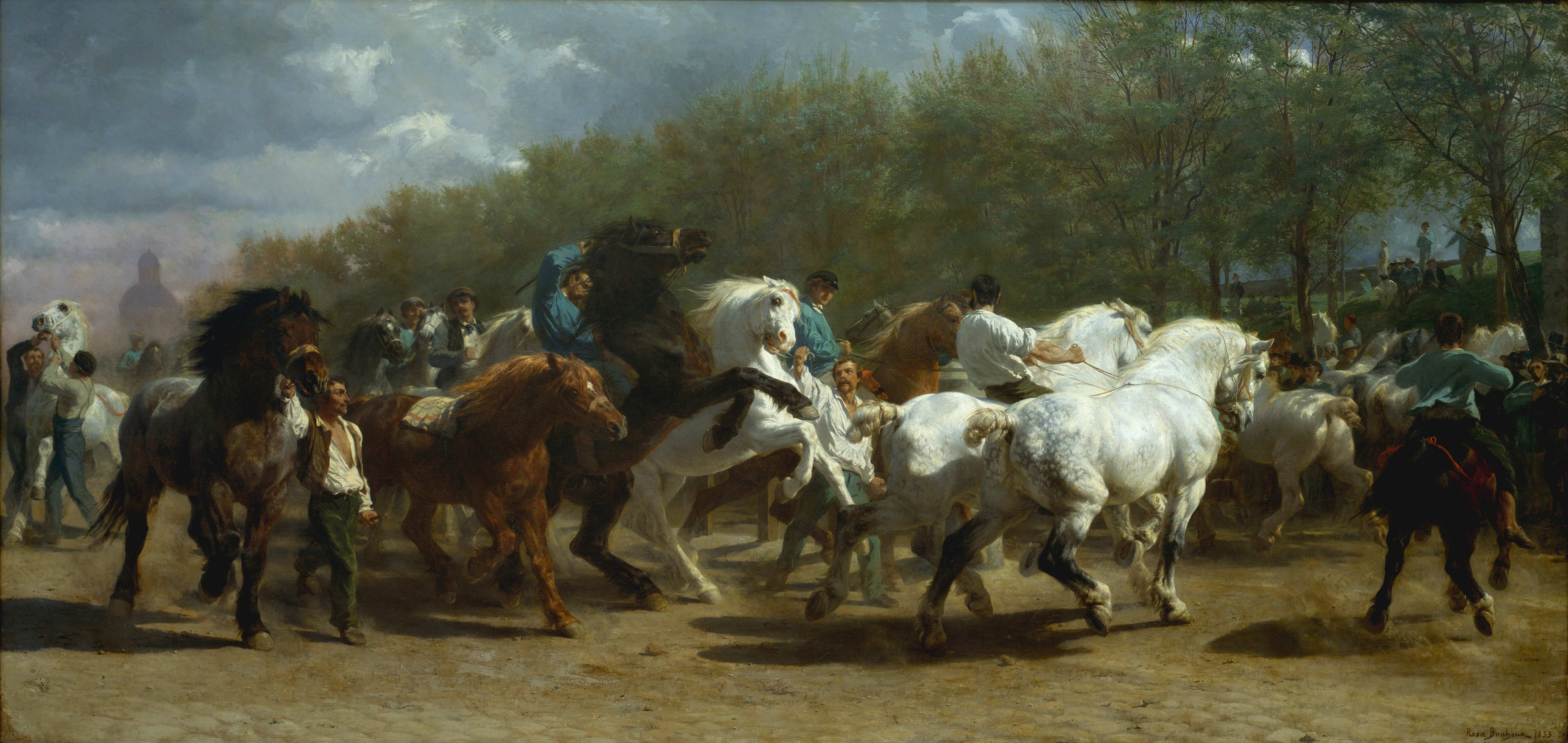
Rosa Bonheur, The Horse Fair, 1853–1855
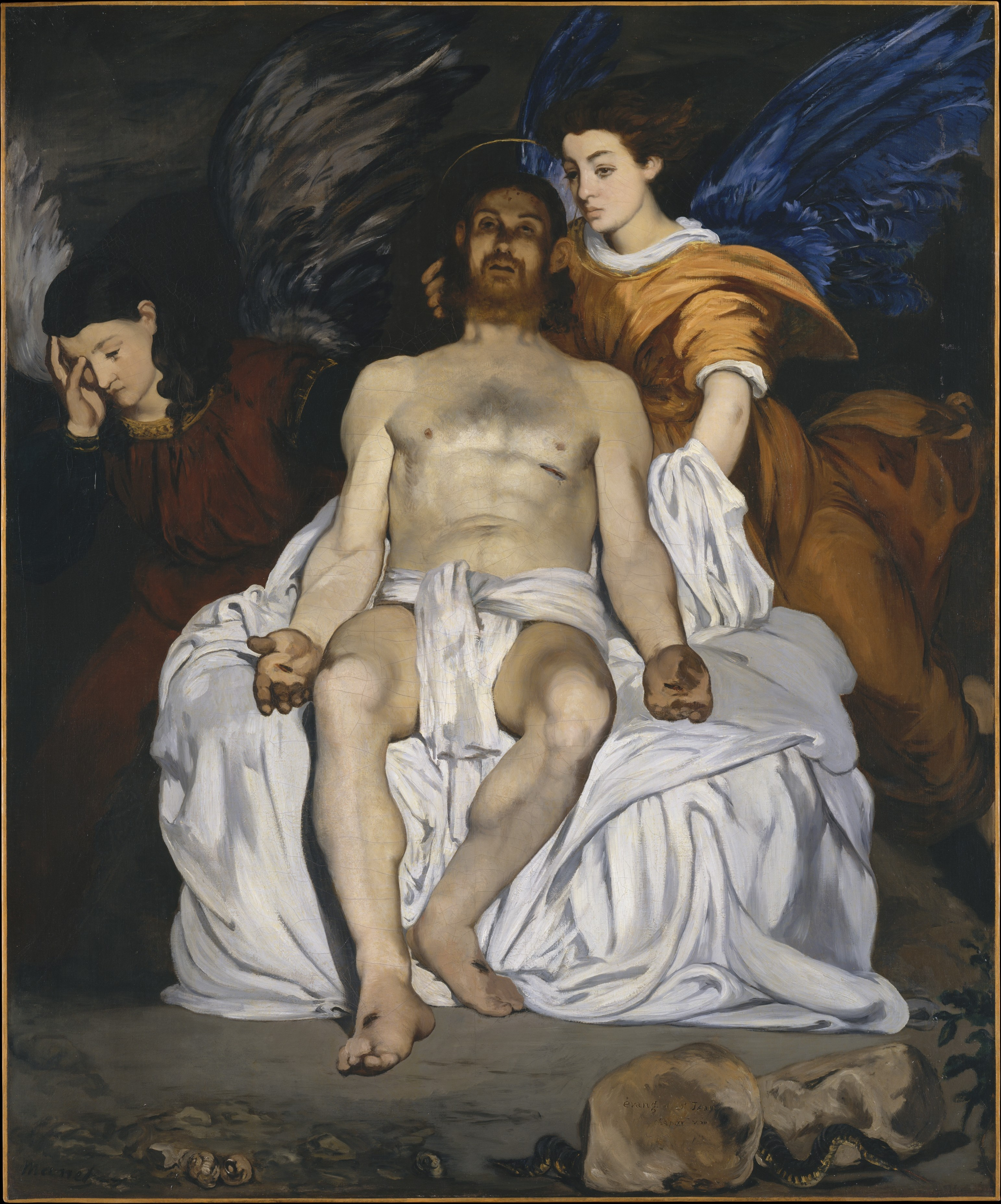
Édouard Manet, The Dead Christ with Angels, 1864
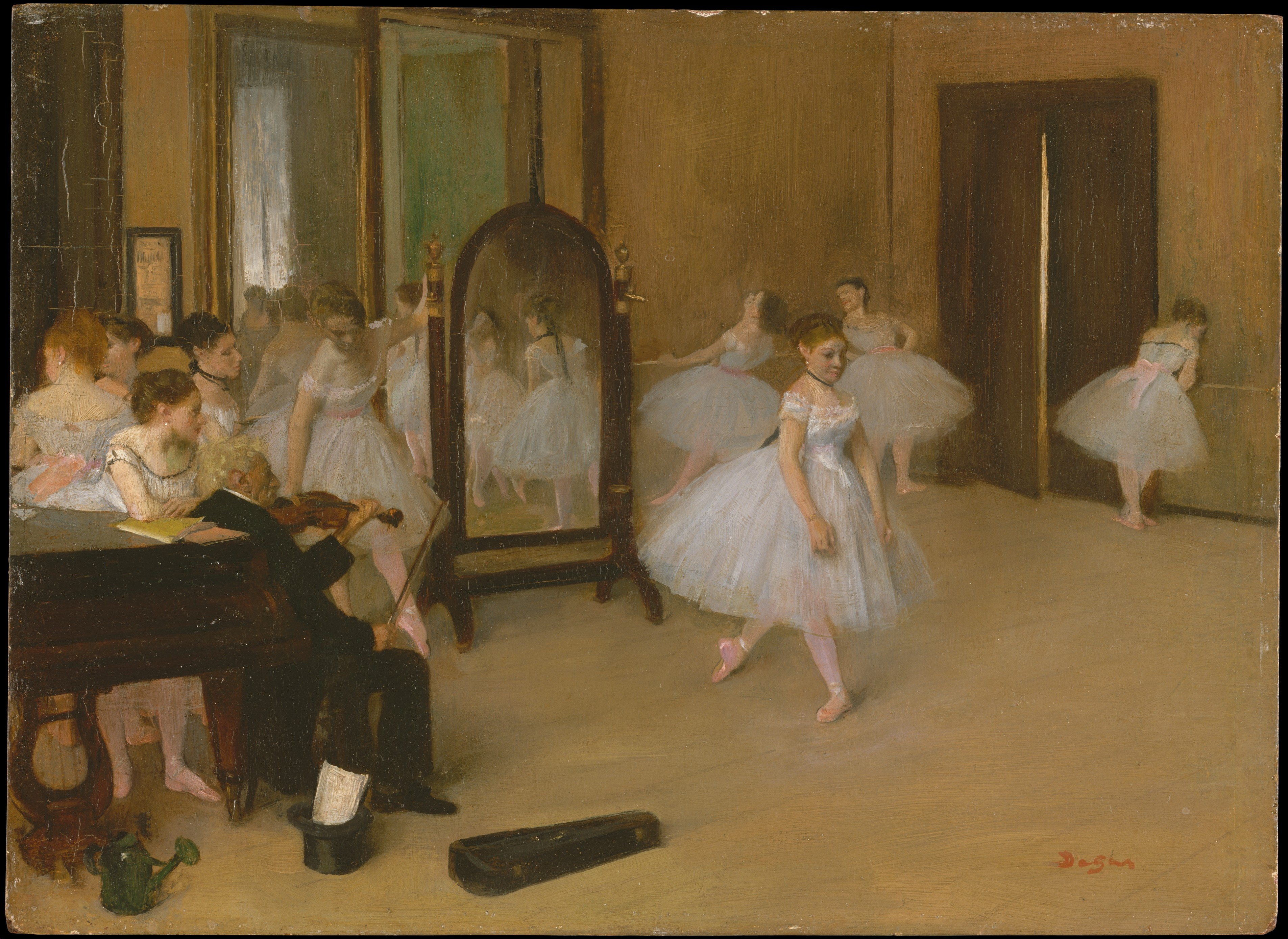
Edgar Degas, The Dancing Class, 1872
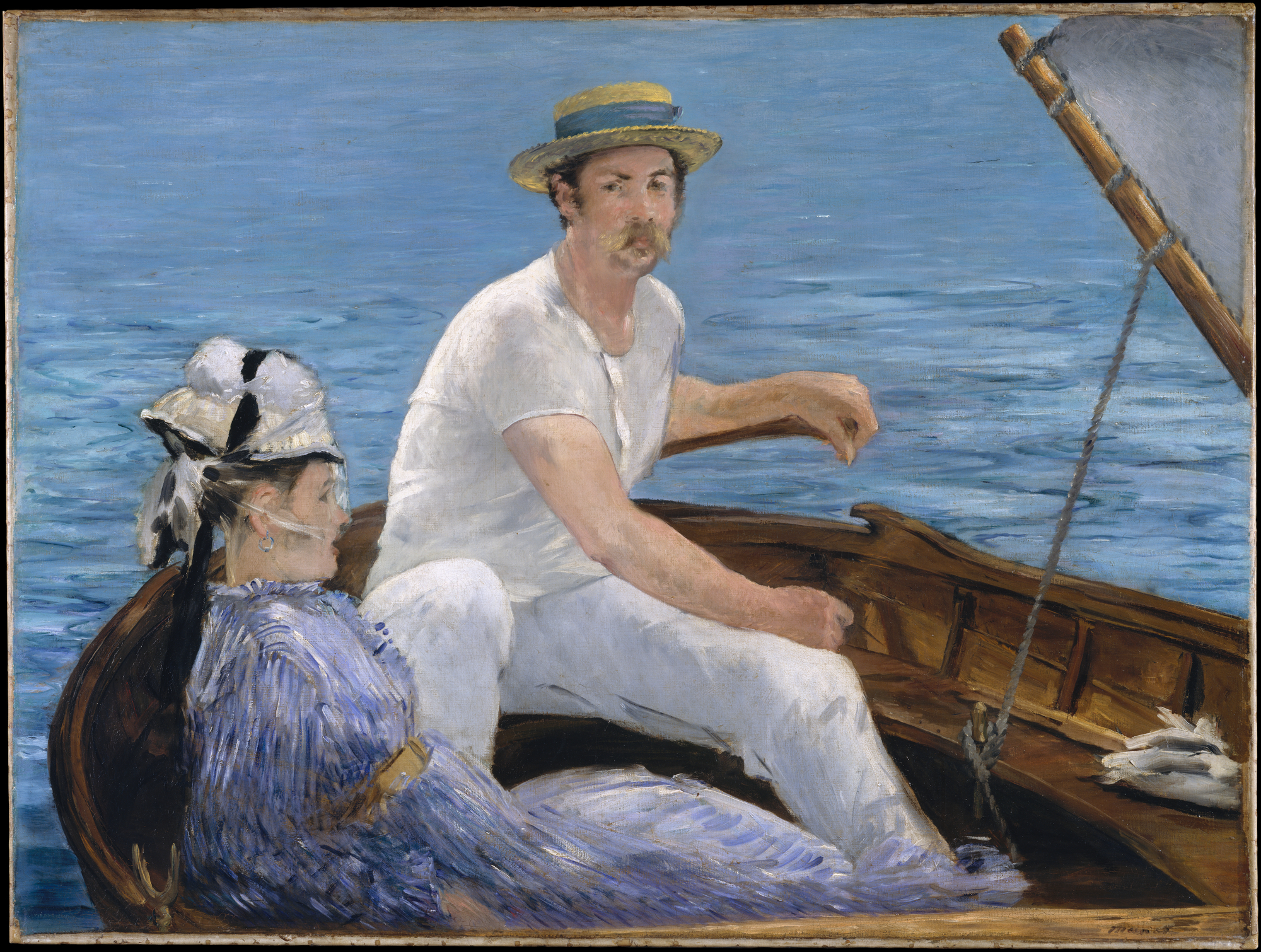
Édouard Manet, Boating 1874
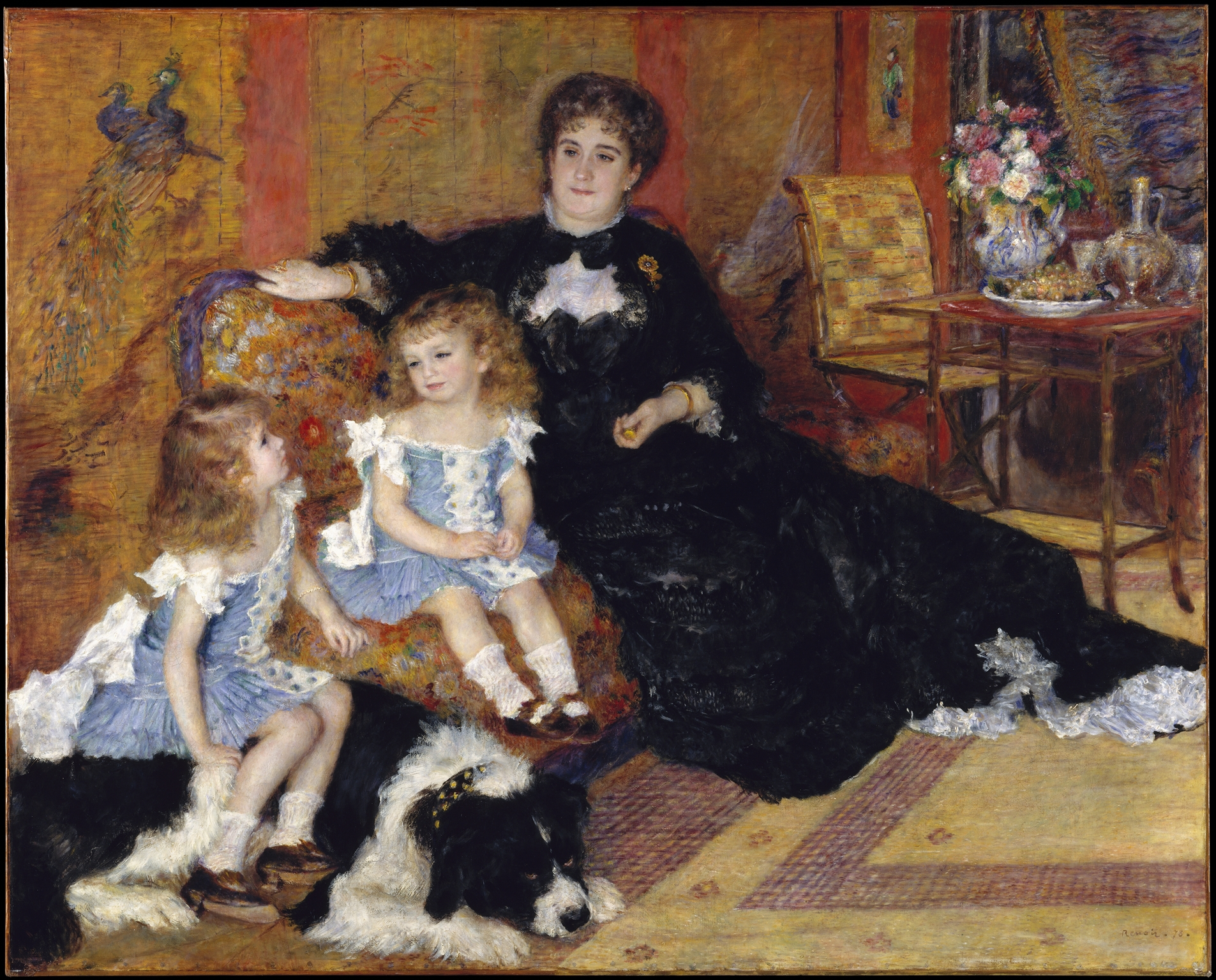
Pierre-Auguste Renoir, Mme. Charpentier and Her Children, 1878
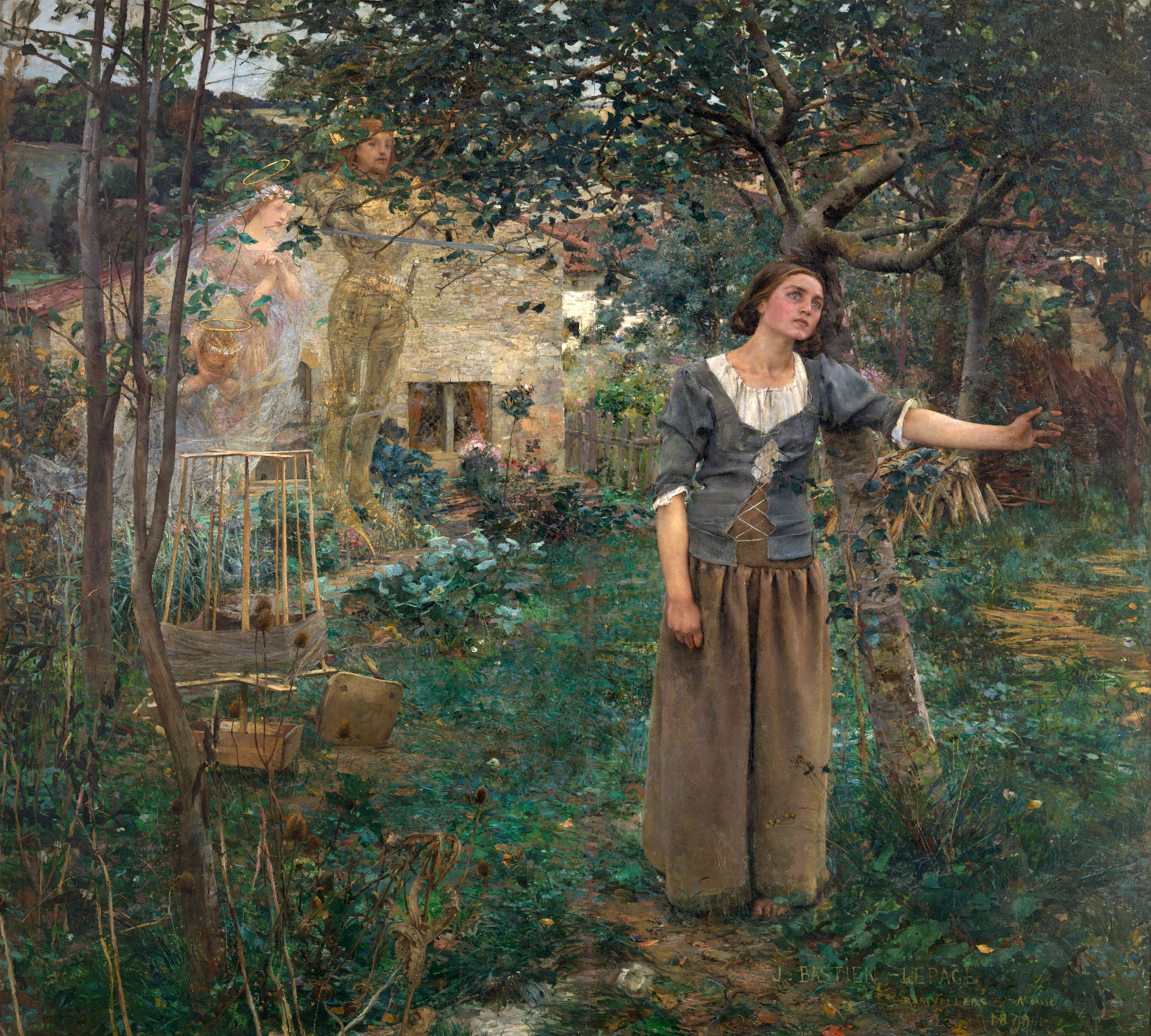
Jules Bastien-Lepage, Jeanne d'Arc (Joan of Arc), 1879
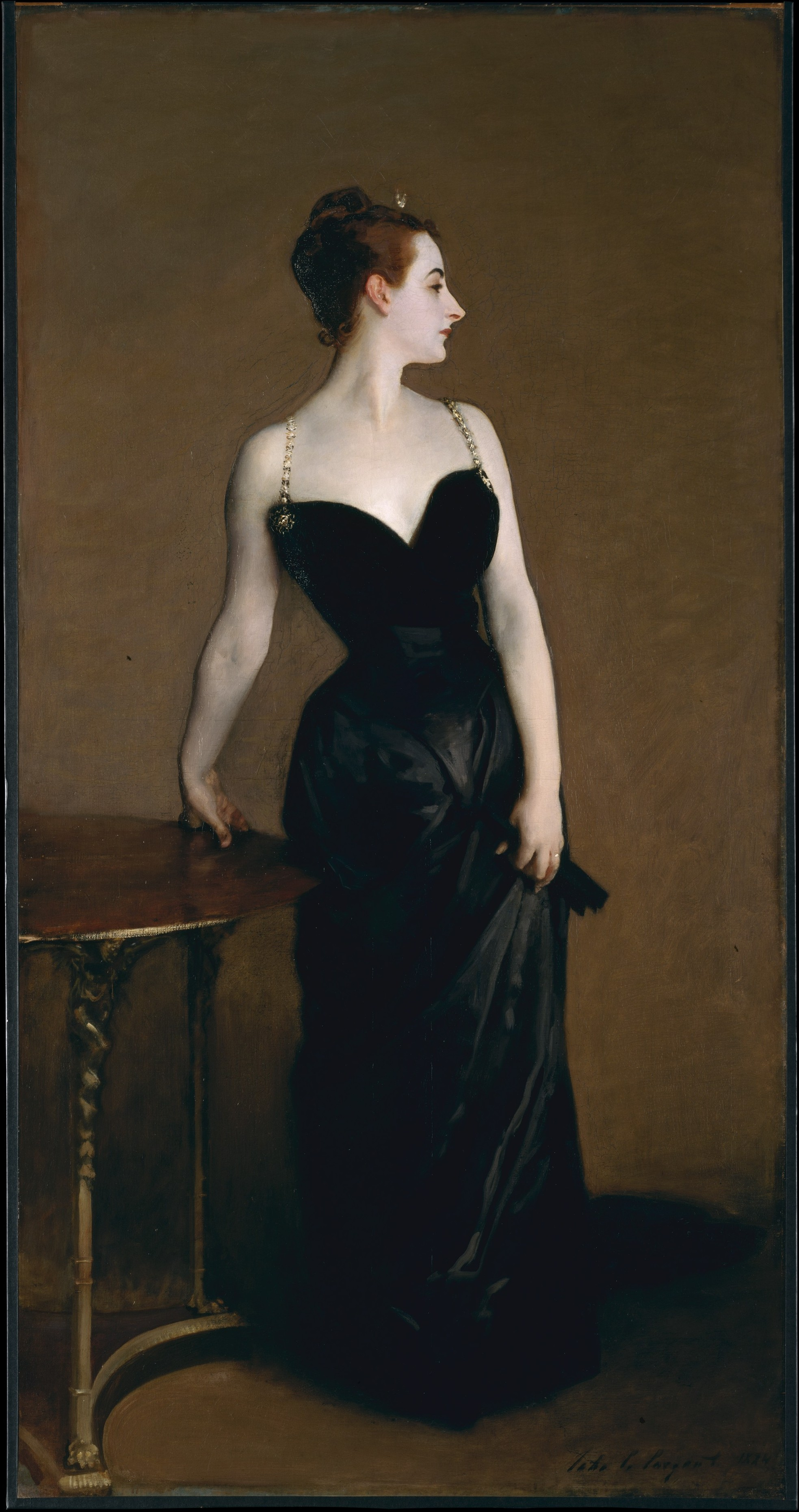
John Singer Sargent, Portrait of Madame X, 1884
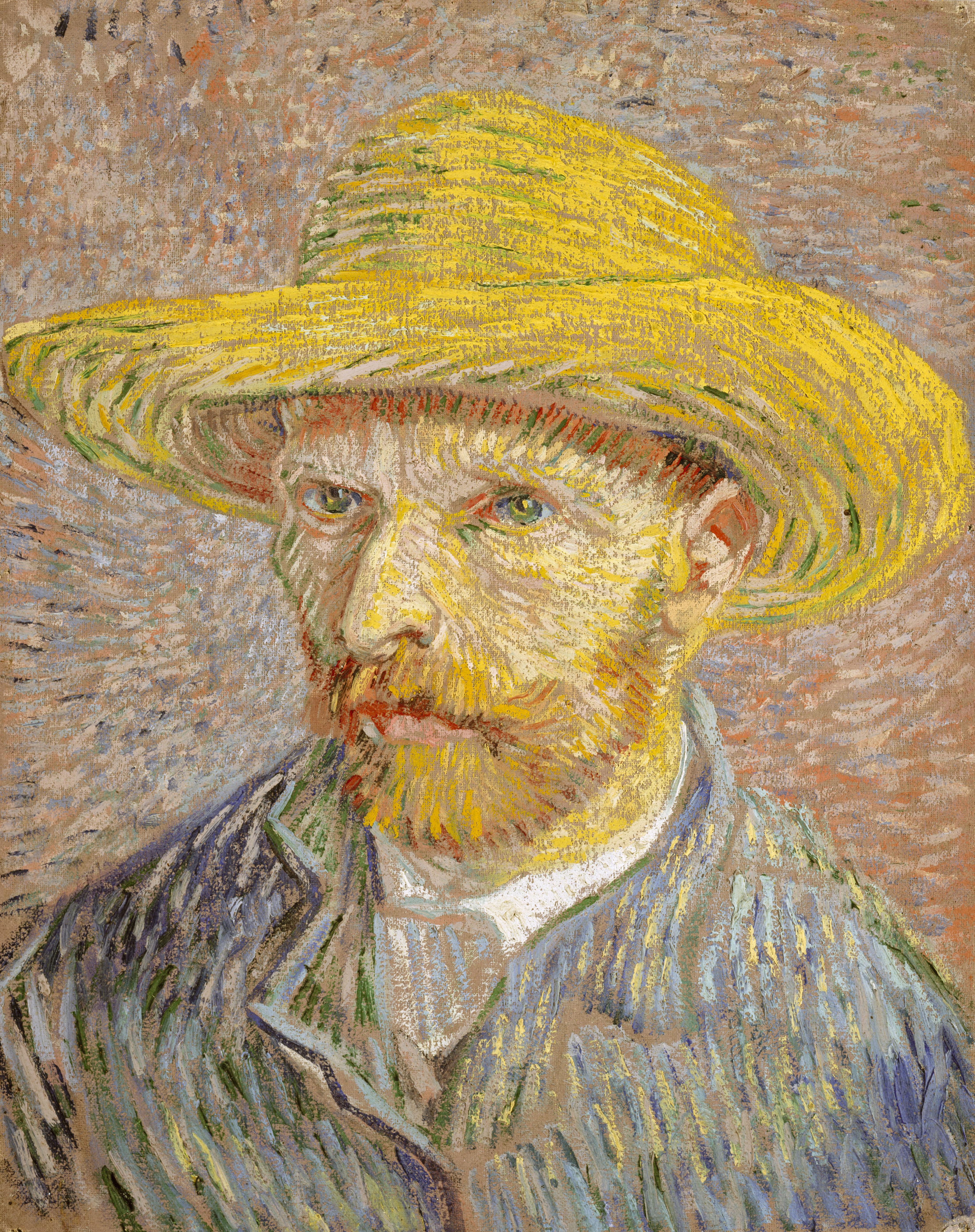
Vincent van Gogh, Self-Portrait with Straw Hat, 1887
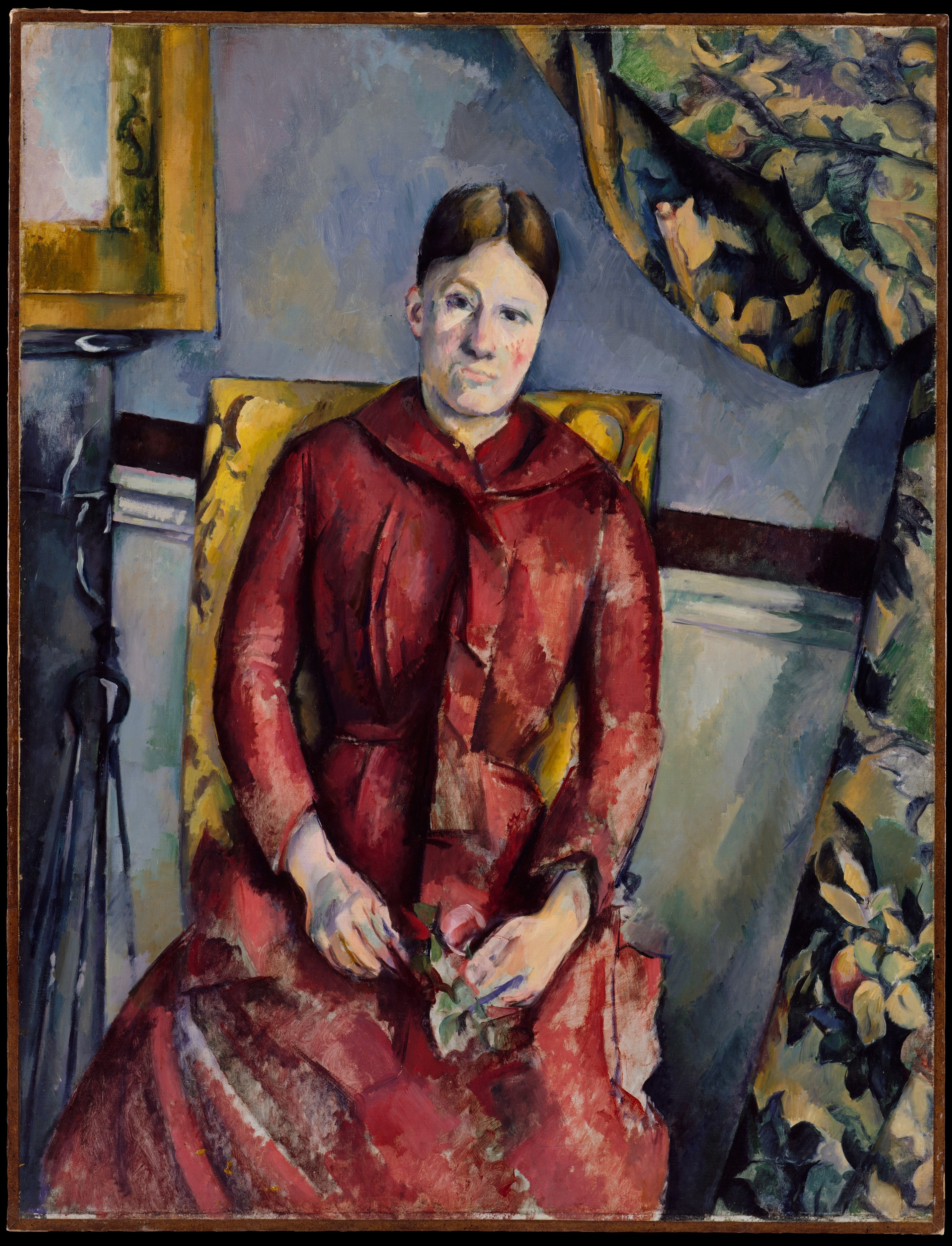
Paul Cézanne, Madame Cézanne (Hortense Fiquet, 1850–1922) in a Red Dress, 1888–90
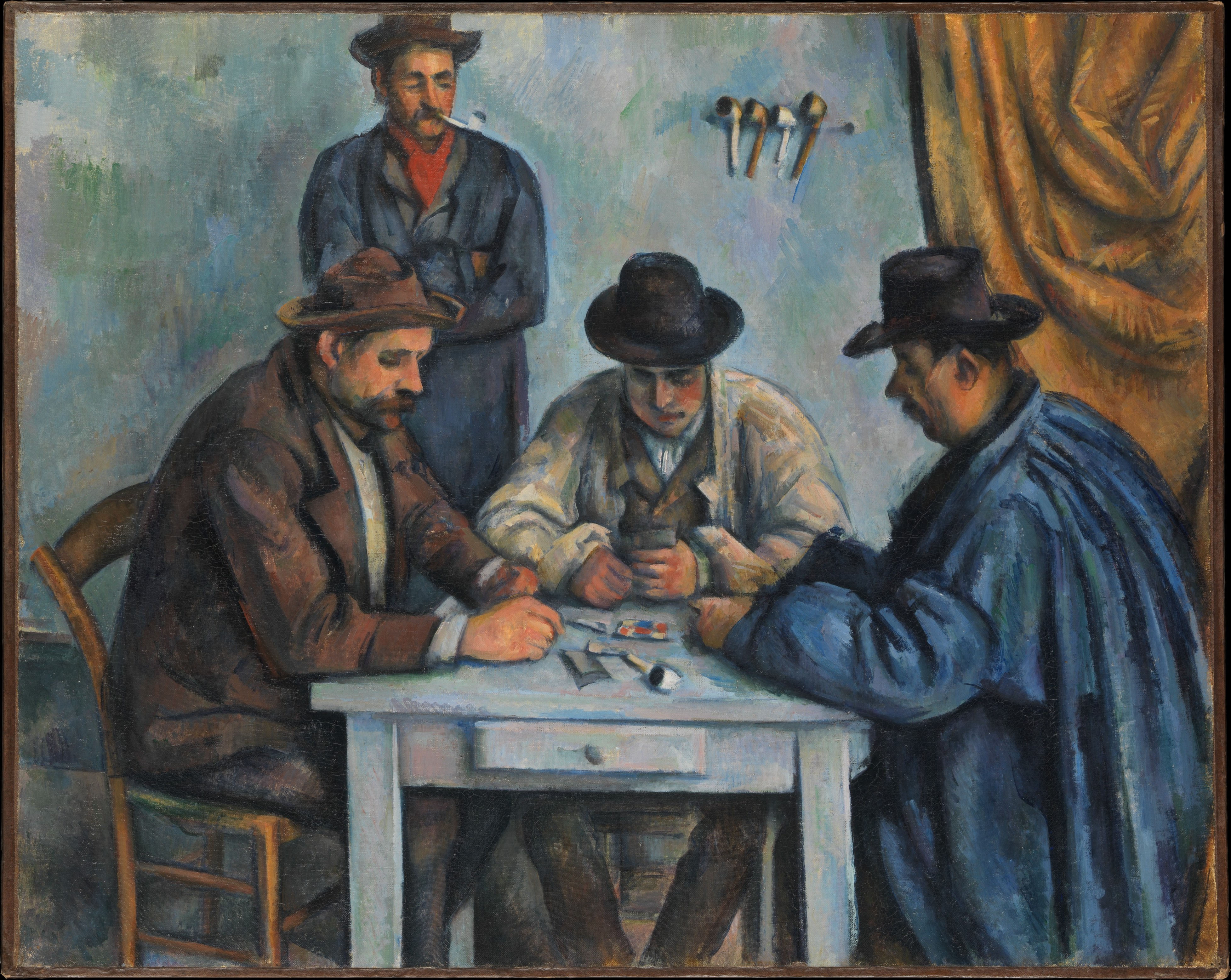
Paul Cézanne, The Card Players, 1890–1892
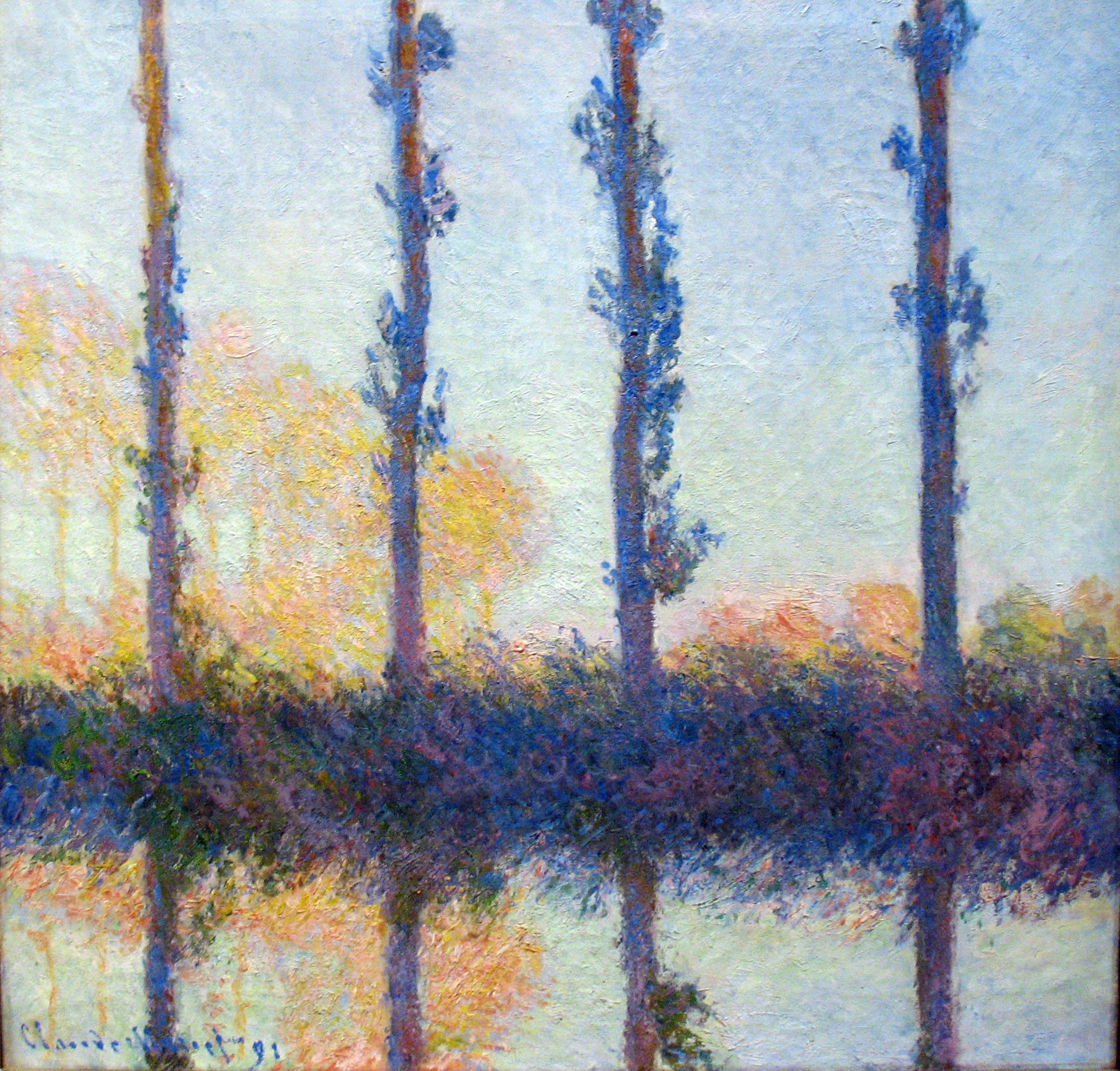
Claude Monet, The Four Trees, (Bốn cây dương bên bờ sông của Epte River gần Giverny), 1891
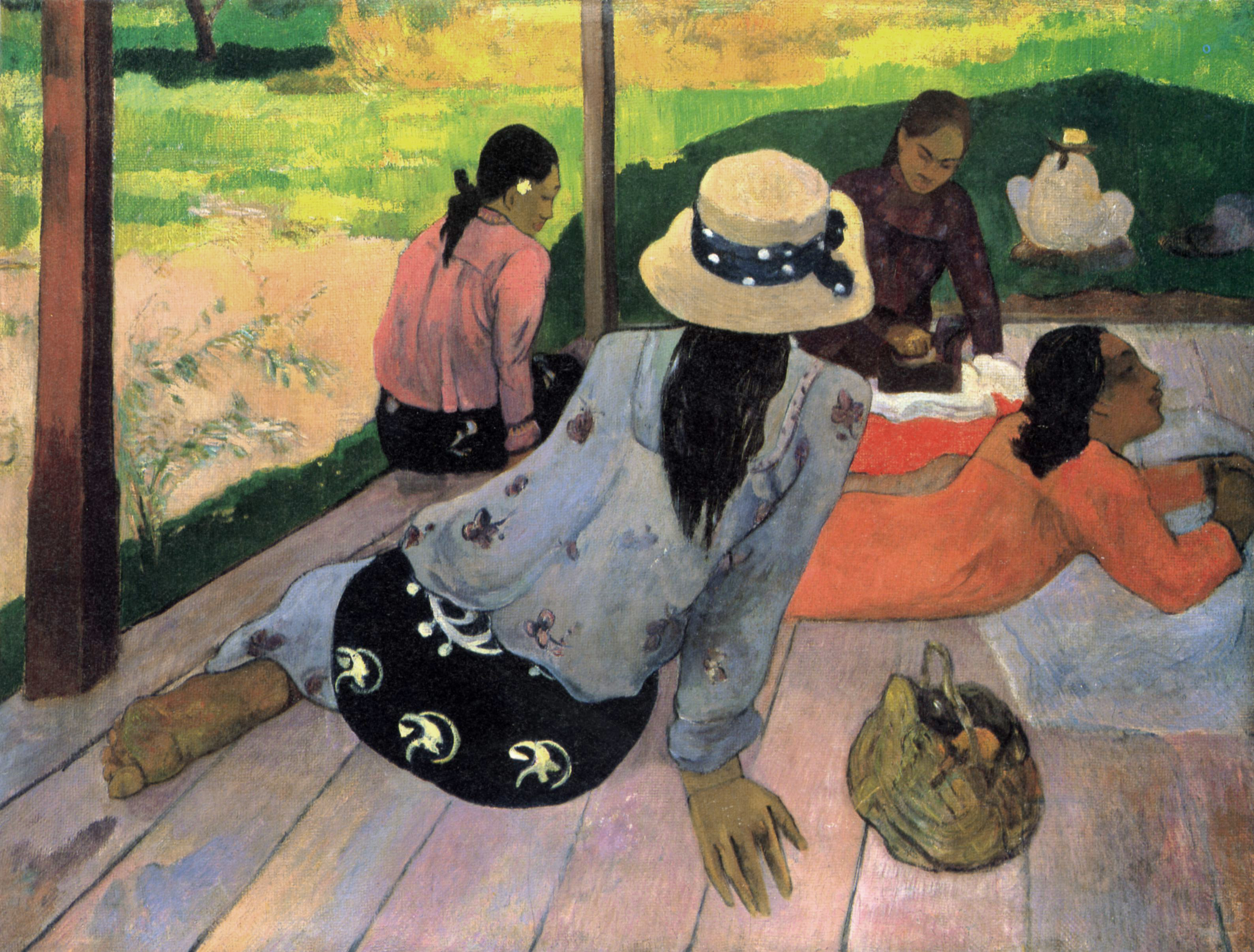
Paul Gauguin, The Siesta, 1894
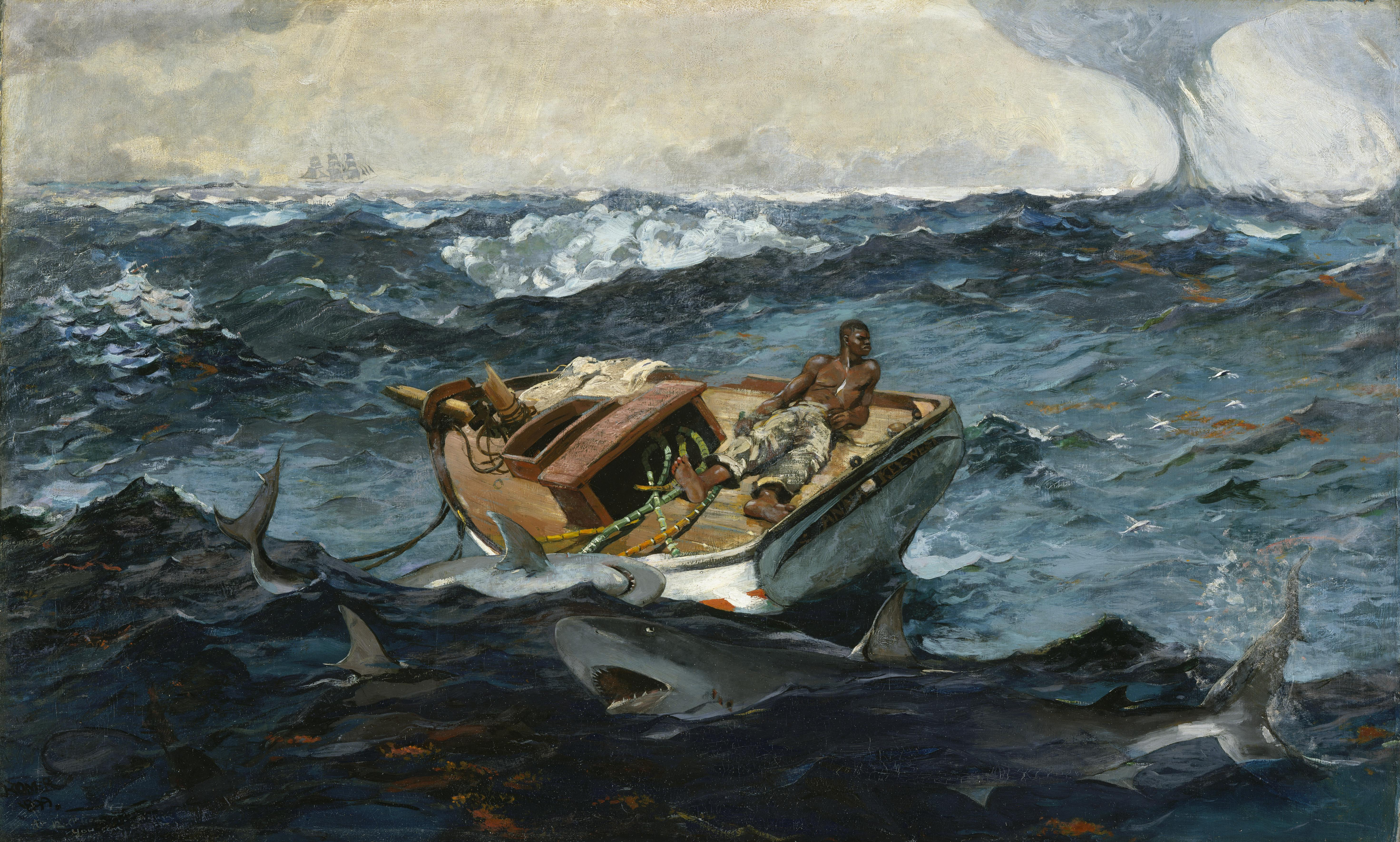
Winslow Homer, The Gulf Stream, 1899
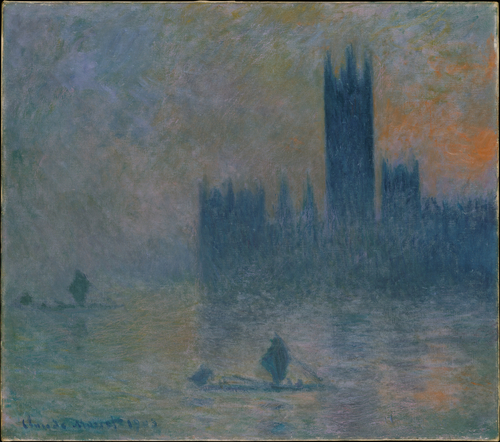
Claude Monet, The Houses of Parliament (Effect of Fog), 1903–1904
Pablo Picasso, l'Acteur (The Actor), 1904–05Pablo Picasso, l'Acteur (The Actor), 1904–05
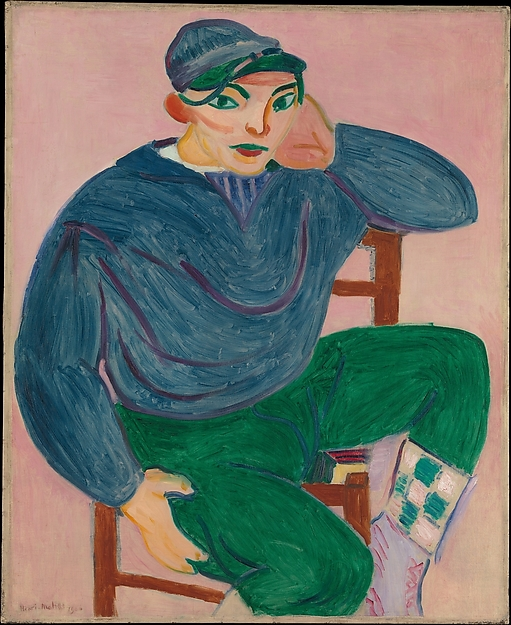
Henri Matisse, The Young Sailor II, 1906
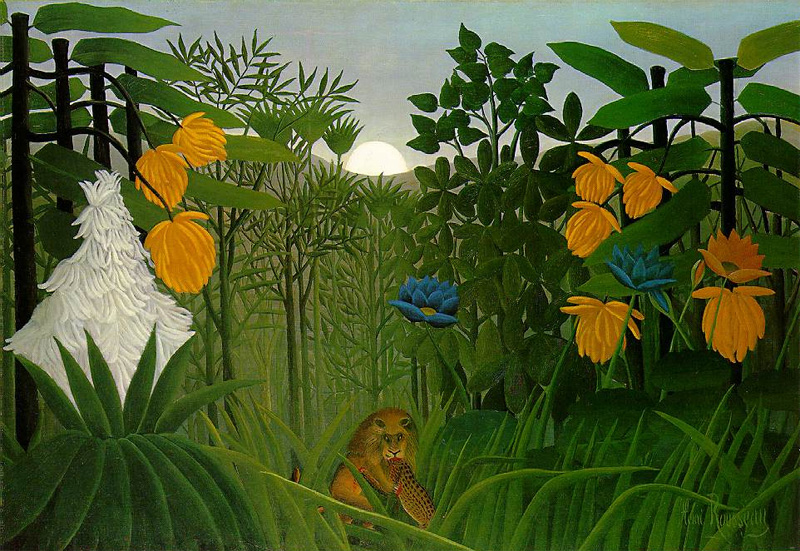
Henri Rousseau, The Repast of the Lion, c. 1907
Georges Braque, Still Life with Mandola and Metronome, late 1909Georges Braque, Still Life with Mandola and Metronome, late 1909
Pablo Picasso, The Oil Mill (Moulin à huile), 1909Pablo Picasso, The Oil Mill (Moulin à huile), 1909
Pablo Picasso, Still Life with a Bottle of Rum, 1911Pablo Picasso, Still Life with a Bottle of Rum, 1911
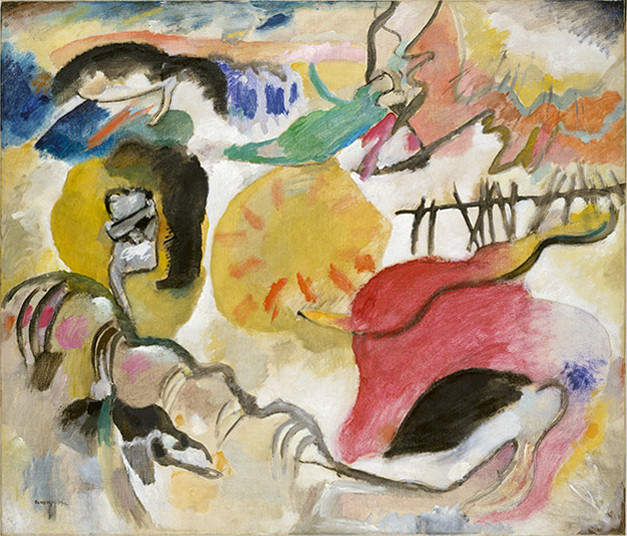
Wassily Kandinsky, Improvisation 27, Garden of Love II, 1912 (trưng bày năm tại Armory Show)
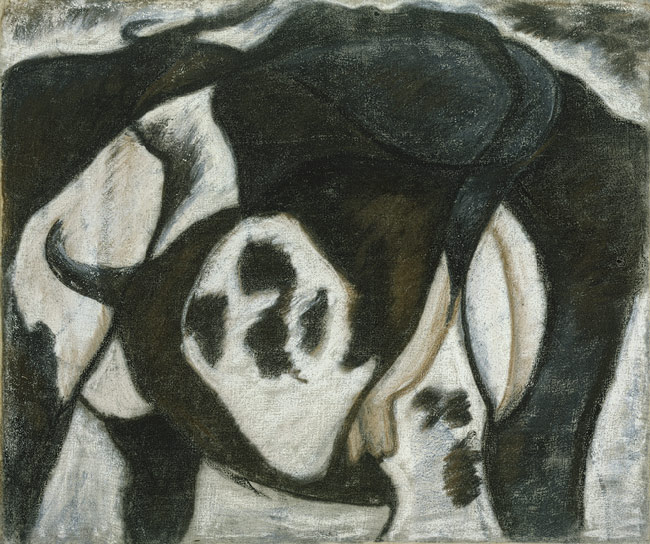
Arthur Dove, Cow, 1914
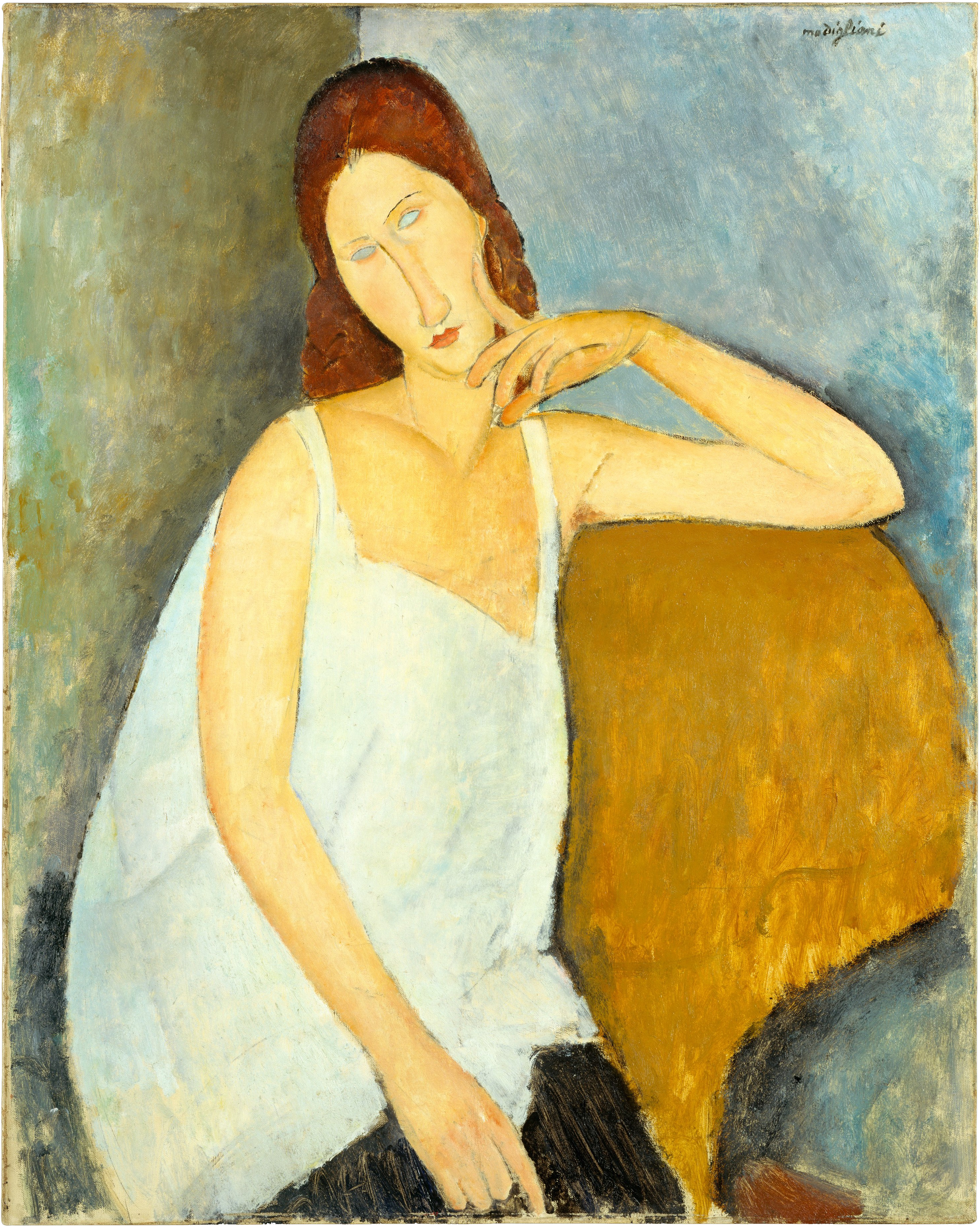
Amedeo Modigliani, Jeanne Hébuterne, 1919